# 닌텐도 스위치
닌텐도 스위치(영어: Nintendo Switch)는 닌텐도가 개발한 비디오 게임 콘솔로 2017년 3월 3일 전 세계 대부분의 지역에서 출시되었다. 8세대 가정용 콘솔의 중간에 출시된 스위치는 Wii U의 뒤를 잇고 소니의 플레이스테이션 4 및 마이크로소프트의 엑스박스 원과 경쟁했으며, 9세대 콘솔인 플레이스테이션 5 및 엑스박스 시리즈 X/S와도 경쟁한다.
스위치는 태블릿 형태로, 도킹하여 가정용 콘솔로 사용하거나 휴대용 기기로 사용할 수 있어 하이브리드 콘솔이다. 무선 Joy-Con 컨트롤러는 표준 컨트롤러의 두 절반으로 기능하며, 대안으로 개별 컨트롤러로도 작동하여 버튼, 사용자 입력을 위한 방향 아날로그 스틱, 모션 센싱, 촉각 피드백을 제공한다. 한 쌍은 콘솔 측면에 부착하여 휴대용 플레이 스타일을 즐기거나, 그립 액세서리에 부착하여 분리형 게임패드 형태를 제공하거나, 분리된 상태로 사용할 수 있다. 스위치 시스템 소프트웨어는 인터넷 연결을 통한 온라인 게임뿐만 아니라 다른 콘솔과의 로컬 무선 애드혹 망 연결도 지원한다. 스위치 게임 및 소프트웨어는 플래시 기반의 물리적 롬 카트리지와 디지털 배급을 통해 닌텐도 e숍에서 모두 이용할 수 있으며, 이 시스템에는 지역 제한이 없다. 두 가지 하드웨어 개정판이 출시되었다: 2019년 9월 20일에 출시된 휴대용 전용 스위치 라이트; 그리고 2021년 10월 8일에 출시된 OLED 화면을 특징으로 하는 고급 버전.
스위치는 2016년 10월 20일에 공개되었다. 이 개념은 Wii U의 저조한 판매와 모바일 게임과의 시장 경쟁으로 인한 닌텐도의 재정적 손실에 대한 반응으로 생겨났다. 당시 닌텐도 사장인 이와타 사토루는 회사를 모바일 게임과 새로운 하드웨어로 이끌었다. 스위치의 디자인은 다양한 사용 모드를 통해 넓은 플레이어 인구 통계를 목표로 했다. 닌텐도는 자체 게임과 함께 스위치 게임 라이브러리를 구축하는 데 도움을 줄 많은 서드파티 개발사 및 배급사와 인디 스튜디오의 지원을 미리 확보했으며, 엔비디아의 엔비디아 테그라 라인에 기반한 칩셋과 같은 표준 전자 부품은 프로그래머들이 콘솔 개발을 더 쉽게 하고 기존 게임 엔진과의 호환성을 높이기 위해 선택되었다.
스위치에 대한 비판적 평가는 긍정적이었다. 이 시스템은 직관적인 디자인과 소프트웨어 라이브러리로 칭찬을 받았지만, 하드웨어 및 컨트롤러 문제에 대한 비판도 있었다. 스위치는 큰 상업적 성공을 거두었으며, 2024년 12월 기준 전 세계적으로 1억 5천만 대 이상이 출하되어 역대 세 번째로 많이 팔린 콘솔이 되었다. 또한 Wii의 1억 160만 대를 넘어 닌텐도의 현재까지 가장 성공적인 가정용 콘솔이다.
대부분의 스위치 게임과 하위 호환성을 가지는 직접적인 후속작인 닌텐도 스위치 2는 2025년 6월 5일에 출시되었다.

## 역사

### 배경
닌텐도는 닌텐도 DS와 Wii (각각 2004년과 2006년 출시)의 최근 출시로 인해 2009년에 기록적인 수익, 순매출 및 이익을 누렸지만, 곧 매출이 감소했다. 이 회사는 Wii U가 출시되기 전인 2012년에 비디오 게임 회사로서 첫 손실을 기록했다. 닌텐도는 콘솔의 저조한 평가로 인해 다음 해에도 비슷한 손실을 겪었다. 뉴욕 타임스는 닌텐도가 2014년에 재정 예측을 하향 조정한 이유를 모바일 게임과의 경쟁에서 하드웨어 판매 부진 때문이라고 밝혔다. 이전에는 당시 사장 이와타 사토루가 이 시장에 참여하면 "닌텐도이기를 포기하고" 정체성을 잃게 될 것이라고 생각하여 이 시장에 대해 주저했다. 스위치 발표 약 3년 전, 이와타, 기미시마 다쓰미, 다케다 겐요, 미야모토 시게루는 모바일 시장 접근, 새로운 하드웨어 제작, "지적 재산권 극대화"를 포함하는 닌텐도 사업 모델 활성화 전략을 수립했다. 이와타는 사망하기 전에 일본 모바일 통신사 DeNA와 사업 제휴를 확보할 수 있었다. 이 거래는 닌텐도의 자체 프랜차이즈를 기반으로 한 모바일 게임을 개발했으며, 이러한 접근 방식이 그들의 무결성을 손상시키지 않을 것이라고 믿었다. 2015년 7월 이와타의 사망 후, 기미시마는 닌텐도의 사장으로 임명되었고, 미야모토는 "크리에이티브 펠로우"로 승진했다.

### 개발
스위치에 대한 초기 구상은 2012년 Wii U 출시 직후에 시작되었다. 기미시마는 닌텐도가 어떤 새로운 하드웨어를 생산할지 평가할 때 닌텐도 3DS나 Wii U의 "단순한 후속작"을 원하지 않았고, 대신 "어떤 종류의 새로운 경험을 만들 수 있을까?"라고 질문했다고 말했다. 아사히 신문과의 인터뷰에서 기미시마는 스위치가 "Wii U보다 더 큰 영향"을 미칠 "새로운 플레이 방식"을 제공하도록 설계되었다고 말했다. 닌텐도 아메리카 사장 겸 COO 레지 피서메이는 콘솔의 매력을 집에서든 이동 중이든 게임을 즐길 수 있는 기기로 강조하며, 개발자들이 새로운 유형의 게임을 만들 수 있게 할 것이라고 언급했다. 이 접근 방식은 경쟁적인 콘솔 시장에서 닌텐도의 블루오션 전략을 이어갔다: 다른 콘솔과 기능 대 기능으로 경쟁하기보다는 독특하고 모방하기 어려운 장치를 확립하는 것이었다. 미야모토는 스위치의 몇 가지 광범위한 개념이 닌텐도가 지난 수십 년 동안 사용해 온 요코이 군페이의 "오랜 기술을 활용한 수평적 사고" 디자인 철학에서 비롯되었다고 말했다.
Wii U의 상업적 실패 또한 닌텐도가 스위치를 개발하도록 압박했다. Wii U의 초기 판매는 Wii에 비해 저조했으며, 일렉트로닉 아츠와 유비소프트와 같은 주요 서드파티 스튜디오들은 Wii U 출시 첫 해 말에 이 콘솔을 지원하지 않겠다고 발표했다. 피서메이에 따르면, Wii U의 수명 주기 성능이 회사의 기대를 밑돌 것이 분명해지자 스위치는 닌텐도에게 "성패를 좌우하는 제품"이 되었다.
시게루 다카하시와 요시아키 고이즈미에 따르면, 스위치의 디자인은 당시 게임 시장의 양극화를 해소하고, "여가" 비디오 게임과 "깊이 있게" 플레이하도록 의도된 게임을 모두 플레이할 수 있는 장치를 만드는 것을 목표로 했다. 이 접근 방식은 일본과 서양 플레이어 간의 문화적 라이프스타일 및 게임 차이에도 적용될 것이다; 일본 플레이어는 이동 중에 사회 집단과 함께 플레이하는 경향이 있는 반면, 서양 플레이어는 집에서 혼자 플레이하는 경향이 있다. 스위치의 디자인은 두 문화 모두를 충족시킬 것이며, 1-2-스위치와 같은 특정 게임은 서양 문화에서 사회적 게임을 더 수용할 수 있게 만들 수 있다. 이 혼합 시장을 다루기 위해 설정된 두 가지 핵심 요소는 장치가 TV 화면에서 플레이되거나 휴대용으로 플레이될 수 있는 능력과 분리 가능한 컨트롤러의 사용이었다. "스위치"라는 이름은 휴대용 모드에서 가정용 콘솔 모드로 전환할 수 있는 콘솔의 능력을 나타낼 뿐만 아니라 "사람들의 일상 생활에서 엔터테인먼트 경험 방식을 뒤집고 바꿀 '스위치'가 된다는 아이디어"를 제시하기 위해 선택되었다.
스위치의 형태와 디자인에 대한 영감 중 일부는 시게루 다카하시에 따르면 플레이어들이 닌텐도에 Wii 리모컨에 대해 제공한 피드백에서 비롯되었다. Wii 스포츠 및 Wii 피트와 같은 게임의 출시와 함께, 플레이어들은 닌텐도에게 Wii 리모컨을 더 작은 형태로 만들 수 있는지, 잠재적으로 신체 일부에 묶을 수 있는지 물었다. 이는 닌텐도가 더 작은 형태의 컨트롤러가 하드웨어와 게임 플레이 모두에서 무엇을 제공할 수 있는지 상상하게 했으며, 이러한 새로운 컨트롤러를 가진 콘솔이 휴대 가능할 만큼 작을 수 있다는 아이디어로 이어졌다. 다른 개념은 Wii U에 대한 중요한 소비자 피드백에서 나왔다. 피서메이는 Wii U에 대한 일반적인 비판 중 하나는 플레이어가 Wii U 게임패드를 사용하는 것을 즐겼지만, 메인 콘솔에서 멀리 떨어져 있으면 기능이 없어진다는 것이었다. 이는 닌텐도가 플레이어가 어디든 가지고 다닐 수 있는 가정용 콘솔을 설계하도록 이끌었다. 닌텐도가 최종 디자인을 결정하기 전에 스위치에 대해 약 5가지 다른 프로토타입이 개발되었다. 조이콘 컨트롤러가 콘솔에 물리적으로 연결되는 다양한 방법, 예를 들어 자석을 사용하여 제자리에 고정하는 방법 등이 포함되었다.
폼 팩터 디자인 외에도 닌텐도는 배터리 수명과 장치 크기, 제한된 개발 자원 및 닌텐도 경영진이 정한 마감 기한과 함께 콘솔의 중앙 처리 장치의 전력과 속도의 균형을 맞춰야 했다. 개발팀이 내린 결정 중 하나는 이전 콘솔에서 했던 것처럼 자체 SoC를 만드는 대신 기존 SoC를 사용하는 것이었다. 고이즈미는 이러한 전통과의 단절은 개발자들이 게임을 쉽게 포팅할 수 있는 SoC를 사용하여 콘솔에 대한 더 많은 서드파티 지원을 얻기 위해 이루어졌다고 말했다. 닌텐도는 원시적인 처리 능력에 집중하지 않고 대신 배터리 수명과 크기를 포함한 시스템의 전반적인 기능의 균형을 맞추려고 노력했으며, 제한된 개발 자원과 일정을 염두에 두었다. 고이즈미는 "가장 어려운 부분은 그 모든 복잡성에 얽히면서도 전체적인 균형을 맞추는 방법이었다"고 말했다. 이러한 균형을 달성하기 위해, 그들은 사용할 수 있었던 더 강력한 하드웨어를 선택하지 않고, 대신 스위치에 대한 비전을 달성하기 위해 중간 지점 접근 방식을 사용했다.
고이즈미는 스위치 개발 기간 동안 총괄 프로듀서로 재직했다. 미야모토에 따르면, 닌텐도 내 스위치 개발은 젊은 직원들이 주도했으며, 그는 "정말 그들이 이 시스템을 추진하고 설계했다"고 말했다. 미야모토는 젊은 직원들에 대해 "나는 항상 게임에 지나치게 열정적이지 않은 디자이너를 찾는다. 나는 그들이 단순히 게이머가 아니라 다양한 관심사와 기술을 가지고 있는지 확인하는 데 중점을 둔다"고 말했다. 주니어 개발자들은 또한 다른 대부분의 콘솔처럼 일반적인 5~6년을 넘어 스위치의 수명 주기를 연장하는 방법에 대한 아이디어를 브레인스토밍하는 데 도움을 주었다. 미야모토, 다케다, 이와타는 덜 관여했지만, 스위치를 돋보이게 할 새로운 기능을 구현하는 비용과 관련하여 스위치 개발에 필요한 감독을 제공했다. 미야모토의 제한된 참여는 그가 당시 개발 중이던 슈퍼 마리오 런과 같은 닌텐도 게임에 더 많은 시간을 할애할 수 있게 했다.

### 발표
스위치 하드웨어에 대한 첫 공개 뉴스는 2015년 3월 17일 닌텐도와 DeNA의 파트너십 발표와 함께 전해졌다. 이 단계에서 닌텐도는 콘솔을 "NX"라는 코드명으로 언급했으며 "새로운 개념"이라고 설명했다. 2016년 4월 투자자 회의에서 닌텐도는 NX를 2017년 3월에 전 세계적으로 출시할 계획이라고 발표했다. 닌텐도는 6월 E3 2016에서 NX 하드웨어를 공개하지 않았지만, 원래 Wii U 독점작으로 발표되었던 젤다의 전설 브레스 오브 더 와일드도 NX용으로 출시될 것이라고 발표했다. 컨퍼런스 후 닌텐도 주주총회에서 미야모토는 NX의 아이디어가 너무 일찍 공개되면 경쟁사들이 복사할 수 있다는 우려가 있다고 밝혔다. 다음 달에는 엔비디아 테그라 하드웨어 사용, 가정용 및 모바일용 "하이브리드" 장치, 메인 장치에서 분리되어 별도로 플레이할 수 있는 컨트롤러, 닌텐도가 카트리지 및 디지털 다운로드를 통해 게임을 배포할 것이라는 소문이 돌기 시작했다.
2016년 10월 20일, 닌텐도는 "닌텐도 스위치"라는 이름으로 콘솔을 공식 발표했으며, 하드웨어의 하이브리드 장치로서의 특성을 시연하는 트레일러도 함께 공개했다. 트레일러 공개 당시, 닌텐도는 플랫폼 기능에 대한 자세한 정보를 많이 제공하지 않았지만, 다음 해에 콘솔에 대한 더 많은 정보를 제공하는 행사를 가질 계획이라고 밝혔다. 회사는 소개 트레일러에 제시되지 않은 추가 기능들이 있다고 언급했다. 미야모토와 피서메이는 2016년 12월 지미 팰런이 진행하는 지미 팰런의 투나잇 쇼 방송에서 스위치를 선보였다. 콘솔의 하드웨어와 기능에 대한 추가적인 모습을 보여주는 것 외에도, 팰런은 브레스 오브 더 와일드 일부를 라이브로 플레이할 기회를 얻었다.
닌텐도는 2017년 1월 13일 도쿄에서 열린 기자회견에서 스위치의 전 세계 출시일과 가격을 포함한 기술적 세부 사항을 공개했다. 이 행사는 라이브 스트리밍되었으며, 닌텐도 아메리카는 영어 보이스오버를 제공하고 지역 트위터 계정은 다른 언어로 세부 정보를 전달했다. 다음 날 닌텐도 트리하우스 행사가 열려 스위치의 전체 출시 라인업과 향후 게임이 공개되었다.

### 출시
스위치는 2017년 3월 3일 일본, 대부분의 영어권 및 서구 시장, 그리고 아랍에미리트에서 공식 출시되었다. 일본에서는 29,980엔, 미국에서는 299.99달러, 영국에서는 279.99파운드, 호주에서는 469.95달러의 MSRP로 출시되었으며, 유럽 시장의 가격은 다양했다. 세트에는 스위치 콘솔, 독, 좌우 조이콘 컨트롤러 및 동봉 스트랩, 조이콘 그립, AC 전원 어댑터, HDMI 케이블이 포함되었다. 출시 당시에는 회색 조이콘이 포함된 번들과 네온 레드 및 블루 조이콘이 포함된 번들 두 가지가 있었다. 닌텐도는 더 높은 가격이 판매에 해를 끼칠 것을 우려하여 추가 하드웨어 또는 게임을 포함하지 않았다.

#### 전 세계 출시
스위치는 다음 몇 년 동안 특정 시장에서 공식 출시가 계속되었는데, 2017년 8월 15일 아르헨티나, 12월 1일 한국과 대만 등에서 출시되었다. 2018년 4월, 2016년부터 그리스와 발칸반도 지역의 닌텐도 공식 유통업체였던 CD 미디어는 이스탄불에 새로운 사무실을 개설한 후, 연말에 닌텐도 제품이 튀르키예에서 공식 유통될 것이라고 발표했다. 닌텐도는 당시 유통업체였던 노텍 유라시아가 문을 닫으면서 2012년 6월 튀르키예 시장에서 갑작스럽게 철수했다. CD 미디어는 2018년 7월 튀르키예에서 닌텐도 스위치를 출시했다. 닌텐도의 싱가포르 기반 유통업체 Maxsoft는 2018년 11월 30일 필리핀에서, 2019년 3월 29일 태국에서, 2020년 1월 17일 말레이시아에서 공식적으로 닌텐도 스위치를 출시했다. 2019년 초, 닌텐도 유럽은 텔아비브 기반 유통업체 TorGaming Ltd.와 파트너십을 체결하여 이스라엘의 공식 닌텐도 유통업체가 되었고, 2019년 3월 1일 닌텐도 스위치를 포함한 제품들을 시장에 출시했다. 닌텐도의 두바이 기반 유통업체 Active Gulf는 2019년 9월 27일 오만에서 닌텐도 스위치를 공식 출시했다. 이 회사는 이전에 아랍에미리트에서 콘솔의 출시일을 어겨, 해당 지역의 소매점들이 2017년 2월 28일 일찍부터 배포했다.
2019년 12월 이전에 중국에서 닌텐도 스위치가 공식적으로 출시되지 않았음에도 불구하고, 홍콩 및 일본과 같은 다른 지역의 그레이 마켓 수입으로 인해 이 나라에서 널리 이용 가능했다. 2018년 1월, 전 닌텐도 사장 기미시마 다쓰미는 중국 뉴스 웹사이트 QQ와의 인터뷰에서 닌텐도가 스위치를 중국에 출시하려고 노력했지만 실패했다고 말했다. 닌텐도는 2019년 4월 텐센트와 파트너십을 맺고 스위치를 중국에 출시하기 위한 필요한 승인을 얻었으며, 뉴 슈퍼 마리오 브라더스 U 디럭스의 테스트 버전도 함께 출시했다. 2019년 12월 10일에 기본 가격 2099위안 (약 298달러)으로 출시되었다. 텐센트는 계속해서 닌텐도가 국가광파전영전시총국을 통해 다른 스위치 게임을 중국 승인 절차를 거치도록 돕고 있다. 또한 텐센트는 다양한 게임을 현지화하고, 위챗 결제 시스템과 통합하여 중국 내 닌텐도 스위치 온라인 서비스를 구현하는 데 도움을 주었다.
닌텐도는 높은 관세로 인해 2015년에 브라질 시장에서 철수했지만, 독립적인 재판매업자들이 2017년 3월부터 콘솔을 판매했다. 닌텐도는 이후 2017년 5월 NC Games를 현지 게임 유통업체로 지정했으며, 현지 회사는 공식적으로 수입된 닌텐도 스위치 일부를 소량 판매하기로 약속했다. NC Games는 2019년경 조용히 폐업했으며, 2020년 8월 닌텐도는 브라질에 직접 재수입을 시작하겠다고 밝혔다. 2020년 9월 18일 출시될 예정이다.

### 출시 후 및 특별판
스플래툰 2, 2018년 블랙 프라이데이 쇼핑 데이, 모여봐요 동물의 숲 및 포트나이트를 위한 다양한 특별판 모델과 번들이 출시되었다. 2018년 5월 마이 닌텐도 스토어에서 출시된 일본 독점 "2nd Unit Set"은 기존에 스위치를 소유하고 있던 가구를 대상으로 24,980엔으로 할인된 가격에 판매되었다. 여기에는 독, AC 어댑터, HDMI 케이블, 그립이 포함되지 않았다.
2021년 2월까지, 콘솔 출시 4년 후, 닌텐도 사장 후루카와 슌타로는 "스위치는 수명 주기의 중간에 있다"고 말했다. 2024년 7월, 스위치는 NES의 7년 기간을 넘어 닌텐도의 후속 시스템 없는 가장 오래 운영된 콘솔이 되었다.
닌텐도 스위치 라이트는 2019년 9월 20일 노란색, 회색, 청록색의 세 가지 색상으로 출시되었다. 이 시스템은 젤다의 전설 꿈꾸는 섬, 즉 1993년 게임보이 게임의 리메이크와 함께 홍보되었다. 포켓몬스터 소드·실드를 테마로 한 스위치 라이트 특별판은 포켓몬 자시안과 자마젠타를 중심으로 2019년 11월 8일 게임 출시 일주일 전에 출시되었다. 코랄 색상은 2020년 3월 20일 일본에서, 4월 3일 전 세계에서 출시되었다. 파란색은 2021년 5월 7일 유럽에서, 5월 21일 전 세계에서 출시되었다. 특별판 포켓몬스터 브릴리언트 다이아몬드·샤이닝 펄은 2021년 11월 5일, 게임 출시 14일 전에 출시되었다. 이 특별판은 닌텐도 DS 라이트 자시안·자마젠타 에디션에 대한 오마주이다. 2024년 9월 26일, 젤다의 전설 지혜의 투영 출시와 맞물려 젤다의 전설을 기반으로 한 스위치 라이트 특별 골드 컬러 에디션이 출시되었다. 이 기기들에는 닌텐도 스위치 온라인 + 익스팬션 팩 12개월 멤버십도 함께 제공되었다.

## 하드웨어
닌텐도 스위치는 콘솔 본체, 독, 그리고 두 개의 조이콘 컨트롤러로 구성된 하이브리드 비디오 게임 콘솔이다. 닌텐도는 이를 "가지고 다닐 수 있는 가정용 콘솔"이라고 설명한다. 회사는 스위치를 Wii U나 3DS의 직접적인 후속작으로 명시하는 것을 피했지만, 닌텐도의 가정용 및 휴대용 콘솔로서의 역할을 효과적으로 이어받았다. Wii U는 스위치 출시 직전에 단종되었고, 3DS는 2020년까지 생산되어 어린 플레이어를 위한 보급형 옵션으로 자리매김했다.

### 콘솔

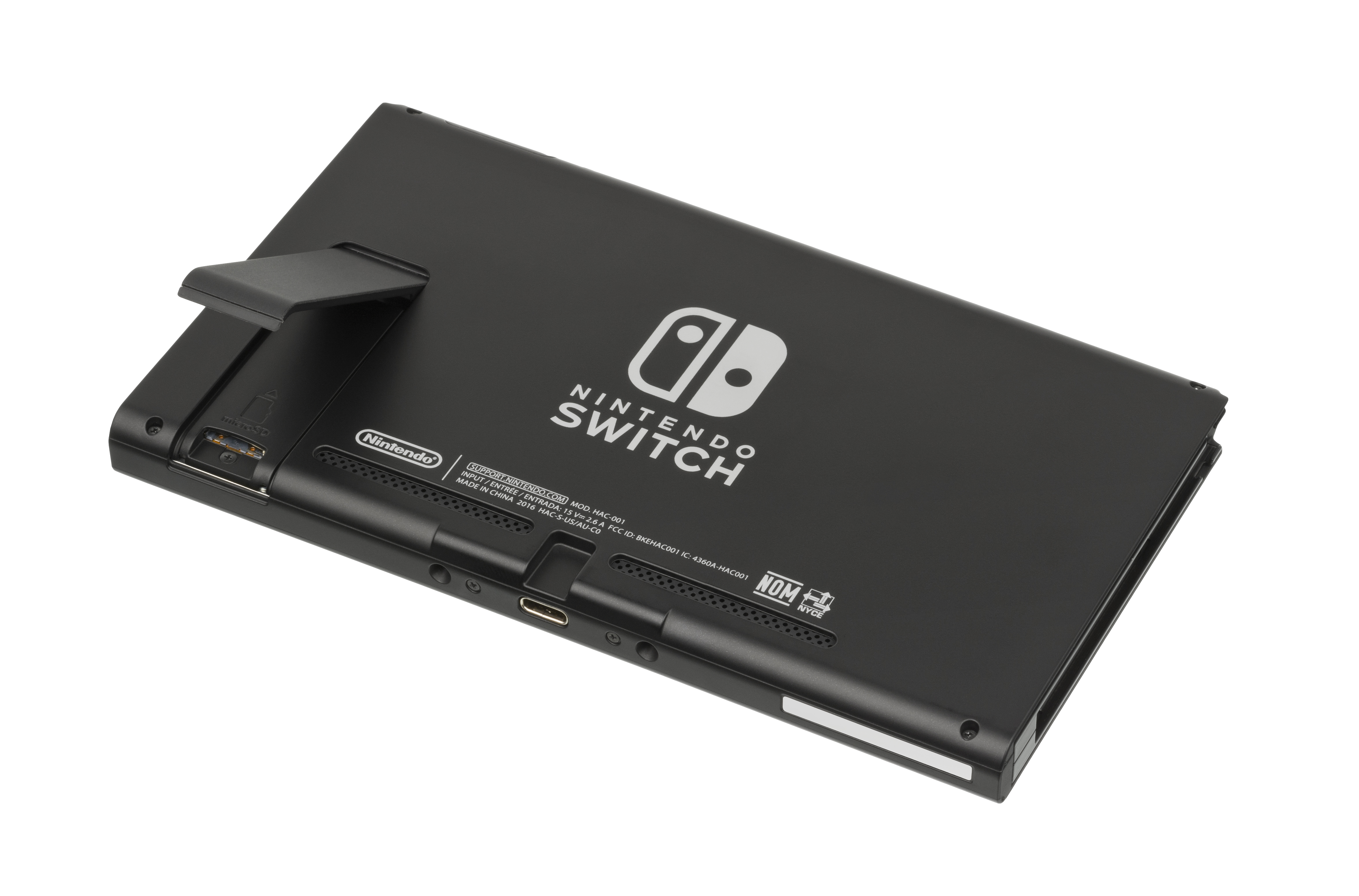
닌텐도 스위치 (컨트롤러 제외) 뒷면, 킥스탠드, 마이크로SD 슬롯, 충전 포트가 보인다. 조이콘 슬롯 메커니즘은 짧은 쪽에 보인다.

콘솔 내부의 하드웨어 뒷면 모습

닌텐도 스위치의 핵심 구성 요소는 배터리 전원으로 작동하는 태블릿 콘솔로, Wii U 게임패드와 같은 크기의 대각선으로 6.2-인치 (160 mm) LCD 터치스크린이 특징이다. 폭 173 밀리미터 (6.8 in), 높이 102 mm (4.0 in), 깊이 14 mm (0.55 in)이며 무게는 297 그램 (10.5 oz)이다. 화면은 720p 해상도(1280×720 px)를 지원하며 10점 멀티터치 정전식 감지 기능을 갖추고 있으며, Immersion Corporation의 햅틱 기술이 포함되어 있다. 장치에는 3.5mm 오디오 잭, 하단에 스테레오 스피커, USB-C 충전 포트, 뒷면에 킥스탠드가 있다. 또한 상단에 게임 카드 슬롯과 킥스탠드 아래에 마이크로SD 카드 슬롯이 있다. 볼륨 조절 버튼과 전원 버튼도 상단에 있으며, 측면 레일은 조이콘 컨트롤러를 밀어 넣어 부착할 수 있도록 한다. 주변광 센서는 화면 밝기를 자동으로 조절한다. 원래 모델 번호는 "HAC-001"이다.
스위치는 세 가지 플레이 모드를 지원한다: 콘솔을 도킹하여 텔레비전으로 출력하는 "TV 모드"; 킥스탠드를 사용하여 평평한 표면에서 공유 플레이를 할 수 있는 "테이블탑 모드"; 그리고 콘솔을 전통적인 휴대용 장치로 사용하는 "핸드헬드 모드"이다. 모드 간 전환은 원활하다. 사용자는 단순히 콘솔을 도킹하거나 도킹 해제하고, 킥스탠드를 조절하고, 조이콘 컨트롤러를 부착하거나 분리하면 된다. 일부 게임은 특정 모드용으로 설계되었다. 예를 들어, VOEZ는 2018년 업데이트 전까지 터치스크린 제어를 요구하고 TV 모드 지원이 부족했으며, 반면 슈퍼 마리오 파티는 핸드헬드 모드를 지원하지 않는다.
닌텐도는 스위치를 "단일 화면 경험"이라고 설명하며, 도킹 해제 시 콘솔에, 도킹 시 TV에 콘텐츠를 표시한다. Wii U의 게임패드와 달리 듀얼 스크린 기능을 지원하지 않는다.
닌텐도는 여러 스위치 콘솔을 연결하여 다중 모니터 설정을 구성하는 방법을 특허냈으며, 이는 슈퍼 마리오 파티에서 확장된 게임 플레이 환경을 만들기 위해 처음 사용되었다.

### 독
조이콘을 부착하거나 부착하지 않은 닌텐도 스위치 콘솔은 스위치 독에 삽입할 수 있는데, 이 독은 콘솔 배터리를 충전하고 HDMI를 통해 TV로 비디오와 오디오를 출력할 수 있는 도킹 스테이션이다. 독에는 두 개의 USB 2.0 포트와 하나의 USB 3.0 포트가 포함되어 있다. 도킹 시 콘솔은 1080p 해상도와 초당 60프레임의 최대 프레임 레이트를 지원하지만, 실제 해상도는 게임에 따라 다르다.

독은 폭 173 밀리미터 (6.8 in), 높이 104 mm (4.1 in), 깊이 54 mm (2.1 in)이며 무게는 327 그램 (11.5 oz)이다. OLED 모델에 포함된 버전은 약간 재설계된 하우징을 특징으로 하며, 후면 USB 포트 대신 유선 인터넷 연결을 위한 내장 이더넷 포트가 있다.
닌텐도 스위치 독
- 독의 전면. 스위치 콘솔은 위에서 삽입된다.
- 독의 후면, 두 개의 USB 포트가 오른쪽에 보인다.
- 독의 후면, 열려 있다. TV 게임 플레이를 위해 USB-C AC 어댑터와 HDMI 케이블이 연결되어야 한다. 내부에 추가 USB 3.0 포트가 있다.
- 독의 상단, 콘솔에 연결되는 USB-C 수형 포트가 특징이다.

### 컨트롤러

#### 조이콘

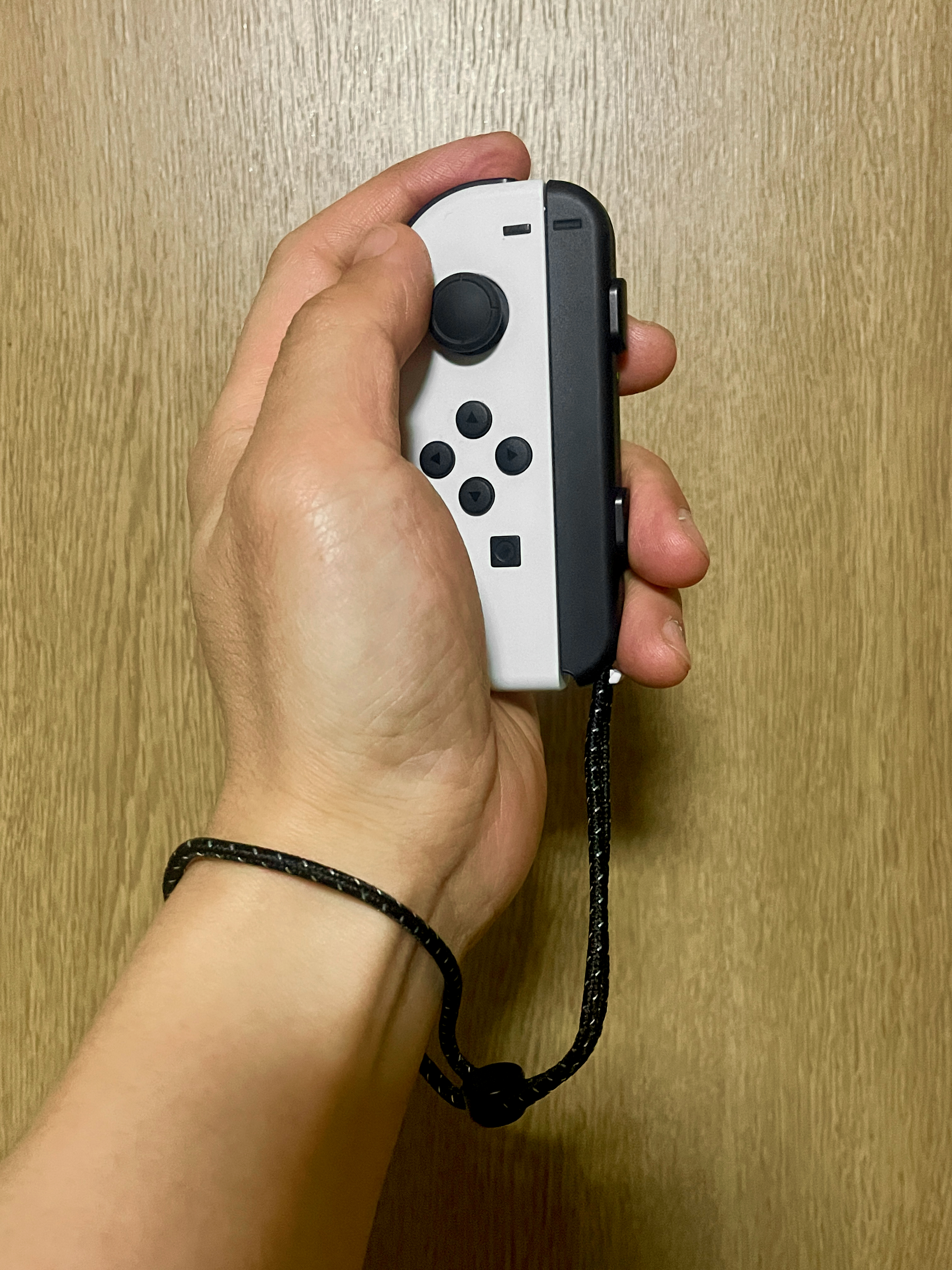
스트랩에 연결된 조이콘

닌텐도 스위치에는 두 개의 컨트롤러가 포함되어 있으며, 총칭하여 조이콘(Joy-Con)이라고 불리며 개별적으로는 "Joy-Con (L)"과 "Joy-Con (R)"이라고 한다. 이 컨트롤러는 잠금 메커니즘을 통해 측면 레일을 통해 콘솔에 부착되며, 뒷면의 작은 해제 버튼을 통해 분리할 수 있다. 콘솔에 연결되면 조이콘은 자동으로 충전된다. 분리된 상태에서는 한 명의 플레이어가 한 쌍으로 사용하거나, 그립 액세서리에 부착하여 전통적인 게임패드처럼 사용할 수 있으며 (USB-C를 통한 충전도 가능), 또는 두 명의 플레이어가 개별 컨트롤러로 사용할 수 있다. 분리 시 더 나은 그립을 위해 스트랩을 부착할 수 있으며, AA 배터리로 작동하는 충전 그립도 사용 가능하다. 단일 스위치 콘솔은 최대 8개의 조이콘 연결을 동시에 지원한다.

#### 프로 컨트롤러
Nintendo Switch Pro 컨트롤러는 Wii 클래식 컨트롤러 프로 및 Wii U 프로 컨트롤러와 유사한 보다 전통적인 디자인을 제공하는 별도의 무선 컨트롤러이다. 블루투스를 통해 스위치에 연결되며 USB-C 포트를 통해 충전된다.
표준 스위치 컨트롤러
- 회색 조이콘 (L) 및 조이콘 (R) 컨트롤러. 내부 레일은 메인 스위치 콘솔 또는 그립 컨트롤러 측면에 삽입된다.
- 빨간색 및 파란색 조이콘이 충전 그립에 삽입되어 표준 컨트롤러의 일반적인 비율을 제공한다.
- 충전 그립 상단, USB-C 포트가 보인다.
- 선택 사항이며 더 전통적인 프로 컨트롤러

#### 기타
기미시마에 따르면 닌텐도 스위치는 다양한 추가 액세서리를 지원한다. 기미시마는 스위치가 장치들의 큰 생태계의 일부라고 제안했지만, 스위치 본체는 핵심 콘솔 요소로 남아 있다. 다카하시는 조이콘 외에도 콘솔에 부착되거나 연결될 수 있는 다른 장치들이 대체 입력 장치로 사용되어 스위치의 사용 방식을 바꿀 가능성을 제안했다.
닌텐도는 조이콘을 끼울 수 있는 작은 스티어링 휠 모양의 유닛인 조이콘 휠을 제공하며, 이를 통해 마리오 카트 8 디럭스와 같은 경주 게임에 사용할 수 있다. 전원 어댑터와 HDMI 케이블이 포함된 독립형 독도 판매된다. 서드파티 또한 휴대용 케이스 및 스크린 보호기와 같은 추가 액세서리로 스위치를 지원한다. 4.0.0 시스템 업데이트는 Wii U용으로 출시되었던 게임큐브 어댑터와 스위치용으로 새로 생산된 어댑터를 통해 USB로 연결된 게임큐브 컨트롤러를 지원한다. 게임큐브 컨트롤러는 슈퍼 스매시브라더스 얼티밋과 같이 스위치 프로 컨트롤러와 호환되는 대부분의 게임에서 사용할 수 있다. USB 키보드는 텍스트 입력과 같은 특정 작업에 지원된다.

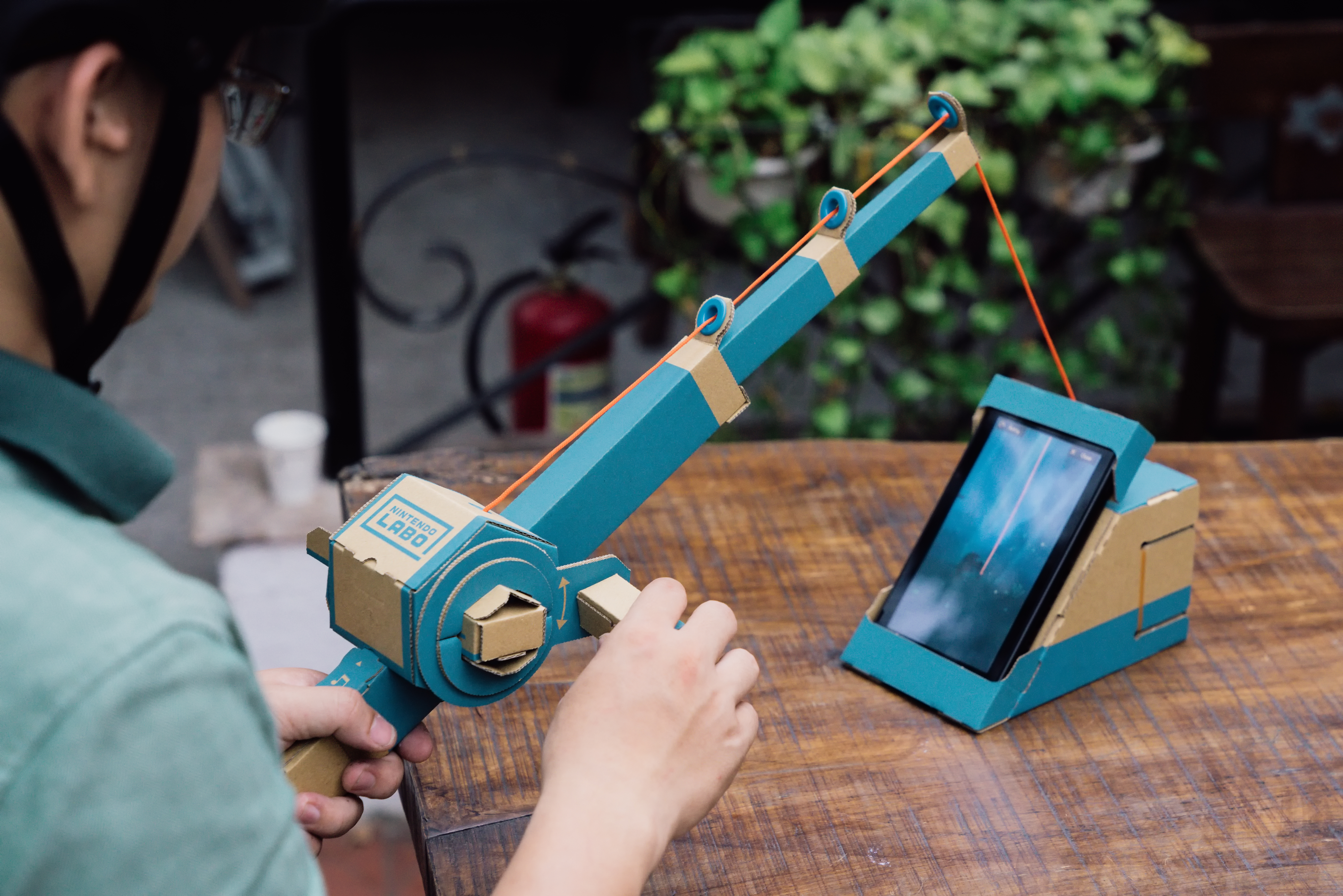
낚싯대와 릴을 시뮬레이션하는 닌텐도 라보 키트

2018년 1월, 닌텐도는 닌텐도 라보를 발표했다. 이는 스위치 콘솔과 조이콘에 부착하거나 감싸는 DIY 골판지 프로젝트와 결합된 어린이 지향 플랫폼으로, 스위치 하드웨어와 상호 작용하는 장난감을 효과적으로 만든다. 끈, 고무줄 및 기타 부품이 포함될 수 있는 이 골판지 유닛은 Toy-Con이라고 불린다. 게임 소프트웨어는 Toy-Con 제작 지침을 제공하고 Toy-Con을 제어하는 인터페이스를 제공한다. 주어진 예로는 원격 제어 "자동차"가 있는데, 두 개의 조이콘이 자동차에 부착되고 진동 피드백이 스위치에서 제어되는 자동차의 움직임을 제공하며, 조이콘이 릴과 낚싯대 손잡이의 일부가 되고 모션 컨트롤이 미니 게임에서 낚시 행위를 시뮬레이션하는 데 사용되는 낚싯대, 그리고 작은 장난감 피아노가 있다.
2018년 9월, 닌텐도 스위치 온라인 출시와 함께 닌텐도는 NES 컨트롤러 스타일의 조이콘 컨트롤러를 클래식 게임 서비스와 함께 선보였다. 2019년 9월 SNES 게임이 서비스에 추가되면서 무선 SNES 컨트롤러가 출시되었다. 2021년 9월, 닌텐도 64 게임과 세가 제네시스 게임이 익스팬션 팩 구독 등급의 일부로 서비스에 추가되면서, 해당 서비스를 위한 무선 닌텐도 64 컨트롤러와 세가 제네시스 컨트롤 패드가 출시되었다.
닌텐도는 2019년 10월 링 피트 어드벤처를 출시했는데, 여기에는 조이콘을 다리에 장착할 수 있는 레그 스트랩과 조이콘 장착이 가능한 유연한 단단한 플라스틱 링인 링콘이 포함되어 있다. 플레이어는 콘솔 롤플레잉 게임을 본뜬 게임과 상호 작용하며, 제자리 달리기, 쪼그려 앉기, 링 압착 등 다양한 운동을 통해 게임 내에서 달리기, 점프, 공격 및 방어 동작을 수행한다. 이러한 기능은 Wii 피트와 같은 과거 게임처럼 신체 활동을 스위치와 함께 통합하려는 닌텐도의 "삶의 질" 목표의 일부이다.
2017년 2월, 닌텐도 사장 기미시마 다쓰미는 가상 현실 솔루션을 "연구"하고 있다고 밝혔지만, 편안함이 주요 문제라고 느꼈다. 닌텐도 아메리카 사장 겸 COO 레지 피서메이도 기존 VR 솔루션이 "재미있거나" "사회적이지 않다"고 언급했다. 닌텐도는 결국 2019년 3월 새로운 라보 VR 키트를 공개했는데, 이는 콘솔 화면 앞에 놓이는 골판지 헤드셋과 뷰어를 부착된 액세서리와 함께 사용한다.
스위치의 자체 킥스탠드의 한계를 극복하기 위해 스탠드와 대체 독도 개발되었는데, 여기에는 장치의 AC 어댑터에 연결할 수 있는 공식 "조절식 충전 스탠드"도 포함된다.

### 기술 사양
| 시스템-온-칩 | 이름            | 이름            | - 엔비디아 테그라 X1 - 엔비디아 테그라 X1+                                            |
| 시스템-온-칩 | 공정            | 공정            | - 20 nm 16 nm                                                                         |
| CPU          | 유형            | 유형            | - 쿼드 코어 ARM Cortex-A57 - 쿼드 코어 ARM Cortex-A53 (비활성화됨)                    |
| CPU          | ISA             | ISA             | ARMv8-A                                                                               |
| CPU          | 클럭 속도       | 클럭 속도       | 1020–1785 MHz                                                                         |
| CPU          | 캐시            | L1              | - A57: 코어당 48 kB + 32 kB - A53: 코어당 32 kB + 32 kB                               |
| CPU          | 캐시            | L2              | - A57: 2 MB - A53: 512 kB                                                             |
| GPU          | 유형            | 유형            | 엔비디아 GM20B 맥스웰 기반                                                            |
| GPU          | 클럭 속도       | 클럭 속도       | 307.2–768 MHz                                                                         |
| GPU          | 스트림 프로세서 | 스트림 프로세서 | 256 (157–393 GFLOPS)                                                                  |
| GPU          | TMU             | TMU             | 16 (4.9–12.3 GTexel/s)                                                                |
| GPU          | ROP             | ROP             | 16 (4.9–12.3 GPixel/s)                                                                |
| GPU          | 컴퓨트 유닛     | 컴퓨트 유닛     | 2                                                                                     |
| 메모리       | 총계            | 총계            | 4 GB LPDDR4/LPDDR4X SDRAM                                                             |
| 메모리       | 클럭 속도       | 클럭 속도       | 1331.2–1600 MHz                                                                       |
| 메모리       | 대역폭          | 대역폭          | 21.3–25.6 GB/s                                                                        |
| 저장 장치    | 메인            | 유형            | eMMC 낸드 플래시 메모리                                                               |
| 저장 장치    | 메인            | 용량            | - 기본 모델: 32 GB - OLED 모델: 64 GB                                                 |
| 저장 장치    | 탈착식          | 유형            | 마이크로SD/HC/XC                                                                      |
| 저장 장치    | 탈착식          | 용량            | 최대 2 TB                                                                             |
| 미디어       | 이름            | 이름            | 닌텐도 스위치 게임 카드                                                               |
| 미디어       | 용량            | 용량            | 1–32 GB                                                                               |
| 디스플레이   | 메인            | 유형            | - 기본 모델: LCD 화면 - OLED 모델: OLED 화면                                          |
| 디스플레이   | 메인            | 크기            | - 기본 모델: 6.2인치 - 라이트 모델: 5.5인치 - OLED 모델: 7인치                        |
| 디스플레이   | 메인            | 해상도          | - 기본 모델: 720p (ppi 237) - 라이트 모델: 720p (ppi 267) - OLED 모델: 720p (ppi 210) |
| 디스플레이   | 외부            | 인터페이스      | - 독: HDMI 1.4b - LAN 포트가 있는 독: HDMI 2.0                                        |
| 디스플레이   | 외부            | 해상도          | 1080p, 720p, 또는 480p                                                                |

#### SoC, CPU, GPU 및 RAM
스위치는 엔비디아와 협력하여 개발한 엔비디아 테그라 제품군의 시스템 온 칩을 사용한다. "세계 최고 성능의 지포스 게이밍 그래픽 카드와 동일한 아키텍처를 기반으로 한" "커스텀" 테그라 칩이라는 것과 "대중에게 가볍고 빠른 게임을 제공하기 위해" 설계된 "NVN"이라는 맞춤형 API가 있다는 것 외에 구체적인 세부 사항은 공개되지 않았다. 다케다는 엔비디아 칩셋이 게이머들에게 개인용 컴퓨터에서 경험하는 것과 유사한 수준의 성능을 제공하는 데 중요하며, 스위치에서 "고성능이지만 낮은 전력 소비"를 달성하는 데 도움이 된다고 설명했다. 닌텐도나 엔비디아 모두 확인하지 않은 사전 출시 보고서에서는 SoC가 대신 표준 엔비디아 테그라 X1이 될 것이며, 4개의 ARM Cortex-A57 및 4개의 ARM Cortex-A53 CPU 코어와 256개의 맥스웰 기반 CUDA GPU 코어로 구성될 것이라고 밝혔다. 이는 2017년 3월 Tech Insights에서 수행한 콘솔 분석을 통해 나중에 입증되었다. CPU 코어는 일반적으로 1020 MHz로 클럭되지만, 2019년 4월에 출시된 8.0.0 펌웨어 업데이트는 로딩 시간을 개선하기 위해 특정 게임에서 로딩 중에 CPU가 최대 1785 MHz까지 클럭할 수 있도록 한다. SoC는 8개의 CPU 코어를 특징으로 하지만, 스위치는 64비트 Cortex-A57 코어 4개만 사용하며, 이 중 1개는 운영 체제에 예약되어 있다. GPU 코어는 장치가 도킹될 때 768 MHz로 클럭되며, 핸드헬드 모드에서는 307.2 MHz, 384 MHz, 460 MHz 사이를 변동한다. 이는 스위치 GPU에 TV 모드에서 393 GFLOPS, 핸드헬드 모드에서 236 GFLOPS의 이론적 최대 성능을 제공한다. 나중에 아이픽스잇의 최종 제품 분해로 4GB LPDDR4가 확인되었다. TV 모드에서는 1600 MHz로 클럭되며, 핸드헬드 모드에서는 1331.2 MHz로 감소한다.

#### 무선 호환성
스위치는 Wi-Fi 5 (802.11 a/b/g/n/ac 모드와 호환되는 듀얼 밴드 802.11ac 무선 연결)를 제공한다. 최대 8개의 스위치 콘솔을 무선 애드혹 네트워크로 연결하여 로컬 멀티플레이어 게임을 즐길 수 있으며, 연결된 각 스위치 콘솔에서 여러 플레이어가 플레이할 수 있다. 스위치는 콘솔과 컨트롤러 간의 무선 통신을 위해 블루투스 4.1을 사용한다. 사용자는 TV 모드를 위해 콘솔이 도킹되었을 때 유선 연결을 위해 서드파티 USB LAN 어댑터를 구매할 수 있다. 닌텐도의 Wii LAN 어댑터 액세서리도 스위치 독의 USB 포트를 통해 스위치와 호환된다. 적어도 한 게임인 스플래툰 2의 경우, 10개의 스위치 콘솔이 이더넷 네트워크를 사용하여 로컬로 연결할 수 있지만, 8개만 직접 플레이하고 나머지 2개는 관람자로 볼 수 있다.

#### 전원/배터리
스위치는 주로 핸드헬드 모드에서 비탈착식 4,310 mAh, 3.7 V 리튬 이온 전지 충전식 배터리로 작동한다. 배터리 수명은 사용되는 소프트웨어에 따라 2.5시간에서 6.5시간 사이로 추정된다. 닌텐도는 젤다의 전설 브레스 오브 더 와일드가 약 3시간의 배터리 수명을 지원하는 예를 든다. 배터리는 독에 있을 때나 콘솔의 표준 USB-C 커넥터를 통해 충전할 수 있다. 기기가 절전 모드에 있을 때 예상 충전 시간은 약 3시간이다. 닌텐도는 고객 지원을 통해 배터리 교체 수단을 제공한다. 각 조이콘은 콘솔과 별개로 자체 비탈착식 525mAh, 3.7V 리튬 이온 배터리를 가지고 있으며, 예상 수명은 20시간이다. 이 배터리들은 콘솔이 충전 중일 때 콘솔에 부착되어 있으면 자동으로 충전된다. 추가 액세서리에는 조이콘을 충전하는 다른 수단이 있다. 스위치와 함께 제공되는 기본 조이콘 그립은 충전 기능을 제공하지 않지만, 별도의 프리미엄 조이콘 그립에는 USB-C 커넥터 포트가 있어 이 그립에 연결되어 있을 때 조이콘 배터리를 충전하는 데 사용할 수 있다.

#### 저장 공간
스위치에는 32 GB의 내부 저장 공간이 포함되어 있으며, 이 중 25.9GB는 사용자가 접근할 수 있다. 이는 마이크로SD, 마이크로SDHC 또는 마이크로SDXC 카드를 사용하여 최대 2 TB까지 확장할 수 있다. 마이크로SD 카드 슬롯은 스위치 킥스탠드 아래에 위치하며, 마이크로SD 카드를 삽입할 수 있다. 마이크로SD 카드가 사용되면, 스위치는 게임 저장 데이터만 내부 메모리에 저장하고, 다시 얻을 수 있는 데이터는 마이크로SD 카드에 남겨둔다. 저장 데이터는 물리적 게임 카드 또는 디지털 다운로드 사본의 출처에 관계없이 항상 콘솔에 저장된다. 출시 당시에는 저장 파일을 다른 스위치 콘솔로 전송할 방법이 없었다. 스위치 콘솔 간의 저장 게임 및 프로필 전송은 2017년 10월 4.0.0 시스템 업데이트에서 추가되었으며, 2020년 4월 10.0.0 시스템 업데이트에서는 대부분의 업데이트 데이터, 디지털 게임 (예: e숍에서 다운로드), 기타 다운로드 콘텐츠를 내부 메모리와 마이크로SD 카드 간에 교환할 수 있도록 허용했다. 마이크로SD 및 마이크로SDHC는 초기에는 지원되었고, 마이크로SDXC 카드 지원은 나중에 시스템 업데이트를 통해 스위치 소프트웨어에 추가되었다. SD 카드와 미니SD 카드는 스위치에 맞지 않는다. 스위치는 출시 당시 외부 저장 장치를 지원하지 않았지만, 닌텐도는 나중에 이 기능을 추가할 계획이라고 밝혔다.

#### 연결성
스위치 콘솔에는 3.5mm 헤드폰 잭이 있다. 출시 당시에는 블루투스 무선 헤드폰을 지원하지 않았지만, 블루투스 어댑터를 헤드폰 잭에 연결하면 연결할 수 있다. 2017년 10월 시스템 업데이트는 이 문제를 부분적으로 해결하여, 수신기가 독에 있는 콘솔의 USB 포트에 연결될 때 무선 USB 헤드폰을 지원할 수 있도록 했다. 이는 2021년 9월 시스템 업데이트에서 USB 어댑터 없이 블루투스 무선 헤드폰 장치를 지원할 수 있도록 하여 완전히 해결되었다.

#### 후기 개정판
2018년 7월경, 닌텐도는 원본 스위치 모델의 익스플로잇을 차단하는 사소한 하드웨어 변경 및 펌웨어 업데이트가 적용된 스위치 유닛을 조용히 출시했다. 이 익스플로잇은 게임 카드 및 소프트웨어에서 롬 이미지를 추출할 수 있게 했다. 닌텐도는 2월에 Team Xecuter와 게리 바우저에 대한 소송에서 이러한 하드웨어 변경이 Team Xecuter의 익스플로잇을 사용한 개조된 스위치 칩 판매의 결과라고 주장했다.
모델 번호 "HAC-001(-01)"로 업데이트된 닌텐도 스위치 버전이 2019년 7월 17일에 발표되었으며, 2019년 8월 중순 일본과 북미에서, 2019년 9월 영국에서 출시되었다. 이 개정판은 원래 모델에서 사용된 테그라 X1보다 더 효율적인 칩셋인 테그라 X1+ SoC를 사용한다. 따라서 배터리 사용 시간은 게임 플레이에 따라 2.5~6.5시간에서 4.5~9시간으로 효과적으로 연장되었다. 이 개정판에서는 다른 시스템 구성 요소는 업데이트되지 않았다.

### 생산
닌텐도 스위치는 대만 기반의 폭스콘과 일본 기반의 호시덴 사이에서 생산되며, 폭스콘이 가장 큰 생산량을 차지한다. 닌텐도는 출시 당시 스위치를 제조 비용 이하로 판매할 계획이 없었다. 이는 3DS와 Wii U 출시 당시와는 달랐다. 닌텐도는 2016년 회계연도 실적 보고서에서 스위치가 출시 시점부터 수익성이 있을 것이라고 확인했으며, 2017년 이후의 주요 수익 동력으로 콘솔을 보았다. 일본 제품 분해 회사인 Fomalhaut Techno Solutions는 스위치 제조 비용이 257달러로 추정되며, 이는 MSRP인 299달러에 비해 낮았고, 콘솔과 독은 167달러, 각 조이콘은 45달러로 추정했다. 기미시마는 스위치가 약 1000만 대에 도달하면 부품에 대한 대량 할인을 통해 더 많은 수익성을 볼 수 있을 것이라고 말했다.
출시 전, 닌텐도는 콘솔 출시 첫 달 말까지 200만 대의 닌텐도 스위치를 출하할 것으로 예상했으며, 2016년 후반의 NES 클래식 에디션과 같은 공급 부족 상황을 피하기 위해 출시 기간 후에도 공급망이 수요를 충족할 수 있도록 보장했다. 기미시마는 스위치의 평생 판매량이 2016년까지 1억 100만 대를 판매한 Wii와 비슷할 것으로 예상했다.
2017년 4월 초기 판매 보고서가 발표된 후, 파이낸셜 타임스는 회사가 "고객들의 불만"을 피하기 위해 2017년 회계연도에 1800만 대의 스위치 유닛을 생산하려고 노력하고 있다고 보도했다. 이는 특히 2017년 연말 쇼핑 시즌과 2017년 10월 27일 슈퍼 마리오 오디세이 출시를 앞두고 있었다. 피서메이는 2017년 9월에 스위치 생산 목표가 개별 부품의 병목 현상으로 인해 방해받을 수 있다고 말했다. 디지타임스는 2017년 10월에 닌텐도가 스위치 생산 속도를 월 200만 대로 늘렸으며, 연말까지 2000만 대를 출하할 계획이라고 보도했다. 이 신문은 또한 생산 속도가 부품 가용성에 의해 제한되며, 닌텐도 생산 과정의 다른 요인에 의해 제한되지 않는다고 밝혔다.
2017 회계연도 투자자 실적 발표에서, 닌텐도의 신임 사장 후루카와 슌타로는 2018 회계연도 동안 2천만 대의 스위치 콘솔을 생산하여 그 해 판매 모멘텀을 유지할 것으로 예상한다고 밝혔다.
2019년 6월, 월스트리트 저널은 닌텐도가 중국에서 생산되는 전자 제품에 대한 새로운 미국 관세의 영향을 제한하기 위해 스위치 생산의 일부를 중국 외부, 즉 동남아시아로 옮기기 시작했다고 보도했다.
2020년 11월, 블룸버그 뉴스는 닌텐도가 스위치 생산을 20% 늘리도록 조립 파트너들에게 요청했으며, 2020 회계연도 스위치 판매 목표를 2500만 대에서 3000만 대로 상향 조정했다고 보도했다. 이전에 2020년 8월에는 회계연도 목표를 2200만 대에서 2500만 대로 상향 조정했다고 보도된 바 있다. 이러한 생산 증가는 주로 코로나19 범유행 기간 동안 모여봐요 동물의 숲의 성공으로 인한 수요 증가 때문으로 여겨진다.

### 기타 모델

#### 닌텐도 스위치 라이트

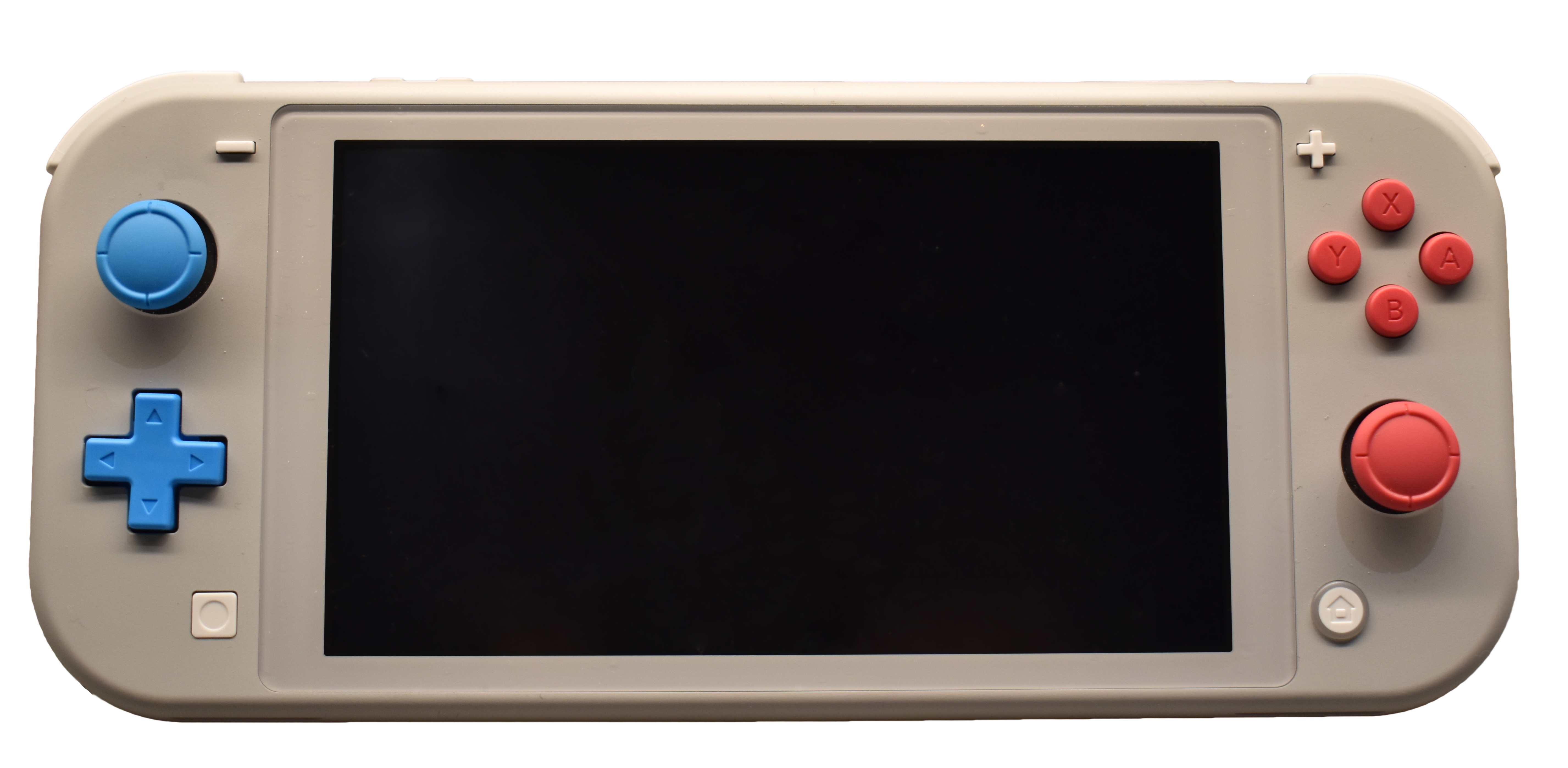
닌텐도 스위치 라이트는 조이콘을 본체에 통합했다.

닌텐도 스위치 라이트는 2019년 9월 20일 전 세계에 출시된 스위치 휴대용 플레이 전용 개정판으로, MSRP는 199.99달러이다. 2019년 7월에 처음 발표된 스위치 라이트는 본체 하드웨어의 일부로 조이콘이 통합된 단일 장치이며, 대각선으로 5.5 인치 (14 cm) 크기의 작은 화면을 사용한다. 또한 통합된 왼쪽 조이콘의 4개 방향 버튼은 일반적인 십자키로 대체되었다. 원래 스위치보다 작은 배터리를 사용하지만, 스위치 라이트는 더 전력 효율적인 16나노미터 테그라 X1+ 칩셋을 사용하여 예상 사용 시간을 한 번 충전으로 2.5~6.5시간에서 3~7시간으로 연장했다.
월스트리트 저널에 따르면, 닌텐도 스위치 라이트의 목표는 캐주얼 게이머를 대상으로 한 200달러 미만의 장치를 생산하여 전용 장치를 필요로 하지 않는 게임 서비스와 경쟁하는 것이었다. 이를 달성하기 위해 닌텐도는 부품 공급업체와 가격 인하를 협상했다. 또한, 월스트리트 저널은 닌텐도가 무라타 제작소를 TDK에 더하여 배터리 공급업체로 확보하여 두 회사 간의 경쟁을 유발하여 비용을 절감했다고 밝혔다. 스위치 라이트는 이전 닌텐도 휴대용 기기보다 물리적으로 더 크다: 디스플레이는 뉴 닌텐도 3DS XL과 비교했을 때 0.62 인치 (1.6 cm) 더 크고, 본체는 1.9 인치 (4.8 cm) 더 길다. 뉴 닌텐도 3DS XL 자체도 닌텐도 3DS 라인에서 큰 크기의 모델이었다.
스위치 라이트는 일반적으로 휴대용 모드에서 플레이할 수 있는 게임만 지원하며, 스위치의 자이로스코프 센서, 블루투스, Wi-Fi 및 NFC 호환성과 같은 기능을 유지한다. 1-2-스위치와 같이 HD 진동 또는 IR 카메라 기능이 필요한 일부 테이블탑 게임은 플레이어가 스위치 라이트와 함께 별도의 조이콘 컨트롤러를 사용해야 한다. 이 시스템은 TV 도킹 또는 연결을 지원하지 않으므로 TV 모드를 요구하는 게임과 호환되지 않는다. 스위치 라이트에서 e숍을 통해 TV 또는 테이블탑 모드를 요구하는 게임을 구매하려고 하면 호환성 문제가 있음을 알린다. 시스템에 포함되어 있지는 않지만, 스위치 라이트는 독립형 조이콘 컨트롤러와 같은 표준 스위치 모델과 호환되는 외부 컨트롤러를 지원하지만, 시스템에 도킹할 수는 없다. 게임큐브 컨트롤러와 같은 일부 컨트롤러는 시스템과 호환되지만, 일반적인 게임큐브-스위치 어댑터가 풀 사이즈 스위치 독의 USB 포트를 사용하기 때문에 추가 어댑터가 필요하다.

#### OLED 모델

닌텐도 스위치 (OLED) 모델은 더 큰 OLED 디스플레이, 금속 본체 및 재설계된 킥스탠드를 특징으로 한다.

2021년 7월 6일, 닌텐도는 닌텐도 스위치 (OLED)라는 새로운 모델을 공식 발표했다. OLED 모델은 7-인치 (180 mm) 720p OLED 디스플레이를 특징으로 하며, 독에 연결 시 원래 모델과 유사하게 1080p 해상도로 출력된다. 또한 64GB의 내부 저장 공간, 향상된 오디오 기능, 마그네슘 합금 본체 및 테이블탑 모드 사용을 위한 더 넓은 조절식 스탠드를 특징으로 한다. 이 장치는 유선 LAN 포트가 포함된 새로운 독과 함께 출시된다. 이 모델은 기본 스위치 모델과 유사한 기술 사양을 가지고 있으며, 모든 스위치 게임 및 기존 액세서리와 호환된다. 이 장치는 두 가지 번들로 출시된다: 검은색 독과 빨간색 및 파란색 조이콘이 포함된 번들 (기본 모델의 기본 색상 구성과 유사), 그리고 흰색 독과 흰색 조이콘이 포함된 번들. 2021년 10월 8일 메트로이드 드레드 출시와 함께 소매가 349.99달러로 출시되었다. 9월 13일 OLED 버전 출시를 앞두고, 닌텐도는 유럽에서 기존 스위치 모델의 기본 가격을 329.99유로에서 299.99유로로, 영국에서는 279.99파운드에서 259.99파운드로 인하했다. 닌텐도는 이는 환율 변동을 반영한 것이라고 밝혔다. 북미와 호주를 포함한 다른 모든 지역은 가격 인하를 받지 않았다. 스플래툰 3, 포켓몬스터 스칼렛·바이올렛, 젤다의 전설 티어스 오브 더 킹덤, 그리고 슈퍼 마리오브라더스 원더와 연계된 "마리오 레드 에디션" 등 네 가지 특별판 모델이 출시되었다.

#### 루머의 고급 모델
2019년 초, 월스트리트 저널과 니혼케이자이 신문의 보도에 따르면 닌텐도는 두 가지 새로운 닌텐도 스위치 모델을 계획하고 있었다. 한 모델은 나중에 닌텐도 스위치 라이트로 밝혀진 경량 개정판이었고, 다른 하나는 2020년에 출시될 더 강력한 콘솔이었다. 2019년 7월 닌텐도가 연방 통신 위원회에 스위치 하드웨어 변경을 통지한 것이 새 모델에 대한 추가 증거로 사용되었다. 디지타임스는 나중에 닌텐도가 2020년 하반기에 개선된 CPU와 마그네슘 합금 본체를 갖춘 모델을 출시할 계획이라고 주장하는 이전 보고서들을 입증했다.—2019년 12월 닌텐도는 2020년에 새 모델을 출시할 의사가 없다고 부인했으며, 2020년부터 시작된 글로벌 칩 부족은 콘솔 생산에 영향을 미쳤다. 블룸버그 뉴스는 닌텐도가 OLED 화면과 4K 해상도 출력을 지원하는 고급 닌텐도 스위치 모델을 준비 중이며, 2021년 후반에 출시될 것이라고 계속해서 보도했다. 그러나 닌텐도는 2021년 7월 닌텐도 스위치 OLED 모델을 발표했다. 닌텐도 아메리카 사장 더그 바우저는 닌텐도가 게임 플레이를 향상시키기 위해 기술을 사용하며, "기술을 위한 기술"을 만들지 않는다고 말했다. 블룸버그는 다시 한 번 고급 스위치가 개발 중이었고, 칩 부족으로 인해 OLED 화면만 채택하고 다른 업그레이드는 폐기되었다고 밝혔다. 이에 대해 닌텐도는 해당 보도가 "사실이 아니며" 회사에 대한 잘못된 주장을 했다고 밝혔다. 블룸버그가 업그레이드된 닌텐도 스위치 모델 개발 키트를 받았다고 지명한 회사 중 하나인 징가도 해당 보도의 사실 여부를 부인했다. 고급 모델에 대한 지속적인 루머는 엔비디아의 소스 코드 유출로 인해 닌텐도용으로 제작된 DLSS 지원 커스텀 칩이 드러나면서 더욱 확산되었다. 2022년 12월, Digital Foundry는 업그레이드된 닌텐도 스위치 모델이 더 이상 개발되지 않고 있으며, 닌텐도가 대신 시스템의 후속작에 집중하고 있다고 주장했다. 이 후속작은 나중에 닌텐도 스위치 2로 밝혀졌다.

## 소프트웨어

스위치 시스템 소프트웨어의 메인 메뉴 화면

닌텐도 스위치는 마이크로커널 아키텍처를 기반으로 하는 Horizon이라는 독점적인 운영 체제를 실행한다. 스위치의 사용자 인터페이스는 게임 카드 슬롯에 있거나 장치 저장 장치에 저장된 게임에 대한 타일 기반 액세스를 특징으로 한다. 닌텐도의 뉴스 피드, e숍 액세스, 게임 플레이 중 캡처된 스크린샷을 위한 사진 앨범에 대한 빠른 액세스 버튼을 포함한다. 2017년 10월 소프트웨어 4.0 업데이트는 일부 게임에서 비디오 캡처 및 공유도 가능하게 했다. 단일 스위치 콘솔은 최대 8개의 사용자 프로필을 지원하며, 각 프로필은 닌텐도 어카운트 사용자 ID에 연결될 수 있다. 출시 당시, 프로필은 내부 갤러리의 미리 만들어진 아바타나 Mii를 사용하여 나타낼 수 있었다. 이전 닌텐도 콘솔과 비교하여, 닌텐도 스위치의 Mii 편집기는 헤어스타일과 같은 측면에 대해 더 넓은 색상 옵션을 허용했으며, 독립적인 애플리케이션 대신 시스템 설정에 구현되었다. 2022년 2월 28일, 닌텐도는 닌텐도 스위치 온라인 구독자를 위한 "미션 및 보상" 시스템을 시작하여, 애플리케이션에서 설정한 미션(예: 저장 데이터 백업 또는 게임 체험 소프트웨어 플레이)을 완료하여 다양한 닌텐도 게임 및 프랜차이즈의 아이콘 부품에 사용할 수 있는 플래티넘 포인트를 얻을 수 있도록 했다. 특정 게임의 아이콘 부품(예: 배경, 테두리 및 캐릭터)은 아이콘을 만드는 데 결합될 수 있다.
4.0 업데이트 이전에, 플레이어들은 스위치 펌웨어에 내장된 에뮬레이터를 통해 이스터 에그로 골프 게임을 플레이할 수 있다는 것을 발견했다. 닌텐도는 그 존재를 확인하지 않았지만, 언론인과 플레이어들은 이것이 닌텐도의 전 사장 이와타 사토루에 대한 헌사라고 믿었다. 골프는 이와타가 프로그래밍했으며, 이 게임은 시스템 시계를 이와타가 2015년에 사망한 7월 11일로 설정하고 조이콘을 이와타가 닌텐도 다이렉트 프레젠테이션에서 손을 움직이던 방식과 유사하게 움직여야만 접근할 수 있었다. 일부 일본 사용자들은 이를 이와타 자신이 남긴 오마모리 (부적)라고 불렀다. 4.0 업데이트로 이 이스터 에그의 실행 코드는 닌텐도에 의해 지워진 것으로 보인다.
2018년 8월, 한 트위터 사용자가 콘솔을 역설계하는 과정에서 스위치 펌웨어에서 파일을 발견했는데, 이는 닌텐도가 스위치에 대한 VR 기능을 테스트하고 있을 가능성을 시사했다. 이 트위터 사용자는 숨겨진 "VR 모드"를 활성화할 수 있었고, 이는 화면을 두 개의 디스플레이로 분할했다. 해커들은 가능한 VR 기능과 관련된 코드가 1년 넘게 스위치 펌웨어에 숨겨져 있었다는 것을 발견했다.

### 보안
닌텐도는 닌텐도 3DS에서 운영했던 화이트햇 보안 프로그램을 계속 이어갔다. 서드파티 웹사이트 해커원의 도움으로 닌텐도는 해적 행위, 치팅 또는 어린 사용자에게 부적절한 콘텐츠를 보낼 가능성에 영향을 미치는 취약점을 처음으로 식별하는 사용자에게 보안 결함의 심각성에 따라 최대 2만 달러를 지급할 것이다.
2018년 4월, 두 개의 서로 다른 그룹이 테그라 칩 시스템에서 다른 소프트웨어를 스위치에서 부팅하는 데 사용할 수 있는 익스플로잇 체인을 발견했다. 이 익스플로잇은 칩이 공장을 떠난 후에는 테그라 X1의 BootROM을 수정할 수 없으므로 소프트웨어 업데이트를 통해 패치할 수 없었다. 두 그룹 모두 발견 사실을 공개하기 전에 엔비디아와 닌텐도에 이 익스플로잇을 통지했다. 하드웨어를 연구하는 사용자들은 닌텐도가 이 익스플로잇을 통해 소프트웨어를 얻는 데 사용된 특정 스위치 콘솔을 닌텐도 네트워크에서 영구적으로 금지할 수 있는 능력을 가지고 있다고 판단했다. 이는 스위치 콘솔이 네트워크 유효성 검사의 일부로 사용되는 고유한 장치 식별 코드를 포함하기 때문이다. 닌텐도 네트워크에서 다운로드된 게임은 닌텐도 ID를 콘솔에 묶는 암호화된 정보를 포함하며, 이는 사용자가 게임을 시작할 때 닌텐도로 전송되므로 닌텐도는 승인되지 않은 소프트웨어 다운로드를 추적하고 조치를 취할 수 있다. 닌텐도는 2018년 7월 현재 최신 스위치 유닛에서 이 취약점을 수정했다고 보도되었다.
2018년 6월, 두 해커가 비개발용 스위치 유닛에서 스위치 시스템의 개발자 소프트웨어 메뉴를 실행하는 방법을 찾아냈다. 이를 통해 사용자는 SD 카드에 직접 게임을 로드하거나 포르노그래피 및 NSFW 사진을 포함한 사용자 프로필용 맞춤형 아바타를 만들 수 있게 되었으며, 이는 닌텐도 서비스 약관을 위반하는 것이다. 닌텐도 대변인은 Kotaku의 해당 기사에 대해 "개조된 닌텐도 스위치 시스템은 금지되었다"고 답했다.
2018년 9월 닌텐도 스위치 온라인 출시 직후, 해커들과 모더들은 닌텐도 스위치 NES 에뮬레이터에서 무단 ROM을 실행하는 방법을 알아냈다. DevRin이라는 이름의 스위치 해커가 이 해킹을 처음 발견하고 자신의 유튜브에 그 발견 사실을 게시했으며, 이는 KapuccinoHeck이라는 이름의 모더가 다른 두 명과 함께 이 문제를 조사하게 했고, 그들의 발견 사실은 나중에 KapuccinoHeck의 트위터 계정에 게시되었다.

### 온라인 서비스

닌텐도 스위치 온라인 로고

닌텐도 스위치 사용자 프로필은 닌텐도 어카운트에 연결할 수 있으며, 이를 통해 온라인 기능에 접근하고 닌텐도 e숍에서 소프트웨어를 다운로드 및 구매할 수 있다. 닌텐도 어카운트는 서드파티 소셜 네트워크 서비스 계정이나 기존 3DS 또는 Wii U의 닌텐도 네트워크 ID로 생성할 수 있다. 닌텐도는 스위치에서 Miiverse나 StreetPass와 같은 자체 소셜 네트워킹 서비스를 제공할 계획이 없으며, 후자의 경우 닌텐도가 스위치를 주로 가정용 콘솔로 홍보했기 때문이다. 대신, 프로필은 소셜 및 공유 기능을 위해 페이스북 및 X(구 트위터)와 같은 기존 소셜 네트워크에 연결될 수 있었지만, X와의 통합은 이후 제거되었다.
플레이어는 이전 닌텐도 시스템과 마찬가지로 친구 코드를 통해 친구를 등록하거나, 로컬 네트워크에서, 과거 멀티플레이어 상호작용을 통해, 또는 마리오 카트 투어 및 슈퍼 마리오 런과 같은 닌텐도 모바일 앱에 친구로 등록된 닌텐도 어카운트 프로필을 통해 친구를 검색할 수 있다. 2017년 3월, 닌텐도는 서드파티 소셜 미디어 및 닌텐도 네트워크 ID를 통해 친구를 등록하는 다른 방법을 제공할 계획이라고 밝혔다. 페이스북 및 X(이전 트위터)를 통한 스위치 친구 등록 지원은 2018년 3월 13일 5.0.0 시스템 업데이트의 일부로 추가되었다. 스위치에는 닌텐도 네트워크 ID에 대한 기본 지원이 없지만, 사용자는 닌텐도 네트워크 ID 자격 증명을 닌텐도 어카운트 프로필에 연결하여 3DS 또는 Wii U에 이미 등록한 친구를 추가하고 세 플랫폼 간에 e숍 잔액을 공유할 수 있다.
마이크로소프트 및 소니 콘솔과 마찬가지로, 대부분의 게임에서 온라인 멀티플레이어에 접근하려면 구독이 필요하다. 닌텐도 스위치 온라인 구독에는 온라인 플레이, 음성 채팅, 닌텐도 엔터테인먼트 시스템 (NES), 슈퍼 패미컴 (SNES), 게임보이 게임의 지속적인 라이브러리 접근, 지원되는 게임의 클라우드 저장, 기타 특별 제안 및 프로모션이 포함된다. 프리미엄 확장팩 구독 등급은 2021년 10월에 출시되었으며, 닌텐도 64 및 세가 제네시스 게임을 닌텐도 클래식스에 추가했다. 이어서 2023년 2월에는 GBA 게임이 추가되었다. 확장 팩에는 마리오 카트 8 부스터 코스 팩, 스플래툰 2: 옥토 익스팬션, 모여봐요 동물의 숲 해피 홈 파라다이스를 포함한 일부 유료 다운로드 가능 콘텐츠에 대한 접근 권한도 포함된다. 포트나이트 배틀로얄 및 워프레임과 같은 부분 유료화 게임은 온라인 플레이를 위한 구독 요구 사항에서 면제된다.
닌텐도 스위치 온라인 모바일 앱은 스위치 온라인 구독자에게 음성 채팅과 게임별 마이크로사이트에 대한 접근 권한을 제공한다. 경쟁사와 달리, 음성 채팅은 콘솔 자체에서 지원되지 않으며, 대신 스마트폰의 앱을 사용해야 한다. 별도의 앱은 콘솔에 대한 자녀 보호 기능에 대한 접근 권한을 제공한다.

### 미디어 지원
스위치는 웹 브라우저, 메시징 시스템 또는 스트리밍 서비스에 대한 지원과 같은 멀티미디어 지향 기능을 탑재하지 않고 출시되었다. 레지 피서메이는 스위치가 경쟁사 제품과 매우 다른 게임 콘솔로 목표되었기 때문에, 그 목표를 최우선으로 달성하는 데 집중했으며, 미디어 지원이 경쟁사와의 차별점이라고 보지 않았다고 말했다.
니코니코 동화는 2017년 7월 13일 일본에서 스위치용으로 출시되었으며, 모든 시장에서 스위치의 첫 번째 서드파티 미디어 앱이었다. 훌루는 2017년 11월 9일 미국에서 스위치용으로 출시된 첫 번째 비디오 스트리밍 애플리케이션이었다. 유튜브 애플리케이션은 2018년 11월 8일에 출시되었다. 피서메이는 2018년 6월에 넷플릭스를 스위치에 출시하기 위한 대화가 "진행 중"이라고 말했지만, 2025년 기준으로 넷플릭스는 스위치에서 사용할 수 없다. 2020년 11월 4일, 중화인민공화국 본토에서 텐센트가 공식적으로 배포하는 닌텐도 스위치 콘솔 전용 텐센트 비디오 스트리밍 서비스의 시험 버전 앱이 출시되었다. 정식 버전 앱은 추후 출시될 예정이다. 퍼니메이션은 재작업된 레이아웃과 새로운 기능을 특징으로 하는 자체 스트리밍 앱을 닌텐도 스위치용으로 출시했다. 이 앱은 2020년 12월 15일 미국과 캐나다의 e숍을 통해 이용 가능해졌으며, 이후 다양한 다른 국가에서도 출시되었다. 예를 들어 2021년 3월 22일 영국과 아일랜드에 출시되었다. 트위치 앱의 버전은 2021년 11월 11일에 전 세계 대부분의 지역에서 닌텐도 스위치용으로 출시되었다. 이 앱의 e숍 버전은 사용자가 트위치에서 라이브 또는 녹화된 콘텐츠를 시청하거나 팔로우할 수 있게 했지만, 스위치 플레이어가 콘텐츠를 직접 제공할 수 있는 기능은 지원하지 않았다. 이 앱은 2024년 1월에 서비스가 종료되었다.
음악 제작 앱인 Korg Gadget은 2018년 4월 26일 닌텐도 스위치용으로 출시되었다. 만화 및 만화 구독 앱인 InkyPen은 2018년 12월 17일 전 세계적으로 스위치 전용으로 출시되었다. 또 다른 만화 및 만화 구독 서비스인 Izneo는 2019년 2월 28일에 스위치용으로 출시되었다. 텍스트 기반 프로그래밍 언어 앱인 FUZE4는 2019년 8월에 출시되었다.

## 게임

### 배포

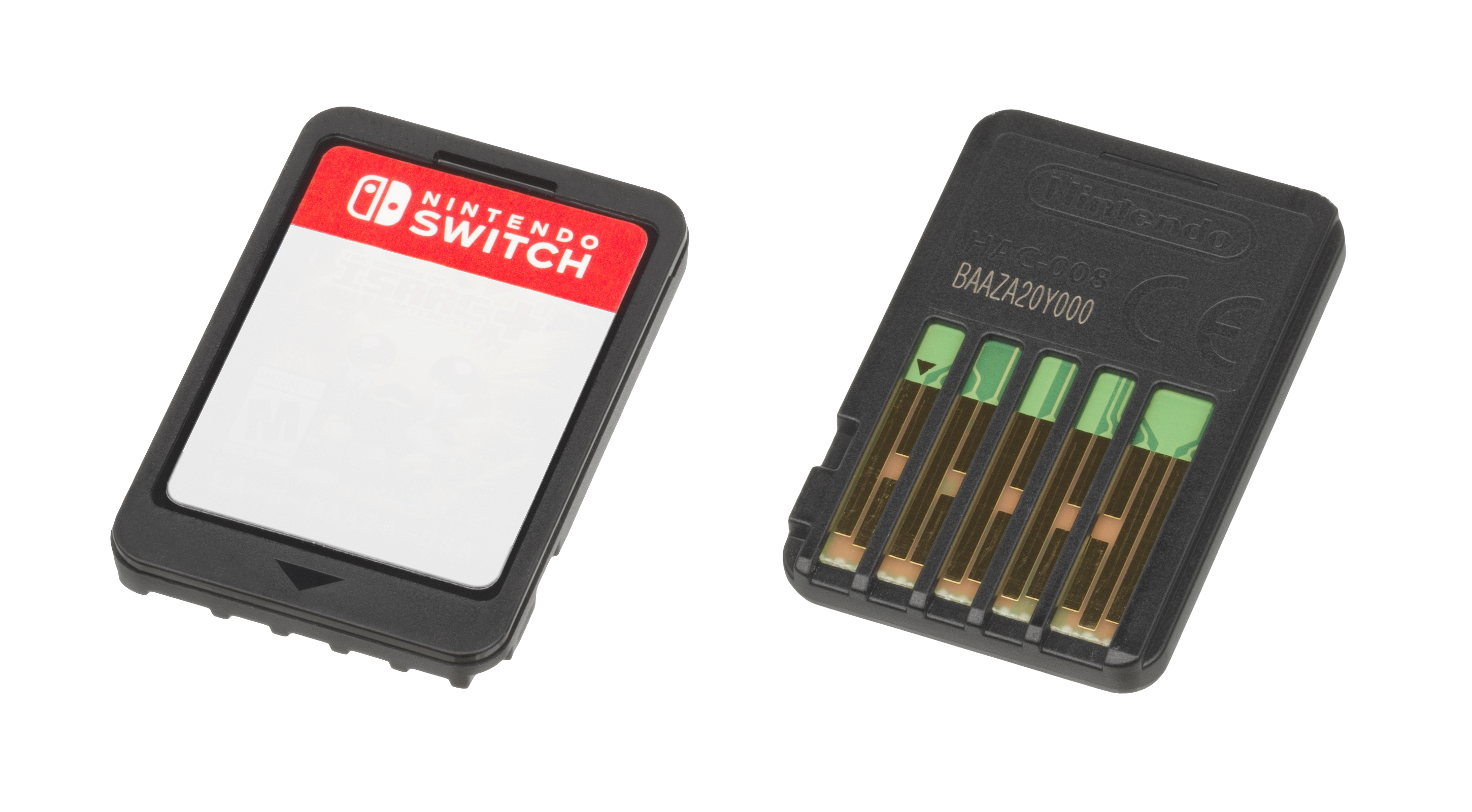
닌텐도 스위치의 게임 카트리지

닌텐도 스위치용 게임은 소매 채널이나 닌텐도 e숍을 통해 디지털 방식으로 구할 수 있다. 소매로 배포되는 게임은 닌텐도 게임 카드와 비슷한 디자인이지만 더 작고 얇은 독점적인 롬 카트리지에 저장된다. 세계 최초의 주요 하이브리드 콘솔인 스위치는 닌텐도 64 이후 카트리지를 사용하는 최초의 주요 가정용 비디오 게임 시스템이다. 31 by 21 by 3 밀리미터 (1.22 in × 0.83 in × 0.12 in)의 작은 크기 때문에, 닌텐도는 아이들이 삼키는 것을 막기 위해 각 카트리지에 무독성 데나토늄 벤조산염을 코팅한다. 닌텐도는 콘솔 출시 시 스위치 게임의 권장소비자가격을 US$60으로 정했으며, 이는 엑스박스 원 및 플레이스테이션 4의 신작 게임 가격과 동등하다. 닌텐도는 그 외에는 퍼블리셔가 게임 가격을 책정하도록 허용하며, 물리적 출시가 이루어지는 경우 물리적 및 디지털 출시 가격이 동일해야 한다고만 요구한다. 이로 인해 다른 콘솔에서도 사용할 수 있는 일부 게임은 스위치 버전의 게임 카드 제조 비용 때문에 스위치에서 더 높은 가격이 책정되기도 했다. 온라인 미디어 매체들은 이러한 가격 인상을 "스위치 세금"이라고 부르기도 했다. "스위치 세금"은 다른 플랫폼에서 이전에 출시된 많은 게임이 스위치로 나중에 이식될 때도 적용되는데, 이 경우 스위치 게임 가격은 현재 가격이 아닌 게임이 처음 출시되었을 때의 원래 가격을 반영한다. 2018년 08월 기준 기준으로 스위치 게임의 가격은 다른 형식에 비해 평균 10% 더 비싼 것으로 추정된다.
스위치 출시 당시 게임 카드의 용량은 32 GB였다. 닌텐도는 2018년 하반기에 64 GB 게임 카드를 출시할 계획이었지만, 이를 연기해야 했다. 일부 물리적 게임은 여전히 내부 저장소에 콘텐츠를 설치해야 할 수 있으며, 일부 게임은 microSD 카드를 사용할 수 없는 경우 내부 메모리의 상당 부분을 사용한다. NBA 2K18과 같이 많은 콘텐츠를 포함하는 다른 물리적 게임은 스위치에 microSD 카드가 있어야 할 수 있으며, 이러한 게임은 표지에 이러한 요구 사항이 명확하게 표시되어 있다.
스위치는 스위치에서 허용하는 것보다 더 많은 하드웨어 기능이 필요한 게임을 실행하기 위한 클라우드 게임 기능을 지원하며, 게임 계산은 서버 하드웨어에서 수행된다. 이러한 게임은 구매 옵션으로 인해 특정 지역에 묶여 있을 수 있다. 스위치에서 이러한 게임의 초기 사례로는 주로 일본 출시로 제한되었던 바이오하자드 7: 레지던트 이블, 판타시 스타 온라인 2 및 어쌔신 크리드: 오디세이가 있으며, 최근에는 컨트롤 (비디오 게임) 및 히트맨 3가 2020년 이후 전 세계적으로 클라우드 게임을 통해 제공될 예정이다.
이전 닌텐도 가정용 콘솔과는 달리, 스위치는 지역 코드가 없다. 이는 플레이어가 전 세계 어느 곳에서든 카트리지 또는 다운로드된 콘텐츠를 사용할 수 있도록 한다. 단, 중화인민공화국용으로 제조된 스위치 기기에서만 플레이할 수 있는 중국 게임 콘텐츠는 예외이다. 닌텐도는 필요한 경우 최상의 구매 후 지원을 받을 수 있도록 디지털 목적에 맞는 적절한 지역 e숍을 사용할 것을 권장한다. 닌텐도는 지역별 인증 프로세스와 해당 지역을 위한 다른 롬 카트리지 생산 경로를 관리해야 하는 부담과 비용을 줄이기 위해 지역 제한을 없애기로 결정했다. 또한, e숍 구매는 여전히 닌텐도 어카운트에 연결되어 있지만, 이전 닌텐도 하드웨어의 경우와 달리 특정 스위치 콘솔에 연결되어 있지 않다. 사용자가 자신의 계정을 스위치에 다시 등록하면 이전에 구매한 모든 소프트웨어를 다운로드할 수 있지만, 사용자는 한 번에 하나의 콘솔에만 계정을 등록할 수 있으며, 계정에 연결된 다운로드된 소프트웨어는 해당 계정이 기기에 등록되어 있지 않으면 사용할 수 없다. 콘솔의 6.0.0 시스템 업데이트와 2018년 9월 온라인 서비스 출시와 함께, 사용자는 두 번째 스위치 콘솔에서 e숍에서 구매한 게임을 플레이할 수 있지만, 지속적인 온라인 연결 및 기타 제한이 필요하다.
스위치는 닌텐도 광학 디스크를 사용하지 않으므로 이전 닌텐도 콘솔의 소프트웨어와 기본적으로 하위 호환성이 없다. 스위치는 또한 이전 콘솔의 다른 디지털 게임과도 하위 호환되지 않는다.
이전 닌텐도 시스템의 에뮬레이션 버전 게임은 e숍과 닌텐도 스위치 온라인 서비스를 통해 제공되지만, Wii, Wii U, 3DS에서 이러한 출시를 위해 사용된 포괄적인 버추얼 콘솔 브랜드는 닌텐도 클래식스로 대체되었다. 2017년 2월, 기미시마 다쓰미는 스위치가 이전 닌텐도 콘솔의 게임을 에뮬레이트할 만큼 강력하다고 말했다.

### 서드파티 지원
Wii U의 일반적으로 인식된 실패 중 하나는 서드파티 개발자들의 지원 부족으로 인해 게임 라이브러리가 취약했던 점이다. 닌텐도는 스위치 개발 초기부터 서드파티 개발자들을 유치하기 위해 더욱 적극적으로 나서서 강력한 게임 라인업을 확보하고자 했다. 다카하시 신야와 고이즈미 요시아키는 많은 서드파티에 직접 연락하여 조기에 지원을 얻었다. 일렉트로닉 아츠의 임원 패트릭 쇠더룬드는 닌텐도가 스위치에 서드파티 개발자를 유치하는 데 다른 방식을 취했으며, 스위치를 더 성공적으로 만들기 위해 개발 전반에 걸쳐 일렉트로닉 아츠 및 다른 주요 개발자들과 협력하여 그들의 의견을 들었다고 말했다.
닌텐도는 2016년 중반부터 인디 게임 개발자들의 지원을 받기 시작했으며, 닌텐도의 파트너 관리 책임자인 데이먼 베이커가 이를 주도했다. 그들은 Wii U의 수명 말기에는 인디 개발자들을 유치하려고 노력했으며, E3 2015 동안 강조된 인디 게임 데모를 제공했지만, 이 시점에서 Wii U는 이미 실패한 것으로 간주되었다. 닌텐도는 스니퍼클립스와 같은 게임을 인디 게임의 목표 모델로 보고 있으며, 다카하시와 고이즈미에 따르면, 콘솔 수명 주기 초기에 스위치 구현 지원과 소프트웨어 도구를 이러한 당사자에게 제공하는 데 힘썼다고 한다. 요트 클럽 게임스와 같이 삽질 기사를 스위치로 이식한 일부 개발자들은 조이콘과 같은 스위치의 주요 혁신 중 일부가 2017년 1월 발표 직전까지는 공개되지 않았다고 언급했다. 닌텐도 오브 아메리카는 처클피시, 팀17, 디볼버 디지털을 포함한 많은 독립 개발자 및 퍼블리셔에 연락하여 플랫폼용 게임을 확보하고 퍼블리싱 프로세스를 더 쉽게 만들었다. 닌텐도는 여전히 회사의 과거 포트폴리오를 평가 기준으로 사용하여 시스템에 허용되는 게임을 선별하고, 새로운 콘텐츠의 꾸준한 흐름을 유지하기 위해 출시 시기를 신중하게 조절한다. 그러나 게임이 승인되면 패치 및 업데이트는 신속하게 개발자에게 추가 비용 없이 수행될 수 있다. 닌텐도는 또한 스위치의 게임 개발 키트를 5만 일본 엔, 즉 약 $450에 제공하며, 이는 다른 콘솔의 유사한 개발 키트 비용보다 훨씬 저렴하여 소규모 개발자들이 기기를 구매하고 개발하기에 더 유리하다. 닌텐도는 이러한 인디 게임 중 일부를 e숍을 통해 "닌디"로 제공한다. 닌텐도는 2017년까지 스위치용으로 최소 60개의 인디 게임이 출시될 것으로 예상했지만, 콘솔의 인기로 인해 2017년 말까지 320개 이상의 게임이 출시되었다. 인디 개발자들은 닌텐도가 마이크로소프트나 소니와는 달리 자사 게임의 홍보 및 마케팅에 중요한 역할을 했으며, 게임을 통해 스위치 자체를 홍보하는 데도 기여했다는 사실을 발견했다. 이 개발자들은 또한 닌텐도가 자사 제품 팬들과 더 나은 관계를 유지하려고 노력하며, 이 팬들이 가장 좋아할 만한 스위치 인디 게임, 특히 NES, SNES, 게임보이 시대의 닌텐도 고전 게임을 기반으로 하여 더 넓은 전 세계 관객을 끌어들일 수 있는 게임을 식별하는 데 도움을 준다는 것을 알게 되었다. 베이커는 인디 개발자들이 스위치 콘솔 전용으로 게임을 출시하도록 장려하지만, 개발자들이 그렇게 할 만한 타당한 사업적 근거가 있어야 한다는 것을 알기 때문에 강요하지는 않는다고 말한다.
많은 인디 개발자들이 닌텐도의 스위치에 대한 더 나은 지원을 칭찬했지만, 닌텐도 라이프를 통해 익명으로 말한 다른 개발자들은 닌텐도가 인디 개발자들에게 벽으로 둘러싸인 정원 접근 방식을 취하는 것처럼 보인다고 지적했다. 이는 많은 저질 게임이 출시되도록 허용했던 Wii웨어 프로그램의 잔재였다. 이 익명의 개발자들은 닌텐도가 일부 개발자들을 완전히 회피하거나, 스위치용으로 퍼블리싱할 권리를 얻기 위해 잘 알려진 퍼블리싱 파트너나 닌텐도 내부에 아는 사람이 필요하다고 요구하는 것을 발견했다. 베이커는 그들이 자체 퍼블리싱을 장려하지만, 스위치에 가장 적합한 게임에 대한 추천을 위해 기존 파트너에 대한 신뢰에도 가치를 둔다고 말했다. 닌텐도를 제한하는 또 다른 요인은 콘솔 출시 초기 개발 키트 및 기타 하드웨어의 가용성이다. 그러나 베이커는 닌텐도가 e숍을 통해 게임의 선별 및 발견에 필요한 문제를 해결하면 미래에는 훨씬 더 개방적일 것이라고 예상한다.
2016년 10월 공식 공개 당시 닌텐도는 시스템용 게임 목록을 제공하지 않기로 의도적으로 선택했는데, 기미시마 다쓰미에 따르면 "사람들이 1월에 기기를 만져보고 소프트웨어를 직접 경험하기를 원했기" 때문이라고 한다. 대신 닌텐도는 스위치 지원을 약속한 일부 파트너를 발표했다. 이전 플랫폼에서 서드파티 지원을 얻기 위한 닌텐도의 어려움과는 대조적으로, 회사는 초기 48개의 서드파티 퍼블리셔, 스튜디오 및 미들웨어 개발사를 나열했다. 이러한 파트너 중 닌텐도는 액티비전, 베데스다 소프트웍스, 일렉트로닉 아츠, 세가, 스퀘어 에닉스, 테이크투 인터랙티브, 유비소프트와 같은 주요 퍼블리셔를 나열했다.
닌텐도는 이전 시스템용 게임 개발을 위해 주로 자체 내부 개발 도구와 라이브러리에 의존했다. 스위치에서는 다른 방식을 택했다. 다카하시에 따르면, "다양한 서드파티 개발자들이 쉽게 호환 소프트웨어를 개발할 수 있는 환경을 실현하는 것을 목표로 삼았다"고 하며, 엔비디아 칩셋이 다른 플랫폼에서 스위치로 쉽게 전환할 수 있도록 많은 표준 라이브러리를 지원하는 점을 활용했다. 유니티 테크놀로지스, 에픽게임즈 및 크로노스 그룹은 각각 유니티 (게임 엔진), 언리얼 엔진 4 및 Vulkan 및 OpenGL 그래픽 API를 사용하여 개발자들이 스위치에 게임을 가져올 수 있도록 지원을 약속했다. 예를 들어, 언리얼 엔진 툴킷은 2017년 2월에 스위치 게임에 대한 기본 지원을 위한 베타 테스트를 제공하도록 업데이트되었으며, 2017년 5월까지 전체 지원이 추가되었다. 2018년 3월, 닌텐도는 YoYo 게임스의 게임메이커 스튜디오 2 엔진에 대한 스위치 지원을 확보했다고 발표했다. 미야모토 시게루는 닌텐도 자체 개발자들이 언리얼과 같은 엔진을 "마스터"했기 때문에, 닌텐도가 그러한 소프트웨어를 사용하여 퍼스트파티 게임을 출시할 가능성은 낮지만, 스위치에서 이러한 도구를 사용하는 개발자들을 지원할 수 있다고 말했다. 닌텐도 콘솔에서 이전에 작업했던 여러 인디 개발자들은 스위치가 "가장 요구 사항이 적은 닌텐도 콘솔"이라고 말했다.
이러한 서드파티 미들웨어 솔루션 외에도 닌텐도는 2018년에 처음 발표된 자체 NintendoWare Bezel Engine을 퍼스트파티 및 서드파티 개발자를 위해 개발했는데, 이는 "개발 비용을 최대한 낮추면서 짧은 시간에 흥미로운 게임을 만들 수 있는 환경을 제공"하는 것을 목표로 한다. 테트리스 99와 세계 게임전집 51과 같은 게임이 이 엔진으로 개발되었다.
2022년까지 스위치는 닌텐도 콘솔 및 게임 플랫폼에 대한 서드파티 지원 부족 경향을 일반적으로 뒤집은 것으로 평가되었으며, 이는 닌텐도가 서드파티를 참여시키기 위해 협력적인 노력을 기울인 덕분으로 돌려졌다. 그러나 스위치가 닌텐도의 서드파티 관계에 미친 긍정적인 분석에는 닌텐도가 스위치에서 스위치 후속작으로 서드파티 지원을 제대로 전환해야 한다는 단서가 자주 붙었으며, 이는 닌텐도가 과거에 일상적으로 실패했던 점이다.

### 라이브러리
원래 Wii U 독점으로 발표되었던 젤다의 전설 브레스 오브 더 와일드는 스위치용 런칭 타이틀로 출시되었다. 콘솔 공개 트레일러는 닌텐도 프랜차이즈의 신작 게임인 슈퍼 마리오 오디세이, 마리오 카트 8 디럭스, 스플래툰 2의 영상과 NBA 2K18 및 엘더 스크롤 V: 스카이림의 영상을 선보였다. 닌텐도와 서드파티는 당시 이러한 게임이 반드시 스위치 게임을 대표하는 것은 아니라고 밝혔지만, 2017년 1월 언론 행사에서 다섯 게임 모두 스위치 출시작으로 확정되었다. 궁극적으로 시스템은 다음 게임들과 함께 출시되었다. 1-2-스위치, 아케이드 아카이브스, 패스트 RMX, 제물과 눈의 세츠나, 저스트 댄스 2017, 젤다의 전설 브레스 오브 더 와일드, 뉴 프론티어 데이즈: 파운딩 파이오니어, 오셀로, 스카이랜더즈: 이매지네이터스, 스니퍼클립스, 슈퍼 봄버맨 R, VOEZ, 그리고 브룸 인 더 나이트 스카이.
스위치는 번들 게임이나 사전 로드된 게임 또는 게임 데모와 함께 출시되지 않았다. 레지 피서메이는 가격대를 결정하고 출시 예정 게임 라인업을 평가한 후, 번들에 포함하여 가격을 올리는 대신 소비자가 직접 게임을 선택하도록 허용하기로 결정했다고 말했다. 북아메리카 출시 시점에 닌텐도 퍼스트파티 게임인 젤다의 전설 브레스 오브 더 와일드와 1-2-스위치를 포함하여 최소 10개의 게임이 스위치와 함께 출시되었거나 디지털로 이용 가능했다.
피서메이는 닌텐도가 출시 후 스위치에 "꾸준한 콘텐츠 공급"을 계획했으며, Wii U 소프트웨어의 주요 출시 간 공백이라는 인식된 상황을 피했다고 말했다. 기미시마는 닌텐도가 퍼스트파티 출시를 "긴 공백 없이 정기적으로 새로운 타이틀을 계속 제공"하도록 일정을 조정했으며, 이는 "소비자가 시스템을 적극적으로 계속 플레이하도록 장려하고, 화제를 유지하며, 닌텐도 스위치의 지속적인 판매 모멘텀을 촉진"한다고 말했다. 언론인들은 닌텐도가 E3 2017에서 발표된 스위치용 퍼스트파티 게임의 예정된 출시 일정을 보면, 2018년 초까지 매달 새로운 게임을 출시하는 이 방식을 고수하는 것으로 보인다고 지적했다. 2023년은 닌텐도 스위치에 있어 기록적인 해로, 2,360개의 게임이 출시되었다.

### 가상 게임 카드
2025년 3월 말 닌텐도 다이렉트 라이브스트림에서 닌텐도는 스위치 콘솔(원본 스위치 및 후속작 포함)이 가상 게임 카드를 지원할 것이라고 발표했다. 이 기능을 통해 사용자는 물리적 키를 소유함으로써 디지털 암호화 소프트웨어를 활성화하고 콘솔 간에 게임을 전송할 권리를 얻는다. 가상 게임 카드는 닌텐도 스위치 온라인 패밀리 계정 내에서 다른 사용자에게 2주 동안 대여할 수도 있으며, 그 후에는 자동으로 원 소유자에게 반환된다. 이 기능은 2025년 4월 29일 시스템 업데이트를 통해 활성화되었다.

## 마케팅

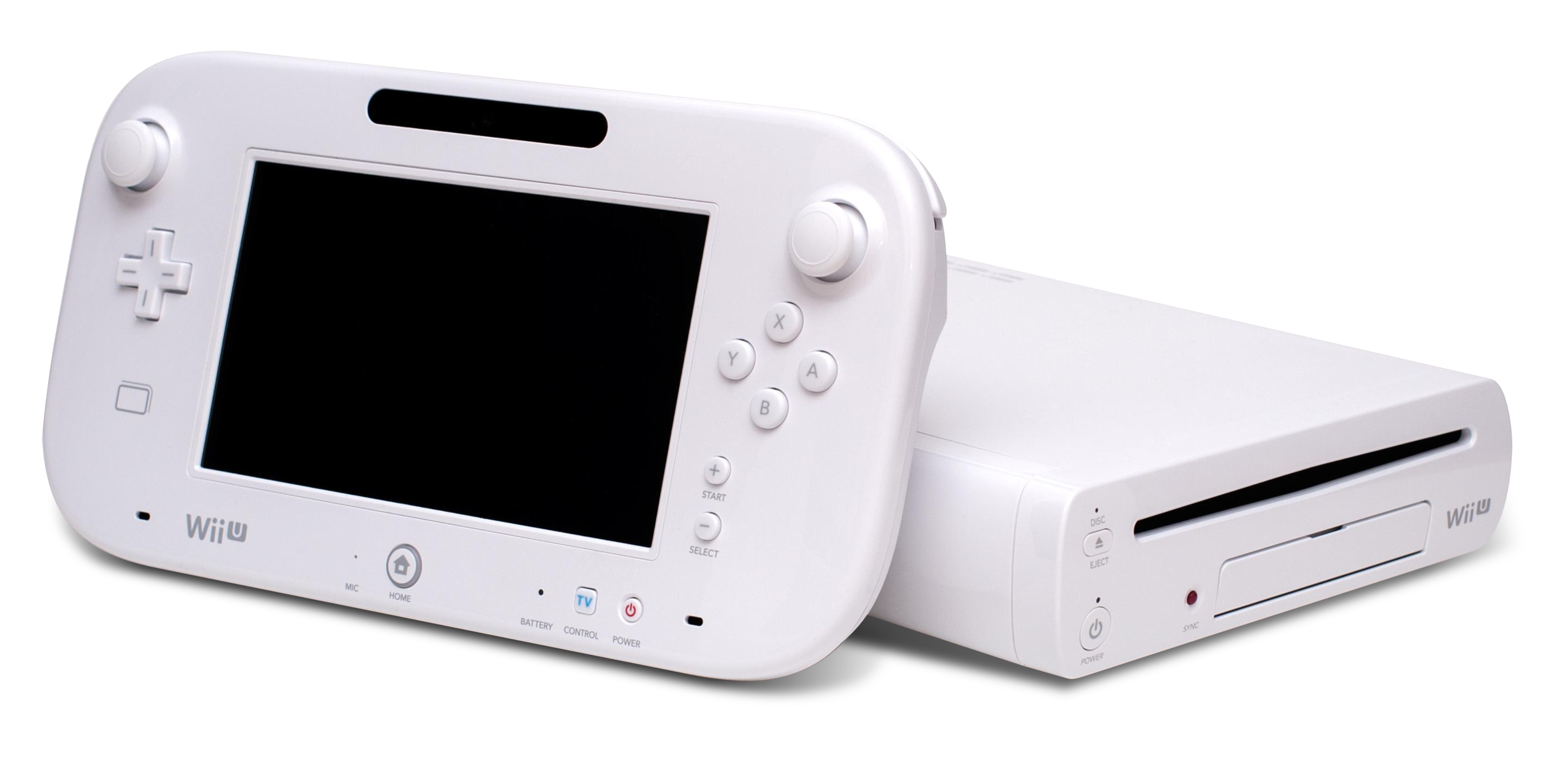
닌텐도는 스위치 전작인 Wii U의 기능을 전달하는 데 겪었던 어려움을 피하고자 노력했다. 일부 사람들은 Wii U 게임패드(왼쪽)를 Wii U용 컨트롤러가 아니라 원래 Wii 콘솔의 액세서리로 착각하기도 했다.

피서메이에 따르면, 스위치 마케팅의 핵심은 "제품이 무엇이며 무엇을 할 수 있는지에 대해 명확하게 소통"하는 것이었다. 이는 Wii U를 제시하는 방식에서 겪었던 유사한 문제를 피하기 위함이었다. Wii U는 가정용 콘솔 장치로 설계되었지만, 닌텐도가 이 점을 명확히 하지 않아 (주로 Wii U 게임패드를) 태블릿과 비슷하게 일반화되어 Wii U의 다른 기능(예: 듀얼 스크린 플레이 모드)을 가렸다. 닌텐도는 또한 일부 소비자들이 Wii U 게임패드를 완전히 새로운 플랫폼의 주요 기능이 아니라 기존 Wii 콘솔의 액세서리로 오해했다고 생각했다. 대신 스위치의 경우, 피서메이는 회사가 "이동 중에도 언제 어디서든 즐길 수 있는 가정용 콘솔이라는 명제를 매우 적극적으로 명확하게 전달"했다고 말했다.
예를 들어, 2016년 10월 트레일러(블룸버그에 따르면 닌텐도의 과거 마케팅 노력과 상당히 다르다고 여겨짐)는 스위치가 사용될 수 있는 다양한 방식을 보여주기 위해 고안되어 시청자들이 "각 형태가 사람들이 즐길 수 있는 다양한 플레이 경험을 제공한다"는 것을 인식하게 했다. 기미시마 다쓰미는 트레일러의 의도가 핵심 게이머들이 인식하고 감사할 기능을 선보여 모든 플레이어 인구 통계에 걸쳐 장치가 목표되었음을 보여주는 것이었다고 말했다. 닌텐도의 콘솔 출시 마케팅 대부분은 런칭 게임인 젤다의 전설 브레스 오브 더 와일드에 크게 집중했다. 닌텐도 오브 아메리카 마케팅 임원 닉 차베스는 새로운 젤다 게임을 선보이기로 한 결정이 프랜차이즈의 초기 게임과 함께 성장하여 현대 오픈 월드 게임에 익숙한 나이든 시청자와 새로운 세대의 플레이어 모두에게 홍보하기 위함이었다고 밝혔다.
닌텐도는 제51회 슈퍼볼 미국 중계에서 첫 슈퍼볼 광고를 방영했다. 이매진 드래곤스의 노래 "Believer"에 맞춰 광고는 스위치의 다양한 플레이 모드와 런칭 게임, 특히 젤다의 전설 브레스 오브 더 와일드 및 향후 출시작을 선보였다. 전년도 제50회 슈퍼볼에서 포켓몬 (기업) 20주년 기념 광고가 방영되었지만, 이 광고는 포켓몬 (기업)이 비용을 지불한 것이며 닌텐도가 지불한 것이 아니었다. 차베스는 이 광고에 대해 "미국에서 플랫폼을 선보일 더 큰 무대는 없다. 시스템에 대한 우리의 자신감을 보여준다고 생각한다"고 말했다.
슈퍼볼 광고 이후 추가 TV 광고가 이어졌는데, 이는 다양한 인구 통계 및 "캐주얼" 및 "코어" 게임 관객 사이에서 스위치의 사용 사례를 보여주기 위함이었다. 이러한 광고 장소에는 2017 NCAA 남자 농구 토너먼트, 2017 키즈 초이스 어워드, 그리고 니켈로디언, 어덜트 스윔, 코미디 센트럴의 프로그래밍 블록이 포함되었다. 차베스는 닌텐도의 스위치 마케팅 전반이 "단지 6~8주간의 출시 캠페인"이 아니라 "2018년 계획은 말할 것도 없이 우리에게는 정말 15개월짜리 캠페인"이 될 것이라고 강조했다.

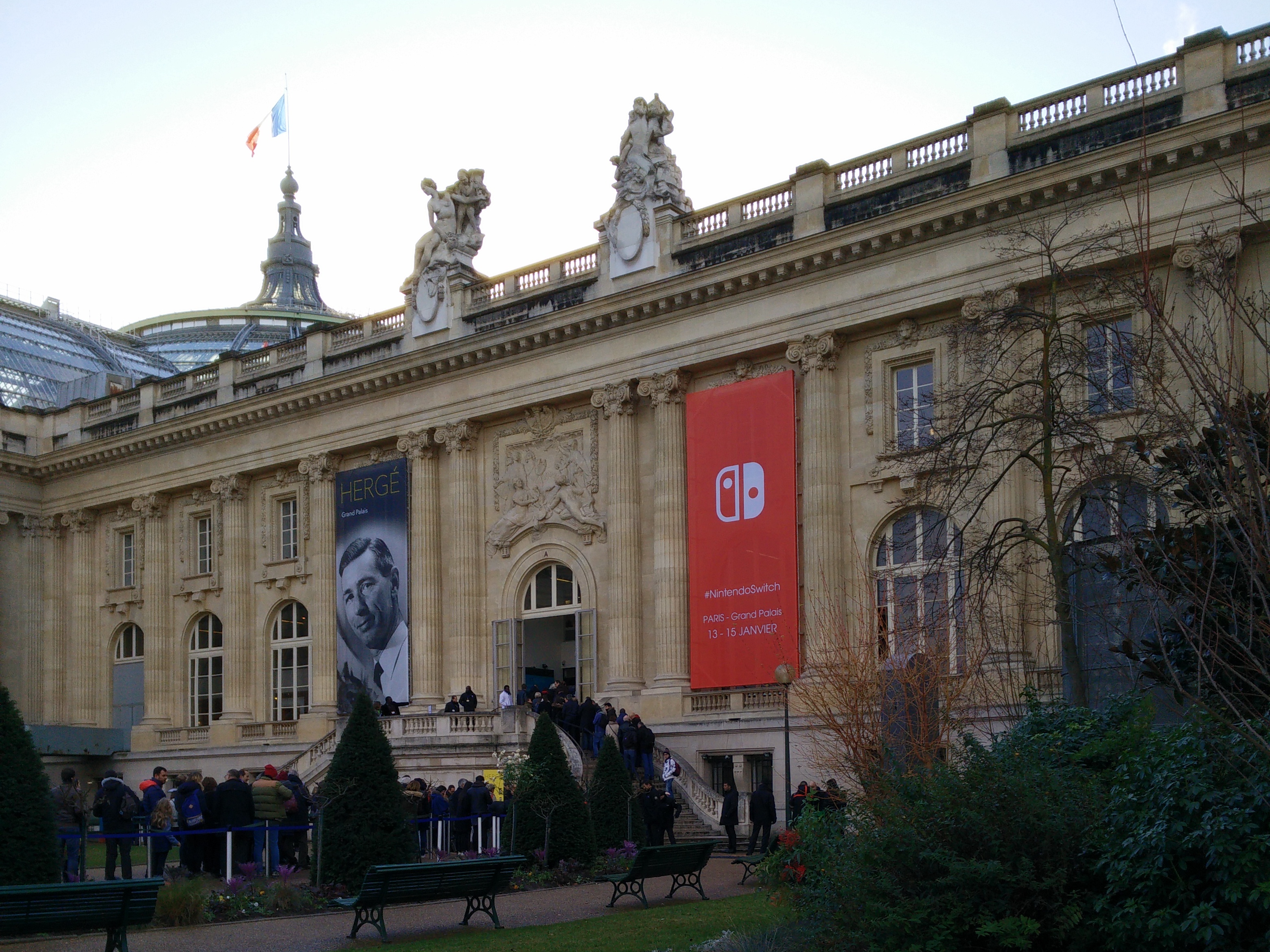
2017년 1월 15일 스위치 미디어 이벤트 중 그랑 팔레, 파리

광고 외에도 닌텐도는 출시 전 플레이어들이 시스템을 시도해 볼 수 있는 여러 가지 "샘플링 이벤트"를 계획했다. 기미시마는 "직업 게이머"에게 특히 중요한 것은 닌텐도가 스위치를 플레이어들의 손에 쥐어주어 플레이어들이 시스템이 이전 닌텐도 제품과 어떻게 다른지 이해할 수 있도록 하는 것이라고 생각했다. 기미시마는 또한 회사가 "게릴라 마케팅 프로그램을 운영하고 있으며, 최대한 많은 이벤트를 개최하고 플레이어들의 손에 기기를 쥐어주어 차이점을 경험할 수 있도록 노력하고 있다"고 말했다.
북아메리카와 유럽 언론은 도쿄 발표에 이어 2017년 1월 13일에 특별 행사를 가졌다. 2017년 1월과 2월 동안 북아메리카, 유럽, 일본에서 다양한 스위치 시연 행사가 진행되었다. 닌텐도는 PAX 사우스, 사우스 바이 사우스웨스트, RTX를 포함한 게임 컨퍼런스에서 스위치 시연을 제공했다. 닌텐도는 또한 2017년 2월에 "예상치 못한 장소" 캠페인을 통해 미국 세 곳에 거실 스타일의 공간을 임시로 설치하고 존 시나를 포함한 팬과 플레이어들을 초대하여 기기를 체험하게 했다.
2018년 6월, 닌텐도는 디즈니 채널과 협력하여 2018년 8월에 가족들이 다양한 스위치 게임에 대한 챌린지에서 경쟁하는 텔레비전 프로그램인 닌텐도 스위치 패밀리 쇼다운을 제작할 것이라고 발표했다.

## 평가

### 출시 전
시장 분석가들은 2016년 10월 닌텐도 스위치 발표에 대해 엇갈린 반응을 보였다. 일부는 스위치가 Wii U 판매 부진의 원인을 해결하지 못했고, 작은 대상층을 겨냥했다는 우려를 표했다. 다른 분석가들은 스위치 접근 방식이 전용 콘솔 및 텔레비전을 위한 공간이 제한적인 일본 시장에 잘 맞고 서구 시장으로 전환될 것이라고 낙관했다. 주식 연구 분석가 존 테일러는 마이크로소프트와 소니그룹이 캐주얼 게이머를 자사 콘솔로 유치하려는 휴가 시즌 이전에 콘솔을 출시하기로 한 회사의 결정을 승인했다.
기기의 가격과 출시일을 공개한 2017년 1월 기자회견 이후, 언론인들은 플레이스테이션 4와 엑스박스 원 콘솔과 비교할 만한 높은 시스템 가격, 유료 닌텐도 스위치 온라인 서비스 비용, 그리고 출시 확정 게임 수가 적다는 점에 우려를 표했다. 그러나 다른 분석가들은 가격 요인이 스위치가 더 강력한 콘솔임을 나타내며, 젤다의 전설 브레스 오브 더 와일드가 주요 판매 동력이 되어 Wii U보다 더 잘 팔릴 가능성이 있다고 보았다. 이 분석가들은 또한 스위치가 태블릿 및 모바일 게임에서는 제공되지 않는 더 복잡한 게임 플레이를 추구하지만 강력한 "박스형" 콘솔을 구매할 필요는 없는 사람들을 위한 하드웨어의 적절한 공백을 채운다고 보았다. 대부분의 분석가들은 스위치의 성공이 닌텐도의 지원과 Wii U를 마케팅하고 홍보하는 데 저지른 실수를 피하는 데 달려 있다는 데 동의했다.
닌텐도 투자자들은 스위치에 대해 경계심을 보였으며, 시스템 발표부터 출시까지 몇 달 동안 주가가 하락했다. 분석가들은 투자자들이 스위치가 매우 위험하다고 느끼고 있으며, 이 기기가 닌텐도에 새로운 고객을 유치할지 확신하지 못하고 있다고 생각했다. 분석 회사들은 스위치가 시스템의 위험성과 높은 가격으로 인해 출시 초기에 부진할 것으로 예상했지만, 2020년까지 4천만 대 이상을 판매할 수도 있다고 보았다.
게임 및 하드웨어 개발자들은 스위치에 대해 더 긍정적인 반응을 보였으며, 이 시스템을 "휴대용 및 콘솔 사업부 간의 더 통합된 경험"으로 보았지만, 미공개 하드웨어 사양과 닌텐도가 개발자들을 유치하기 위해 기기를 어떻게 마케팅할지에 대한 우려를 표했다. 개발자 코지마 히데오는 스위치의 개념을 2011년에 제시했던 자신의 "트랜스퍼링" 개념과 비교하며, 플레이어들이 게임을 가정용 플랫폼에서 휴대용 플랫폼으로 가져갈 수 있게 하는 것이 소니의 크로스바이 프로그램의 기초가 되었다고 말했다. 그는 스위치가 "그 아이디어의 확장이다. 집에서 무엇인가를 플레이하고 밖으로 가져갈 수 있다는 사실은 게이머의 꿈이다. 스위치는 그 진화이다"라고 말했다. 베데스다의 토드 하워드는 닌텐도 스위치의 디자인과 기능에 대해 "닌텐도만이 이런 일을 해낼 수 있는 회사라고 생각한다"고 말했다. 필 스펜서 (경영인) 마이크로소프트 엑스박스 부문 책임자는 닌텐도가 "대담한 비전을 제시하고 그 비전을 실현하는 제품을 구축"하는 능력에 감명받았다고 말했다.
소매업체들도 스위치에 대해 전반적으로 긍정적이었다. 게임스탑의 CEO 폴 라인즈는 이 기기가 시장을 변화시키고 "게임 판도를 바꿀" 것이며 "게임 시장을 확장할" 수 있다고 밝혔다. 사전 주문량이 많았으며, 기미시마는 출시 전 총 사전 주문량이 출시를 위해 준비된 기기 수량에 거의 도달했다고 밝혔다.
2016년 10월 공개 트레일러는 닌텐도 오브 아메리카의 유튜브에서 24시간 이내에 가장 많이 본 영상이 되었으며, 약 하루 동안 유튜브에서 인기 동영상 1위를 차지했다.

### 출시
출시 당시, 스위치는 많은 잠재력을 가지고 있다는 평을 받았지만, 콘솔의 모든 능력을 보여주지 못하는 출시 초기 게임 수가 제한적이라는 점에서 실망감을 안겨주었다. 평론가들은 또한 초기 운영 소프트웨어와 기능이 제한적이었고 소프트웨어 버그가 포함되어 있었다고 지적했는데, 이는 시간이 지나면 수정될 가능성이 높지만 시스템 경험을 망쳤다. 출시 당일 업데이트에도 불구하고, 특히 스위치 콘솔과 조이콘 (L) 컨트롤러의 블루투스 연결 문제와 콘솔 화면이 쉽게 긁힐 수 있다는 점 등 하드웨어 문제에 대한 수많은 보고가 있었다. 출시 약 일주일 후, 피서메이는 회사가 이러한 문제를 진단하기 위해 "사실 조사 모드"에 있다고 말했다. 3월 말, 닌텐도는 조이콘 (L)의 동기화 문제(desync issue)가 소수의 기기에서 "제조상의 변형"으로 인한 것이며, 쉽게 고칠 수 있다고 보고했다. CNET의 션 홀리스터가 지적했듯이, 닌텐도는 해당 컨트롤러를 수리하여 장치 내 안테나 근처에 약간의 전도성 폼을 넣어 차폐를 개선했다. 앞으로 닌텐도는 연결 문제에 대해 더 이상 문제가 발생하지 않을 것으로 예상한다고 밝혔다. 많은 사용자들은 콘솔의 LCD 화면에 불량 화소 문제가 발생했다고 보고했으며, 닌텐도는 이를 "정상적인 현상이며 결함으로 간주되어서는 안 된다"고 밝혔다. 소니그룹, 마이크로소프트, 세가, 베데스다, 유비소프트, 유니티 테크놀로지스와 같은 비디오 게임 산업의 다른 회사들은 닌텐도에 스위치 출시를 축하했으며, 아비스 (기업) 및 도미노 피자와 같은 패스트 푸드 회사들은 소셜 미디어에 게임에서 영감을 받은 예술 작품을 게시하는 관행을 만들었다.
출시 6개월 후 닌텐도는 스위치의 사용 통계를 보고했다. 콘솔의 주 플레이어에 대한 시스템에서 수집된 통계를 사용하여, 사용자 중 30%가 휴대용/테이블탑 모드에서 80% 이상 시간을 사용하고, 50% 이상의 사용자가 TV 모드와 휴대용/테이블탑 모드를 동일하게 사용하며, 나머지 사용자는 TV 모드를 선호하는 것으로 나타났다. 닌텐도는 "소비자들이 자신만의 플레이 스타일에 맞춰 플레이하고 있음을 분명히 알 수 있다"고 밝혔다. 닌텐도는 또한 미국에서 스위치를 구매한 사람들의 대다수가 20대에서 30대 초반의 남성 소비자인 것을 발견했다.
펌웨어 버전 5.0.0이 적용된 후, 일부 스위치 사용자들이 서드파티 "휴대용" 도킹 스테이션을 통해 도킹한 후 콘솔이 사용할 수 없게 되었다고 보고하기 시작했다. 이 도킹 스테이션은 나이코에서 제조한 것이었다. 나이코는 문제에 대해 언급하며, 문제를 인지하고 있으며 스위치의 A/V 출력 처리 문제로 인해 발생한다고 생각한다고 밝혔다. 반면 닌텐도는 사용자들에게 비공식 도킹 주변기기에 시스템을 도킹하지 말 것을 권고했다. 플로리다주 잭슨빌의 월마트 매장에서 도킹 스테이션을 구매한 후 콘솔 사용이 불가능해진 스위치 소유자 마이클 스키아티티스는 나이코를 상대로 집단 소송을 제기했다. 소송은 도킹 스테이션이 "지원하려는 장치에 수많은 문제를 일으키기 쉽다"는 점을 구매자들이 알지 못하게 했으며, 나이코가 사용자에게 문제에 대해 경고하는 데 노력을 기울이지 않았다는 점을 지적했다. 다른 스위치 소유자들은 FastSnail 및 베스트 바이의 InkyPen 모델을 포함한 다양한 다른 서드파티 도킹 스테이션을 사용하여 콘솔이 벽돌이 되었다고 보고했다.
더 버지는 닌텐도 스위치 라이트에 10점 만점에 8점을 주며, 표준 닌텐도 스위치보다 개선된 배터리 수명과 디자인, D패드를 칭찬했지만, TV 모드의 부재와 일부 게임이 기본 모델 단독으로는 호환되지 않는다는 점을 비판했다. PCMag는 닌텐도 스위치 라이트의 부품 품질을 비판했는데, 이는 원래 닌텐도 스위치의 조이콘과 마찬가지로 콘솔의 아날로그 스틱도 드리프트에 취약하기 때문이다. 라이프와이어와의 인터뷰에서 게임 개발자 타이론 에반스 클라크는 "오늘날의 세대는 휴대용 기기와 TV 화면에 있는 모든 앱에 더 집중한다"고 말했다. 테크레이더의 존 포터는 "스위치는 이전에 본 적 없는 상당히 다른 기기이며, 콘솔의 휴대용 특성은 두 가지 장점을 모두 제공한다"고 썼다. 2021년 PCMag는 다음과 같이 썼다. "휴대용 게임 시스템으로서 스위치는 크지만 편안하다. 태블릿보다 두껍지만 Wii U 게임패드보다 훨씬 얇고, 훨씬 더 자연스럽게 잡을 수 있다. 양쪽 조이콘을 부착하면 너비가 9.4인치로 주머니에 쉽게 넣기에는 너무 크지만, 대부분의 가방에는 문제없이 들어간다. 나는 매일 지하철로 출근할 때 스위치를 가지고 다닌다. 게임을 하지 않을 때는 가방에 편안하게 들어가고, 서서 플레이할 때도 압도적으로 부피가 크다고 느껴지지 않는다." 2024년 톰스 가이드의 리처드 프라이데이는 "닌텐도 스위치가 출시된 지 몇 년이 지났음에도 불구하고, 여전히 더 새롭고 강력한 경쟁자들만큼 인기가 많다. 최고의 게임 프랜차이즈 독점작들과 독특한 하드웨어를 갖추고 있어 무시할 수 없는 콘솔이다"라고 썼다.

### 판매
스위치 판매는 닌텐도의 퍼스트파티 게임 판매와 밀접하게 연관되어 있으며, 9개의 게임이 각각 2천만 장 이상 팔렸다. 젤다의 전설 브레스 오브 더 와일드, 마리오 카트 8 디럭스, 슈퍼 마리오 오디세이, 슈퍼 마리오 파티, 슈퍼 스매시브라더스 얼티밋, 포켓몬스터 소드·실드, 모여봐요 동물의 숲, 포켓몬스터 스칼렛·바이올렛, 그리고 젤다의 전설 티어스 오브 더 킹덤.

#### 초기 출시

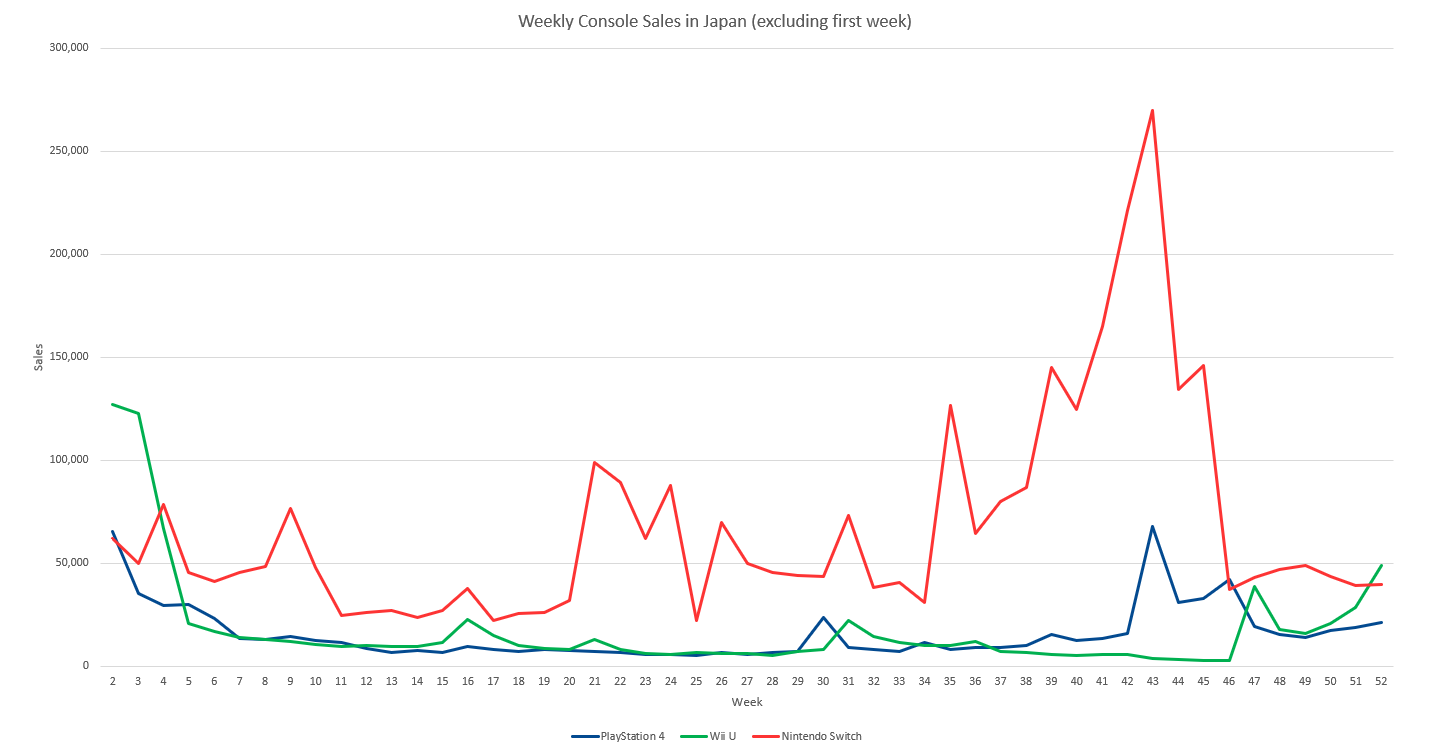
스위치(빨간선), Wii U(초록선), 그리고 플레이스테이션 4(파란선)의 일본 출시 첫 해 판매량

스위치의 초기 판매는 강세를 보였으며, 닌텐도는 첫 주 판매량 기준으로 자사에서 가장 빠르게 팔린 콘솔이라고 보고했다. 일본에서는 첫 주말 판매량이 33만 대를 넘어, 출시 기간 동안 플레이스테이션 4와 동등한 수준을 기록했다. 이 초기 기간 동안 미국, 영국, 프랑스, 독일에서 판매량이 강세를 보였다. 미디어 크리에이트는 스위치 유닛이 첫 달에 50만 대 이상 팔려 플레이스테이션 4를 넘어섰다고 추정했다.
닌텐도는 2016 회계연도(2017년 3월 31일 종료) 실적에서 스위치의 첫 달 실적을 발표하며, 전 세계적으로 274만 대 이상이 팔려 목표치인 200만 대를 넘어섰다고 보고했다. 소매업체 게임스탑은 스위치의 초기 판매가 "경이적"이었으며, 역사적인 판매 데이터에 따르면 Wii U를 넘어설 것이라고 보고했으며, 머천다이징 이사 에릭 브라이트는 스위치가 "오랫동안 보지 못했던 가장 높은 소프트웨어 및 액세서리 부착률"을 기록했다고 말했다. 소매업체 게임스탑은 2017년 1분기 하드웨어 판매가 주로 스위치 덕분에 상당한 성장을 기록했다고 보고했으며, 반면 베스트 바이는 스위치의 인기에 힘입어 2017년 1분기 하드웨어 판매에서 예상치 못한 증가를 보였다. 휴대용 게임 시장의 강세로 침체되었던 일본의 콘솔 판매는 스위치 출시로 인해 2017년에 14.8%의 첫 연간 성장을 보였다. 스위치 게임의 물리적 판매량은 첫 달에 전 세계적으로 546만 장을 기록했으며, 그 중 젤다의 전설 브레스 오브 더 와일드 스위치 버전이 276만 장으로 거의 절반을 차지했다. 젤다의 전설 브레스 오브 더 와일드가 스위치 콘솔과 거의 1대1 판매량을 기록한 것에 대해 닌텐도의 기미시마는 "이러한 높은 부착률은 전례가 없는 수준"이라고 말했다.
첫 달의 대규모 판매량으로 인해 닌텐도는 생산 능력을 늘려야 했고, 평소의 해상 운송 대신 항공 운송을 일시적으로 사용하여 스위치 유닛을 배송해야 했으며, 이로 인해 유닛당 약 $45의 비용이 발생했다. 이러한 변화와 함께, 닌텐도는 2017 회계연도 동안 최소 1천만 대의 스위치 콘솔과 3천5백만 개의 게임을 판매할 것으로 예상했다. 기미시마는 스위치 사용자 기반이 1천만 명에 달하면 "퍼블리셔와 다른 비즈니스 파트너들에게 닌텐도 스위치의 미래가 더욱 유망하다는 느낌"을 줄 것이며, 플랫폼을 위한 추가 게임 개발을 촉진할 것이라고 말했다. 기미시마는 생산량 증대의 주요 목표가 2017년 말 홀리데이 판매를 위해 충분한 스위치 재고를 확보하여 Wii의 첫 홀리데이 시즌 기간 동안 발생했던 Wii 부족 문제를 피하고, 단기적인 높은 수요의 균형을 맞추는 것이라고 말했다. 기미시마에 따르면, 닌텐도는 2017년에 스위치 판매량이 1천만 대에 도달한다면, 평생 1억 대 이상 판매된 Wii와 비슷한 수준의 스위치 판매량을 기대할 수 있다고 믿게 되었다.
스위치는 출시 첫 해 내내 강한 판매량을 보였다. 2017년 9월 30일 마감 분기 실적 보고서에서 닌텐도는 스위치의 전 세계 판매량이 763만 대를 기록했으며, 현재 회계연도 말까지 1400만 대 이상을 판매하여 Wii U의 평생 판매량인 1356만 대를 넘어설 것으로 예상한다고 보고했다. 이 시점까지 5개의 게임이 백만 장 이상 판매되었다. 젤다의 전설 브레스 오브 더 와일드 (470만 장), 마리오 카트 8 디럭스 (442만 장), 스플래툰 2 (361만 장), 1-2 스위치 (137만 장), 그리고 암즈 (135만 장). 이 재무 보고서 직후, 닌텐도는 2017년 10월 27일 출시된 스위치용 슈퍼 마리오 오디세이가 출시 3일 만에 2백만 장 이상 판매되었다고 보고했다. 이 재무 보고서에 이어 월스트리트 저널은 닌텐도가 2018 회계연도에도 스위치 생산을 계속 늘릴 것으로 예상했으며, 2017년 홀리데이 판매에 따라 해당 연도에 2,500만~3,000만 대 이상을 생산할 계획이라고 주장했다. 2017년 11월 블랙 프라이데이, 스몰 비즈니스 토요일, 사이버 먼데이 판매 기간 동안 어도비 디지털 인사이트 분석에 따르면 스위치는 상위 5대 판매 품목 중 하나였으며, 플레이스테이션 4나 엑스박스 원을 능가했다. NPD 그룹은 스위치의 미래 실적을 Wii U보다는 Wii의 평생 판매량에 더 가깝게 조정했다.
2017년 12월 12일, 회사는 전 세계적으로 1천만 대 이상의 시스템이 판매되었으며, 2017 회계연도 판매 목표를 9개월 만에 달성했다고 발표했다. 닌텐도는 회계연도 스위치 판매 예상치를 1천4백만 대로 상향 조정했다. 이 발표 직후, 기미시마는 닌텐도가 콘솔의 두 번째 해에 2천만 대 판매를 목표로 하고 있으며, 판매 모멘텀을 이어가기 위해 "새로운 플레이 방식을 가능하게 하는" 새로운 게임을 출시할 것이라고 말했다.
스위치는 출시 첫 해 판매량을 기준으로 많은 지역에서 역사상 가장 빠르게 팔린 게임 콘솔로 여겨졌다. 미디어 크리에이트의 2017년 일본 연말 판매 데이터에 따르면, 스위치는 첫 해 판매량 320만 대로 플레이스테이션 2의 첫 해 판매량 300만 대를 넘어 일본에서 가장 빠르게 팔린 가정용 콘솔이 되었다. 반면 패미통은 이 판매량이 일본 내 Wii U의 평생 판매량을 넘어섰다고 보고했으며, 이는 일본 콘솔 시장의 11년 만의 첫 성장에도 기여했다. 닌텐도 오브 아메리카는 2017년 말까지 미국에서 480만 대가 판매되었으며, 2017년 12월에만 150만 대가 판매되어 스위치가 첫 10개월 동안 미국에서 가장 빠르게 팔린 콘솔이 되었고, 같은 기간 Wii의 판매량 400만 대를 넘어섰다고 보고했다. 마찬가지로, 닌텐도 프랑스에 따르면 스위치는 2017년 말까지 91만 1천 대를 판매하여 프랑스에서 가장 빠르게 팔린 콘솔이었다. 스위치는 캐나다에서도 가장 빠르게 팔린 콘솔이었으며, TechVibes에 따르면 첫 10개월 동안 40만 대를 출하하여 같은 기간 Wii의 판매량 39만 2천 대를 근소하게 앞섰다. 분석 회사 GBH Insights에 따르면 닌텐도 스위치는 2017년 다섯 번째로 많이 팔린 기술 제품이었다. 2018년 1월 기준으로 스위치는 스페인에서 30만 대 이상 판매되어 해당 지역의 경쟁사 중 하나인 엑스박스 원의 총 평생 판매량을 넘어섰다. 스위치는 출시 후 21개월 동안 미국에서 870만 대가 판매되어 같은 지역에서 엑스박스 원과 플레이스테이션 4의 첫 21개월 판매량을 넘어섰다. 2019년 5월까지 스위치는 일본에서 PS4의 평생 판매량을 넘어섰다.

#### 총 출하 대수
| 날짜 | 일본     | 일본       | 아메리카 | 아메리카   | 유럽     | 유럽       | 기타     | 기타       | 합계     | 합계       | 어태치 레이트 |
| 날짜 | 하드웨어 | 소프트웨어 | 하드웨어 | 소프트웨어 | 하드웨어 | 소프트웨어 | 하드웨어 | 소프트웨어 | 하드웨어 | 소프트웨어 | 어태치 레이트 |
| --- | -------- | ---------- | -------- | ---------- | -------- | ---------- | -------- | ---------- | -------- | ---------- | ------------- |
| 2017-03-31 | 0.60     | 0.89       | 1.20     | 2.86       | N/A      | N/A        | 0.94     | 1.71       | 2.74     | 5.46       | 1.99          |
| 2017-06-30 | 1.12     | 2.45       | 1.95     | 6.49       | N/A      | N/A        | 1.63     | 4.66       | 4.70     | 13.60      | 2.89          |
| 2017-09-30 | 1.95     | 5.26       | 3.11     | 12.25      | N/A      | N/A        | 2.56     | 9.97       | 7.63     | 27.48      | 3.60          |
| 2017-12-31 | 3.72     | 9.82       | 5.94     | 23.65      | N/A      | N/A        | 5.20     | 19.10      | 14.86    | 52.57      | 3.53          |
| 2018-03-31 | 4.38     | 13.15      | 7.14     | 30.37      | N/A      | N/A        | 6.27     | 25.44      | 17.79    | 68.97      | 3.87          |
| 2018-06-30 | 4.89     | 16.10      | 7.81     | 38.74      | N/A      | N/A        | 6.97     | 32.09      | 19.67    | 86.93      | 4.41          |
| 2018-09-30 | 5.52     | 20.31      | 9.13     | 49.97      | N/A      | N/A        | 8.20     | 40.82      | 22.86    | 111.10     | 4.86          |
| 2018-12-31 | 7.74     | 30.33      | 12.94    | 73.85      | N/A      | N/A        | 11.60    | 59.42      | 32.27    | 163.61     | 5.07          |
| 2019-03-31 | 8.23     | 34.64      | 14.01    | 84.31      | N/A      | N/A        | 12.50    | 68.57      | 34.74    | 187.25     | 5.39          |
| 2019-06-30 | 8.76     | 39.05      | 14.83    | 94.47      | 9.60     | 62.46      | 3.69     | 14.15      | 36.87    | 210.13     | 5.69          |
| 2019-09-30 | 10.00    | 44.93      | 16.64    | 110.22     | 10.86    | 74.43      | 4.17     | 16.43      | 41.67    | 246.01     | 5.90          |
| 2019-12-31 | 12.42    | 57.34      | 20.87    | 138.63     | 13.88    | 94.01      | 5.32     | 20.68      | 52.48    | 310.65     | 5.92          |
| 2020-03-31 | 13.44    | 67.20      | 22.12    | 158.59     | 14.43    | 105.92     | 5.78     | 24.54      | 55.77    | 356.24     | 6.38          |
| 2020-06-30 | 14.59    | 77.21      | 24.41    | 180.07     | 16.04    | 120.22     | 6.70     | 29.16      | 61.44    | 406.67     | 6.62          |
| 2020-09-30 | 16.17    | 84.98      | 26.58    | 204.18     | 17.73    | 134.44     | 7.81     | 32.88      | 68.30    | 456.49     | 6.68          |
| 2020-12-31 | 18.88    | 98.89      | 31.17    | 238.12     | 20.70    | 158.29     | 9.11     | 37.04      | 79.87    | 532.34     | 6.67          |
| 2021-03-31 | 20.04    | 112.22     | 33.27    | 261.00     | 21.58    | 172.15     | 9.71     | 41.74      | 84.59    | 587.12     | 6.94          |
| 2021-06-30 | 21.20    | 120.35     | 34.86    | 283.35     | 22.66    | 183.51     | 10.33    | 45.20      | 89.04    | 632.40     | 7.10          |
| 2021-09-30 | 22.06    | 128.35     | 36.31    | 306.13     | 23.60    | 197.78     | 10.89    | 48.74      | 92.87    | 681.00     | 7.33          |
| 2021-12-31 | 24.36    | 143.20     | 40.12    | 345.64     | 26.98    | 223.01     | 12.09    | 54.56      | 103.54   | 766.41     | 7.40          |
| 2022-03-31 | 25.23    | 154.36     | 42.03    | 369.27     | 27.60    | 237.93     | 12.79    | 60.62      | 107.65   | 822.18     | 7.63          |
| 2022-06-30 | 25.95    | 162.43     | 43.30    | 386.42     | 28.70    | 249.45     | 13.13    | 65.29      | 111.08   | 863.59     | 7.77          |
| 2022-09-30 | 26.96    | 175.09     | 44.59    | 407.97     | 29.29    | 266.39     | 13.49    | 69.15      | 114.33   | 917.59     | 8.02          |
| 2022-12-31 | 29.05    | 192.62     | 47.66    | 437.37     | 31.71    | 289.47     | 14.15    | 74.84      | 122.55   | 994.30     | 8.11          |
| 2023-03-31 | 29.59    | 200.15     | 49.00    | 456.27     | 32.58    | 300.91     | 14.44    | 78.82      | 125.62   | 1,036.15   | 8.24          |
| 2023-06-30 | 30.79    | 209.18     | 50.18    | 478.97     | 33.53    | 314.23     | 15.02    | 85.97      | 129.53   | 1,088.35   | 8.40          |
| 2023-09-30 | 31.77    | 217.52     | 51.03    | 498.39     | 34.15    | 327.88     | 15.51    | 89.43      | 132.46   | 1,133.23   | 8.55          |
| 2023-12-31 | 33.34    | 232.73     | 53.85    | 524.77     | 36.15    | 348.61     | 16.03    | 93.99      | 139.36   | 1,200.10   | 8.61          |
| 2024-03-31 | 34.01    | 239.93     | 54.52    | 540.18     | 36.49    | 358.32     | 16.30    | 97.39      | 141.32   | 1,235.82   | 8.74          |
| 2024-06-30 | 34.80    | 246.76     | 55.17    | 552.99     | 36.89    | 366.93     | 16.56    | 99.79      | 143.42   | 1,266.46   | 8.83          |
| 2024-09-30 | 35.62    | 255.45     | 56.11    | 569.45     | 37.52    | 378.76     | 16.79    | 102.43     | 146.04   | 1,306.10   | 8.94          |
| 2024-12-31 | 36.82    | 268.81     | 57.83    | 591.06     | 39.00    | 395.90     | 17.22    | 106.03     | 150.86   | 1,359.80   | 9.01          |
| 2025-03-31 | 37.20    | 273.12     | 58.31    | 605.03     | 39.20    | 404.72     | 17.41    | 108.35     | 152.12   | 1,391.23   | 9.15          |
| 1. 2. 3. 4. 5. 6. 7. 8. 9. 10. 11. 12. 13. 14. 15. 16. 17. 18. 19. 20. 21. 22. 23. 24. 25. 26. 27. 28. 29. 30. 31. 32. 33. 34. 35. 36. 37. 38. 39. 40. 41. 42. 43. 44. 45. 46. 47. 48. 49. 50. 51. 52. 53. 54. 55. 56. 57. 58. 59. 60. 61. 62. 63. 64. 65. 66. 67. 68. 69. 70. 71. 72. 73. 74. 75. 76. 77. 78. 79. 80. 81. 82. 83. 84. 85. 86. 87. 88. 89. 90. 91. 92. 93. 94. 95. 96. 97. 98. 99. 100. 101. 102. 103. 104. 105. 106. 107. 108. 109. 110. 111. 112. 113. 114. 115. 116. 117. 118. |          |            |          |            |          |            |          |            |          |            |               |

2025년 3월 31일 기준 기준으로 닌텐도는 1억 5212만 대의 스위치 유닛을 출하했으며, 그 중 9644만 대 이상이 오리지널 스위치 유닛이고, 2559만 대가 닌텐도 스위치 라이트 유닛이며, 3019만 대가 닌텐도 스위치 (OLED) 유닛이다. 이는 현재 닌텐도의 역대 베스트셀러 가정용 비디오 게임 콘솔이다. 스위치는 닌텐도 DS를 제외한 모든 닌텐도 게임 콘솔의 평생 판매량을 넘어섰다. 이 시점까지 다른 모든 게임 콘솔의 판매량도 넘어섰으며, DS와 플레이스테이션 2에 이어 세 번째를 기록했다. 2020년 10월 기준 기준으로 스위치는 2018년 12월부터 22개월 연속으로 미국에서 가장 많이 팔린 콘솔이었으며, 21개월(2011년 8월~2013년 4월) 동안 기록을 유지했던 엑스박스 360의 기록을 깼다. 미국에서는 2018년 11월부터 2021년 8월까지 33개월 동안 NPD 그룹 데이터에 따르면 스위치가 월별 판매량 기준으로 가장 많이 팔린 콘솔이었으며, 플레이스테이션 5가 2021년 9월에 그 연속 기록을 깼다.
닌텐도의 사장 후루카와 슌타로는 2019년 12월 21일 마감된 닌텐도 4분기 회계 실적 보고서에서 닌텐도 스위치 라이트 판매량의 약 30%가 풀 사이즈 스위치 콘솔의 기존 소유자로부터 발생했으며, 이들에게 라이트가 보조 콘솔 역할을 한다고 말했다. 후루카와는 또한 첫 스위치 콘솔을 구매하는 사람들 중에서 풀 사이즈 스위치 콘솔에 비해 여성 소비자의 라이트 구매 비율이 더 높았으며, 닌텐도는 해당 시장을 위해 라이트 생산을 늘릴 것이라고 말했다.

#### 소프트웨어 판매
2025년 March월 기준 기준으로 스위치의 총 소프트웨어 판매량은 14억 장에 육박했다. 닌텐도 오브 아메리카의 더그 바우저에 따르면, 스위치는 출시 후 첫 4년 동안 8개 이상의 부착률(유닛당 구매 게임 수)을 기록했다. 2025년 3월 31일 기준으로 플랫폼의 베스트셀러는 다음과 같다.
- 마리오 카트 8 디럭스 – 6,820만 장
- 모여봐요 동물의 숲 – 4,782만 장
- 슈퍼 스매시브라더스 얼티밋 – 3,642만 장
- 젤다의 전설 브레스 오브 더 와일드 – 3,281만 장
- 슈퍼 마리오 오디세이 – 2,928만 장
- 포켓몬스터 소드·실드 – 2,679만 장
- 포켓몬스터 스칼렛·바이올렛 – 2,672만 장
- 젤다의 전설 티어스 오브 더 킹덤 – 2,173만 장
- 슈퍼 마리오 파티 – 2,116만 장
- 뉴 슈퍼 마리오브라더스 U 디럭스 – 1,825만 장

### 재정적 영향
수년 동안 부진했던 닌텐도의 사업 실적은 스위치 출시와 함께 급등했다. 2017년 5월 23일까지 스위치 출시의 성공으로 닌텐도의 주가는 7년 만에 최고 수준에 도달했으며, 전년 대비 100% 이상 상승했다. 그러나 이 가격은 2007년 Wii 출시 당시 닌텐도의 최고 주가에 비하면 여전히 절반 수준이었다. 캡콤이 인기 있는 몬스터 헌터 크로스를 스위치용으로 출시할 계획을 발표한 며칠 후 닌텐도 주가는 더욱 상승하여 8년 만에 최고치를 기록했다.
2017년 9월, 닌텐도는 중국 모바일 게임의 선두 퍼블리셔인 텐센트와 제휴하여 2017년 12월 서구 모바일 플랫폼 출시 이후 중국 본토 게임인 왕자영요의 국제 버전인 펜타스톰을 스위치로 가져올 것이라고 발표했다. 당시 이 게임은 대부분 중국에 2억 명의 플레이어가 있는 것으로 추정되었으며, 분석가들은 닌텐트가 이 계약의 일환으로 2019년까지 중국에 스위치를 출시할 것이라고 예상했다. 그 결과, 닌텐트의 주가는 이 소식에 하룻밤 사이에 7% 상승하여 9년 만에 최고치를 기록했다. 닌텐트의 주가는 2017년 10월 스위치 생산량을 월 200만 대로 늘리고 닌텐트가 예상보다 빨리 중국에서 이 기기를 판매하기 시작할 것이라는 추측이 나온 직후 10년 만에 최고치를 기록했다.
2017년 9월 30일로 끝나는 기간의 닌텐트 분기별 보고서는 스위치의 성공과 모바일 게임 전략 덕분에 수년 만에 처음으로 2억 9백만 미국 달러의 수익을 기록했다. 비슷한 이유로, 2017년 12월 31일로 끝나는 다음 분기는 닌텐트의 2009년 이후 가장 수익성이 높은 분기였으며, 전년 대비 수익이 177% 증가했다.
2018년 1분기 닌텐트의 분기 이익은 44% 증가했으며, 2018년 4월부터 6월까지는 동키콩 컨트리 트로피컬 프리즈와 같은 스위치용 신작 게임 출시로 순이익이 총 2억 7,490만 미국 달러에 달했다. 스위치와 그 게임의 판매는 2018년 7월부터 9월까지 닌텐트의 영업 이익을 30% 증가시켰고, 닌텐트가 8년 만에 최고 분기 실적을 달성하는 데 기여했다. 스위치 게임의 인기에 힘입어 2018년 3분기 닌텐트의 분기 이익은 25% 증가했으며, 10월부터 12월까지의 이익은 총 9억 5,600만 미국 달러에 달했고, 분기 판매량은 26% 증가한 56억 미국 달러를 기록했다.
2018년 4월부터 2019년 3월까지의 회계연도 동안 닌텐트의 연간 이익은 39% 증가했으며, 스위치 소프트웨어 판매의 "건전한" 성장 덕분에 연간 매출은 14% 증가한 107억 미국 달러를 기록했다.

## 법적 문제
2017년 8월, 로스앤젤레스에 본사를 둔 태블릿 주변기기 제조업체 Gamevice, Inc.는 닌텐트를 상대로 미국 캘리포니아 중부 지방법원에 소송을 제기했다. 이 소송은 스위치의 디자인이 분리 가능한 컨트롤러가 있는 태블릿을 특징으로 하는 안드로이드 (운영체제)-기반 게임 기기인 위키패드 디자인 특허를 침해했다고 주장했다. 이 소송은 기존 스위치 판매에 대한 손해배상과 콘솔의 추가 판매 금지를 요구했다. 이 소송은 Gamevice에 의해 2017년 10월 자발적으로 기각되었다.
2018년 3월, Gamevice는 닌텐트를 상대로 다른 특허와 관련된 두 번째 특허 침해 소송을 제기했다. Gamevice는 또한 1930년 관세법 337조에 따른 특허 침해와 관련하여 미국 국제무역위원회를 통해 조치를 취했으며, 스위치의 미국 수입을 차단하려고 했다. 이 소송은 2019년 10월 10일에 종료되었으며, 그러한 위반은 발견되지 않았다. 2020년 3월까지 미국특허청은 Gamevice의 특허를 검토하여 모든 주장을 특허 불가능하다고 판정했으며, 이는 닌텐트에게 유리한 판결이었다. Gamevice는 특허청의 결정에 이의를 제기할 것이라고 밝혔다.
특허청의 특허 결정에 항소하면서 Gamevice는 2020년 3월 닌텐트를 상대로 세 번째 침해 소송을 제기했다. 이 소송은 8월에 새로 공개된 게임 컨트롤러 특허를 기반으로 한 것으로, 스마트폰을 감싸는 형태였다. Gamevice는 소송 진행 중 일본에서 스위치 수입을 막으려 했다. 이 소송은 닌텐트에게 유리한 결과로 끝났다.
2019년 7월, 콘솔의 Joy-Con 컨트롤러에 흔히 "드리프트"라고 불리는 조이스틱 결함에 대한 집단소송이 미국 워싱턴 서부 지방법원에 제기되었다. 이 소송은 닌텐트가 조이스틱이 건드려지지 않아도 움직임을 등록하는 결함을 알고 있지만 "결함을 공개하지 않고 조이스틱 수리를 무료로 거부한다"고 주장했다. 소송 제기 3일 후, 닌텐트의 내부 회사 메모가 바이스에 의해 유출되었다. 이 메모는 북미 닌텐트 고객 서비스 직원들에게 보증 상태와 관계없이 드리프트되는 Joy-Con 컨트롤러를 무료로 수리하기 시작하도록 지시했다. 그러나 소송은 계속되었고, 소셜 미디어에서 20시간 플레이 후 Joy-Con 드리프트 문제를 보고한 닌텐도 스위치 라이트 출시 이후, 라이트와 관련된 추가 불만이 소송에 추가되었다. 법원은 닌텐트의 사건 기각 요청을 거부했지만, 2020년 3월 판결에서 스위치의 EULA에 명시된 대로 사건을 중재로 보내는 첫 단계에 동의했다.
닌텐트는 2019년 12월 Team Xecuter가 만든 해킹 도구 배포자를 상대로 스위치 사용자가 콘솔에서 저작권 침해 스위치 게임 사본을 획득하고 실행할 수 있도록 하는 금지 명령을 성공적으로 얻어냈다. 그 후 닌텐트는 2020년에 Team Xecuter 제품의 여러 리셀러를 상대로 소송을 제기했으며, 한 경우 리셀러와 $2 million에 합의했다. 2020년 10월 미국 법무부가 Team Xecuter 구성원들을 체포하고 11개 중범죄로 기소한 후, 닌텐트는 체포된 구성원 중 한 명인 게리 바우저를 상대로 또 다른 소송을 제기했다. 그는 밀매 2건과 저작권 침해 1건으로 기소되었다.

## 후속기

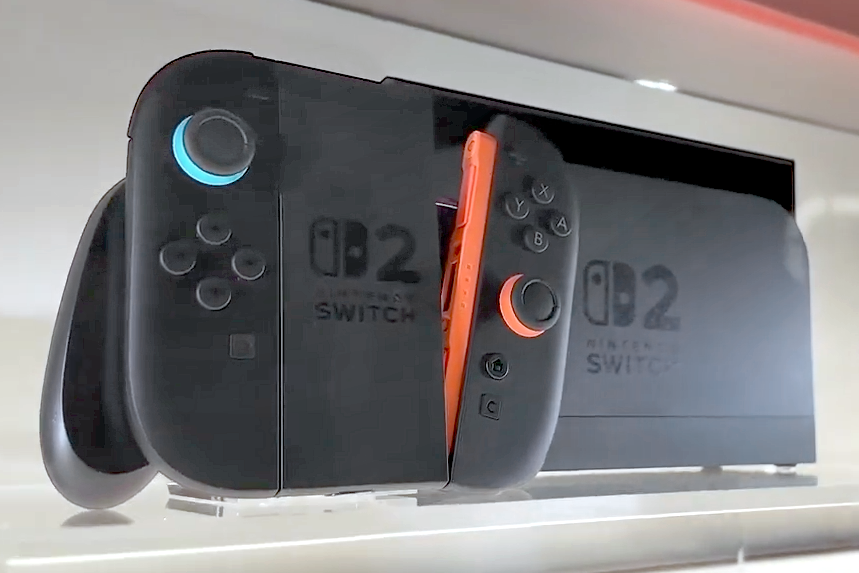
전시된 닌텐도 스위치 2 콘솔

후속 콘솔인 닌텐도 스위치 2는 2025년 1월 16일 공식적으로 공개되었으며, 2025년 6월 5일 출시되었다. 4월 2일 닌텐도 다이렉트에서는 그 해 6월 5일 출시를 포함한 추가 세부 정보가 공개되었다. 스위치와 마찬가지로, 4월 하반기에는 전 세계적으로 여러 체험 행사가 제공되었다.
새로운 콘솔에 대한 업계 소문은 2023년 7월에 닌텐트의 여러 개발 파트너들이 이 새로운 시스템을 위한 개발 키트를 받았다고 보고하면서 시작되었다. 닌텐도는 닌텐도 어카운트 사용 유지와 같은 후속 콘솔에 대해 암시했지만, 새로운 콘솔에 대한 어떠한 세부 사항도 확정하는 것을 피했다.
유로게이머를 비롯한 여러 소식통들은 내부 관계자로부터 닌텐트가 게임스컴 2023에서 비공개로 개발자들에게 새로운 콘솔의 기능을 시연했다고 전했다. 2023년 중반, FTC v. Microsoft 소송의 문서 공개를 통해 액티비전이 2022년 말에 "Switch NG"(NG는 차세대)에 대한 브리핑을 받았으며, 그 성능은 플레이스테이션 4 및 엑스박스 원과 유사하다고 명시된 것으로 밝혀졌다.
스위치 2의 확인된 변경 사항으로는 더 큰 화면, 재설계된 킥스탠드, 그리고 원래 Joy-Con처럼 슬라이딩 레일이 아닌 플러그형 슬롯을 통해 연결되는 Joy-Con이 포함된다. 새로운 콘솔의 시스템 온 칩으로 알려진 엔비디아 테그라 T239(코드명 "Drake")는 Lapsus$에 의한 2022년 엔비디아 랜섬웨어 공격에서 유출되었으며, 옥타코어 ARM Cortex-A78C CPU, 12 SM 암페어 GPU, 그리고 128비트 LPDDR5 RAM 인터페이스를 특징으로 한다. 이후 공개된 세관 적하 목록 분석에 따르면 12GB의 LPDDR5X-7500 RAM과 128GB의 UFS(Universal Flash Storage) 3.1 내부 스토리지를 탑재한 것으로 나타났다. 샤프 주식회사는 2023년 중반부터 새로운 콘솔용 LCD 화면을 닌텐트에 공급해 왔으며, 기술 분석 회사 Omdia는 이들이 8인치 화면일 가능성이 높다고 밝혔다. 다른 보고서에 따르면 새로운 콘솔은 DLSS 및 광선 추적 통합을 지원하며, 개발자들은 젤다의 전설 브레스 오브 더 와일드를 4K 해상도 및 초당 60프레임으로 실행하는 기술 데모와 에픽게임즈의 언리얼 엔진 5용 The Matrix Awakens 기술 데모를 대상으로 하는 하드웨어에서 시연했다고 한다. 초기 소문은 새로운 시스템이 2024년 말에 출시될 것이며, 닌텐트가 출시 시점에 대량의 제품을 확보하기 위해 파트너들과 협력하고 있다고 주장했다. 알텍 랜싱은 2024년 1월에 스위치 후속기가 2024년 9월에 출시될 것이라고 주장하는 보도 자료를 발표했으며, 나중에 그들의 소셜 미디어에서는 그것이 단지 추측이었다고 주장했다. 일본 기반 Kantan Games의 분석가는 2024년 1월에 스위치의 "프로" 모델은 혁신이라기보다는 스위치 콘솔의 반복으로 보아야 하며, 가격은 400 미국 달러, 새로운 게임은 70 미국 달러가 될 가능성이 높다고 밝혔다. 그러나 2024년 2월까지 소식통들은 닌텐트가 파트너들에게 출시가 2025년 초로 미뤄졌다고 밝혔다고 전했다. 닛케이와 인터뷰한 소식통들은 닌텐트가 충분한 공급을 확보하고 사재기를 막기 위함이라고 밝혔다. 여러 공급업체들이 2025년 1월 Consumer Electronics Show에서 출시 예정인 콘솔용 액세서리를 선보였으며, 2025년 4월 출시가 계획되어 있다는 보도도 있었다.
스위치 2는 대부분의 물리적 및 디지털 스위치 게임과 하위 호환되며, 닌텐도 스위치 온라인 서비스를 계속 사용할 것이다. 이전 보고서에 따르면 젤다의 전설 브레스 오브 더 와일드와 같은 일부 스위치 게임은 후속 하드웨어의 이점을 활용하는 "강화" 버전으로 출시될 것이라고 한다. 또한 자석식 Joy-Con(오른쪽 컨트롤러에 새로운 버튼이 있음)을 사용하며, 독 디자인도 달라졌다. 공개 트레일러에서 새로운 마리오 카트 게임이 공개되었는데, 슈퍼 마리오브라더스 원더와 슈퍼 마리오 브라더스 (영화)를 연상시키는 다른 아트 스타일을 특징으로 했다.
후루카와 슌타로 사장은 2025년 2월 회사 분기 실적 발표에서 닌텐도가 스위치 2 출시 이후에도 수요가 있는 한 원래 스위치 콘솔을 계속 지원할 계획이라고 말했다.

## 같이 보기
- 조이콘

### 내용주
1. ↑  일본, 북아메리카, 유럽, 오스트레일리아, 홍콩
2. ↑  2019년 8월 이후 제조된 콘솔은 16nm 공정으로 제작된 엔비디아 테그라 X1+ 칩을 탑재하여 배터리 수명과 성능을 향상시켰다. 이 콘솔은 8월 이전에 제조된 콘솔과 약간 다른 박스로 출하되었지만, 닌텐도는 이 두 모델을 따로 구분하지 않았다.
3. ↑  스위치에는 완전히 작동하는 웹 브라우저가 포함되어 있지만, 네트워크 로그인 페이지, e숍, 내장 사용자 설명서 표시, 앨범에서 비디오 및 스크린샷 공유에만 사용된다. 다른 방법으로는 접근할 수 없으며 브라우저 기록 및 즐겨찾기 등 많은 기능이 부족하다.
4. ↑  일본 전용 런칭 타이틀 제외
5. ↑  스위치는 하이브리드 게임 콘솔이지만, 닌텐도는 이를 "휴대용으로도 사용할 수 있는 가정용 비디오 게임 시스템"이라고 부른다.[457]

### 참조주
1. ↑  主要タイトル販売実績. 닌텐도 주식회사. 2022년 3월 26일 확인
2. ↑  “Nintendo defies recession with record profits”. 《The Sydney Morning Herald》 (영어). 2009년 5월 7일. 2018년 9월 9일에 원본 문서에서 보존된 문서. 2018년 9월 9일에 확인함.
3. ↑  Harris, Craig (2004년 9월 20일). “Official Nintendo DS Launch Details”. 《IGN》 (미국 영어). 2018년 9월 9일에 원본 문서에서 보존된 문서. 2018년 9월 9일에 확인함.
4. ↑  2009 Annual Financial Report: Financial Section (PDF) (보고서). Nintendo. 2009. 17쪽. 2016년 3월 7일에 원본 문서 (PDF)에서 보존된 문서. 2015년 9월 3일에 확인함.
5. ↑  Nicks, Denver (2014년 1월 17일). “Nintendo Chief: 'We Failed'”. 《Time》 (영어). ISSN 0040-781X. 2019년 12월 14일에 원본 문서에서 보존된 문서. 2019년 3월 1일에 확인함.
6. ↑  Luckerson, Victor (2015년 5월 7일). “Why Nintendo is Suddenly Profitable Again”. 《Time》 (영어). 2016년 3월 4일에 원본 문서에서 보존된 문서. 2019년 3월 1일에 확인함.
7. ↑  Wingfield, Nick (2012년 11월 24일). “Nintendo's Wii U Takes Aim at a Changed Video Game World”. 《The New York Times》 (영어). 2022년 4월 7일에 원본 문서에서 보존된 문서. 2018년 11월 21일에 확인함.
8. ↑  Wingfield, Nick (2014년 1월 18일). “Resisting Mobile Hurts Nintendo's Bottom Line”. 《뉴욕 타임스》. 2017년 7월 28일에 원본 문서에서 보존된 문서. 2016년 12월 9일에 확인함.
9. ↑  Thomas, Lucas M. (2011년 9월 13일). “Nintendo + Smartphones? Iwata Says "Absolutely Not"”. 《IGN》. 지프 데이비스. 2017년 7월 30일에 원본 문서에서 보존된 문서. 2015년 9월 3일에 확인함.
10. 1 2 3 4 5 6  Nakamura, Yuji; Amano, Takashi (2016년 10월 28일). “Nintendo's Big Switch: Q&A With President Tatsumi Kimishima”. 《블룸버그》. 2016년 12월 20일에 원본 문서에서 보존된 문서. 2016년 12월 9일에 확인함.
11. ↑  Peckham, Matt (2015년 3월 18일). “Exclusive: Nintendo CEO Reveals Plans for Smartphones”. 《타임》. 2015년 4월 23일에 원본 문서에서 보존된 문서. 2015년 7월 13일에 확인함.
12. ↑  Makuch, Eddie (2015년 3월 18일). “Players More Important Than Money, Nintendo Pres. Says About Smartphone Deal”. 《게임스팟》. CBS 인터랙티브. 2017년 7월 29일에 원본 문서에서 보존된 문서. 2015년 7월 21일에 확인함.
13. 1 2 3 4 5  Hester, Blake (2017년 12월 26일). “How the Polarization Of Video Games Spurred the Creation of the Switch”. 《Glixel》. 2017년 12월 26일에 원본 문서에서 보존된 문서. 2017년 12월 26일에 확인함.
14. ↑  Arif, Shabana (2016년 5월 16일). “Nintendo NX "is neither the successor to the Wii U nor to the 3DS"”. 《VG247》. 2016년 5월 17일에 원본 문서에서 보존된 문서. 2016년 5월 17일에 확인함.
15. ↑  Westaway, Luke. “Nintendo will make games for phones, new 'NX' system”. 《CNET》. 2015년 3월 18일에 원본 문서에서 보존된 문서. 2015년 3월 17일에 확인함.
16. 1 2 3  Wingfield, Nick (2016년 10월 20일). “Nintendo Switch Reaches for a New Market With Home-and-Mobile Console”. 《뉴욕 타임스》 (Seattle). 2016년 10월 23일에 원본 문서에서 보존된 문서. 2016년 10월 23일에 확인함.
17. ↑  Ohannessian, Kevin (2017년 1월 20일). “With Nintendo's Switch Game Console, New Ideas Create New Experiences”. 《패스트 컴퍼니》. 2017년 1월 20일에 원본 문서에서 보존된 문서. 2017년 1월 20일에 확인함.
18. 1 2  Peckham, Matt (2017년 2월 13일). “10 Things Nintendo's Shigeru Miyamoto Told Us About Switch and More”. 《타임》. 2017년 2월 13일에 원본 문서에서 보존된 문서. 2017년 2월 13일에 확인함.
19. ↑  “Reggie: Switch was a "make or break product" for Nintendo that "luckily was a hit"”. 《VG247》. 2021년 1월 30일. 2022년 7월 1일에 원본 문서에서 보존된 문서. 2021년 1월 30일에 확인함.
20. 1 2 3 4 5  Peckham, Matt (2017년 2월 6일). “The 8 Most Interesting Things Nintendo Told Us About Switch”. 《타임》. 2017년 2월 6일에 원본 문서에서 보존된 문서. 2017년 2월 6일에 확인함.
21. 1 2 3 4 5  Peckham, Matt (2017년 2월 7일). “19 Things Nintendo's President Told Us About Switch and More”. 《타임 (잡지)》. 2017년 2월 7일에 원본 문서에서 보존된 문서. 2017년 2월 7일에 확인함.
22. 1 2  Casey (2016년 12월 7일). “Nintendo Explains How The Switch Got Its Name And What Their Goal Was With Its Reveal Trailer”. 《실리콘에라》. 2016년 12월 8일에 원본 문서에서 보존된 문서. 2016년 12월 7일에 확인함.
23. ↑  McAloon, Alissa (2018년 2월 9일). “The Nintendo Switch, Joy-Cons, and even Labo are the result of Wii-era feedback”. 《게임 디벨로퍼 (웹사이트)》. 2021년 8월 27일에 원본 문서에서 보존된 문서. 2018년 2월 9일에 확인함.
24. ↑  Mackovech, Sam (2018년 10월 3일). “Nintendo president: "I compete for time," not against Xbox, PlayStation”. 《아르스 테크니카》. 2020년 11월 9일에 원본 문서에서 보존된 문서. 2018년 10월 8일에 확인함.
25. ↑  Reeves, Ben (2017년 2월 26일). “The Switch's Architect On Why Nintendo's Consoles Are Different”. 《게임 인포머》. 2017년 3월 1일에 원본 문서에서 보존된 문서. 2017년 3월 1일에 확인함.
26. 1 2  Davidson, John (2017년 1월 12일). “Nintendo's Shigeru Miyamoto Didn't Lead Switch Development”. 《Glixel》. 2017년 1월 13일에 원본 문서에서 보존된 문서. 2017년 1월 12일에 확인함.
27. 1 2 3  Parkin, Simon (2017년 12월 29일). “Nintendo's Switch Brings Some Magic Back”. 《뉴욕 타임스》. 2018년 1월 1일에 확인함.
28. ↑  Makuch, Eddie (2018년 2월 11일). “Switch Lifecycle Could Extend Beyond The Typical 5-6 Year Window, Nintendo Says”. 《게임스팟》. 2018년 2월 12일에 원본 문서에서 보존된 문서. 2018년 2월 13일에 확인함.
29. ↑  Yin-Poole, Wesley (2015년 3월 17일), “Nintendo NX is "new hardware with a brand new concept"”, 《유로게이머》, 2016년 10월 20일에 원본 문서에서 보존된 문서
30. ↑  Martens, Todd (2016년 4월 27일). “Nintendo dates its successor to the Wii U, the NX”. 《로스앤젤레스 타임스》. 2016년 4월 28일에 원본 문서에서 보존된 문서. 2016년 4월 27일에 확인함.
31. ↑  Reilly, Luke (2016년 4월 27일). “Nintendo NX Will Launch In March 2017”. 《IGN》. 지프 데이비스. 2016년 4월 28일에 원본 문서에서 보존된 문서. 2016년 4월 27일에 확인함.
32. 1 2  Humphreys, Matthew (2016년 4월 27일). “Nintendo NX launches March 2017, won't simply replace Wii U and 3DS”. 《Geek.com》. 2016년 5월 1일에 원본 문서에서 보존된 문서. 2016년 5월 3일에 확인함.
33. ↑  Frank, Allegra (2016년 6월 29일). “Report: Nintendo's fear of imitators kept NX out of E3”. 《폴리곤》. 2016년 6월 29일에 원본 문서에서 보존된 문서. 2016년 6월 30일에 확인함.
34. ↑  Philips, Tom (2016년 7월 26일). “Nintendo NX is a portable console with detachable controllers”. 《유로게이머》. 2016년 7월 26일에 원본 문서에서 보존된 문서. 2016년 7월 26일에 확인함.
35. ↑  Leadbetter, Richard (2016년 7월 26일). “Nintendo NX is powered by Nvidia Tegra technology”. 《유로게이머》. 2016년 7월 27일에 원본 문서에서 보존된 문서. 2016년 7월 26일에 확인함.
36. ↑  Te, Zorine (2016년 8월 16일). “Nintendo's NX Controller Could Have Detachable D-Pad, According To Updated Patents”. 《게임스팟》. 2016년 10월 22일에 원본 문서에서 보존된 문서. 2016년 10월 20일에 확인함.
37. 1 2 3 4 5 6  “'Switch' is Nintendo's next game console”. 《엔가젯》. AOL Inc. 2016년 10월 20일. 2016년 10월 20일에 원본 문서에서 보존된 문서. 2016년 10월 20일에 확인함.
38. 1 2 3 4  Soble, Jonathan (2016년 10월 21일). “Nintendo Switch Console Is Met With Skepticism From Investors”. 《뉴욕 타임스》 (Tokyo). ISSN 0362-4331. 2016년 10월 24일에 원본 문서에서 보존된 문서. 2016년 10월 22일에 확인함.
39. 1 2  Mochizuki, Takashi (2016년 10월 21일). “Nintendo's New Switch Console Fails to Turn On Investors”. 《월스트리트 저널》. ISSN 0099-9660. 2016년 10월 21일에 원본 문서에서 보존된 문서. 2016년 10월 22일에 확인함.
40. ↑  Markovech, Sam (2016년 12월 8일). “Miyamoto lands on late-night TV with Nintendo Switch reveal—and guitar riffs”. 《아르스 테크니카》. 2016년 12월 8일에 원본 문서에서 보존된 문서. 2016년 12월 8일에 확인함.
41. ↑  Makuch, Eddie (2016년 10월 26일). “More Nintendo Switch News Coming in January 2017”. 《게임스팟》. 2022년 9월 7일에 원본 문서에서 보존된 문서. 2016년 10월 26일에 확인함.
42. ↑  “Nintendo reveals plans for Nintendo Switch presentation”. 닌텐도. 2016년 10월 26일. 2016년 10월 27일에 원본 문서에서 보존된 문서. 2016년 10월 27일에 확인함.
43. ↑  Nunneley, Stephany (2017년 1월 5일). “Switch reveal will feature English voiceover, "in-depth" look at games coming via Treehouse Live”. 《VG247》. 2017년 1월 6일에 원본 문서에서 보존된 문서. 2017년 1월 5일에 확인함.
44. ↑  “Nintendo Switch Has an Early Release Date in the UAE”. 《Gadgets 360》 (영어). 2017년 3월 1일. 2024년 6월 10일에 원본 문서에서 보존된 문서. 2024년 9월 19일에 확인함.
45. 1 2  Choudhury, Saheli Roy (2017년 1월 13일). “Nintendo Switch to launch globally on March 3, to cost $300 in the US”. 《CNBC》. 2017년 1월 14일에 원본 문서에서 보존된 문서. 2017년 1월 13일에 확인함.
46. 1 2 3 4 5 6  Reynolds, Matthew (2017년 1월 13일). “Nintendo Switch — games list confirmed so far, launch titles and everything we know about the hardware”. 《유로게이머》. 2017년 1월 14일에 원본 문서에서 보존된 문서. 2017년 1월 13일에 확인함.
47. ↑  “Nintendo Switch launches on 3rd March 2017!”. 닌텐도 Australia. 2017년 1월 14일. 2017년 1월 16일에 원본 문서에서 보존된 문서. 2017년 1월 14일에 확인함.
48. 1 2 3  Williams, Mike (2017년 1월 13일). “Nintendo Switch Accessory Prices Are Steep, $80 For Additional JoyCons”. 《US 게이머》. 2017년 1월 16일에 원본 문서에서 보존된 문서. 2017년 1월 13일에 확인함.
49. ↑  “Nintendo Switch Review | Switch Player”. 《switchplayer.net》 (미국 영어). 2017년 3월 16일. 2018년 9월 18일에 원본 문서에서 보존된 문서. 2018년 9월 18일에 확인함.
50. ↑  “Everything You Need to Know About the Nintendo Switch”. 《타임》 (영어). 2018년 11월 16일에 원본 문서에서 보존된 문서. 2018년 11월 24일에 확인함.
51. 1 2  Pereaia, Chris (2017년 1월 13일). “Why Switch Doesn't Include Any Bundled Games”. 《게임스팟》. 2017년 1월 14일에 원본 문서에서 보존된 문서. 2017년 1월 13일에 확인함.
52. ↑  Finocchiaro Preci, Augusto (2017년 7월 24일). “Nintendo Switch en Argentina: ¡Precio y fecha de lanzamiento oficial confirmados!”. 《Cultura Geek》 (스페인어). 2019년 1월 21일에 원본 문서에서 보존된 문서. 2019년 2월 15일에 확인함.
53. ↑  “Switch and Play 게임 생활을 보다 액티브하게! 한국닌텐도, 「Nintendo Switch™」 12월 1일 국내 정식 발매 결정”. 《Nintendo of Korea official press release》. 2017년 9월 20일. 2017년 9월 20일에 원본 문서에서 보존된 문서. 2017년 9월 21일에 확인함.
54. ↑  “Switch and Play 讓遊戲生活更有趣味 「Nintendo Switch」 2017年12月1日、NTD9,780(含稅) 在台灣發售”. 《Nintendo (Hong Kong) Ltd. official press release》 (중국어). 2017년 9월 20일. 2017년 9월 20일에 원본 문서에서 보존된 문서. 2017년 9월 21일에 확인함.
55. ↑  Çakır, Kadir (2018년 4월 24일). “Nintendo'nun Yeni Türkiye Distribütörü CD Media Olacak”. 《Nintendocu.com》 (튀르키예어). 2018년 9월 29일에 원본 문서에서 보존된 문서. 2018년 7월 27일에 확인함.
56. ↑  “Nintendo of Europe addressing Turkish distribution situation in June 2012”. 《닌텐도 of Europe》. June 2012. 2021년 7월 9일에 원본 문서에서 보존된 문서. 2018년 7월 27일에 확인함.
57. ↑  K., Enes (2018년 7월 24일). “Resmi Açıklama Geldi: Nintendo Switch Türkiye'de Satışa Çıkıyor”. 《Webtekno》 (튀르키예어). 2018년 10월 17일에 원본 문서에서 보존된 문서. 2018년 7월 27일에 확인함.
58. ↑  K., Enes (2018년 7월 27일). “Türkiye'de Satışa Sunulan Nintendo Switch ve Oyunlarının Fiyatı Belli Oldu”. 《Webtekno》 (튀르키예어). 2018년 10월 17일에 원본 문서에서 보존된 문서. 2018년 7월 27일에 확인함.
59. ↑  MaxsoftOnline (2018년 11월 30일). “Nintendo Switch – Official Philippines Version will be released today!” (트윗). 2019년 11월 6일에 확인함.
60. ↑  “Nintendo Switch วางจำหน่าย：29 มีนาคม 2019 (ศุกร์)”. 《Official Nintendo website for Thailand》 (태국어). 2022년 2월 6일에 원본 문서에서 보존된 문서. 2022년 2월 6일에 확인함.
61. ↑  “Nintendo Switch Released:17 January 2020, Friday”. 《Official Nintendo website for Malaysia》. 2022년 4월 7일에 원본 문서에서 보존된 문서. 2022년 3월 10일에 확인함.
62. ↑  “לראשונה בישראל – תור גיימינג משיקה את נינטנדו בארץ ביבוא רשמי”. 《IGN Israel》 (히브리어). 2019년 3월 12일. 2019년 5월 15일에 원본 문서에서 보존된 문서. 2019년 5월 15일에 확인함.
63. ↑  “The Nintendo Switch is officially launched today in Oman!!”. 《Active Gulf's official 페이스북》. 2019년 9월 27일. 2020년 1월 31일에 원본 문서에서 보존된 문서. 2019년 11월 6일에 확인함.
64. ↑  Alwani, Rishi (2017년 3월 28일). “Nintendo Switch Has an Early Release Date in the UAE”. 《Technology News》. 2024년 6월 10일에 원본 문서에서 보존된 문서. 2024년 7월 2일에 확인함.
65. 1 2  “Gamers in China can't play online games on Nintendo Switch anymore”. 《Abacus》. 2018년 10월 6일에 원본 문서에서 보존된 문서. 2018년 10월 6일에 확인함.
66. ↑  “任天堂社长：多次尝试进中国未果 手游或寻代理-腾讯网”. 《new.qq.com》. 2019년 1월 21일에 원본 문서에서 보존된 문서. 2018년 10월 6일에 확인함.
67. 1 2  Li, Pei; Nussey, Sam (2019년 4월 18일). “Tencent wins key approval to sell Nintendo's Switch in China”. 로이터. 2022년 12월 5일에 원본 문서에서 보존된 문서. 2019년 4월 18일에 확인함.
68. ↑  Kerr, Chris (2019년 12월 4일). “Nintendo and Tencent have set a launch date for the Switch in China”. 《게임 디벨로퍼 (웹사이트)》. 2021년 8월 27일에 원본 문서에서 보존된 문서. 2019년 12월 4일에 확인함.
69. ↑  Dent, Steve (2019년 8월 2일). “Tencent is at the center of Nintendo's Switch launch in China”. 《엔가젯》. 2019년 8월 2일에 원본 문서에서 보존된 문서. 2019년 8월 2일에 확인함.
70. ↑  Loureiro, Rodrigo (2017년 3월 3일). “Nintendo Switch já está sendo vendido no Brasil e o preço assusta” (포르투갈어). Olhar Digital. 2017년 12월 1일에 원본 문서에서 보존된 문서. 2017년 11월 29일에 확인함.
71. ↑  Hamann, Renan (2017년 5월 25일). “Games do Switch vêm ao Brasil pela NC Games e podem custar até R$ 399” (포르투갈어). Tecmundo. 2017년 12월 1일에 원본 문서에서 보존된 문서. 2017년 11월 29일에 확인함.
72. ↑  Falcão, Pedro (2017년 5월 25일). “Jogos de Nintendo Switch e 3DS serão distribuídos no Brasil”. 《바이스》 (포르투갈어). 2017년 9월 21일에 원본 문서에서 보존된 문서. 2017년 9월 21일에 확인함.
73. ↑  Holt, Kris (2020년 8월 19일). “Nintendo is bringing the Switch to Brazil at last”. 《엔가젯》. 2020년 8월 21일에 원본 문서에서 보존된 문서. 2020년 9월 6일에 확인함.
74. ↑  Bonifacic, Igor (2020년 9월 7일). “The Nintendo Switch goes on sale in Brazil on September 18th”. 《엔가젯》. 2020년 9월 8일에 원본 문서에서 보존된 문서. 2020년 9월 8일에 확인함.
75. ↑  Sinclair, Brendan (2017년 5월 18일). “Splatoon 2 gets Switch hardware bundle”. 《GamesIndustry.biz》. 2017년 5월 21일에 원본 문서에서 보존된 문서. 2017년 5월 18일에 확인함.
76. ↑  “Nintendo's Black Friday 2018 deals on Nintendo Switch and 2DS”. 《폴리곤》. 2018년 11월 13일에 원본 문서에서 보존된 문서. 2018년 11월 13일에 확인함.
77. ↑  Nintendo of America [NintendoAmerica] (2020년 1월 30일). “A #NintendoSwitch system inspired by #AnimalCrossing: New Horizons is on the way!” (트윗). 2020년 4월 28일에 확인함.
78. ↑  Byford, Sam (2020년 9월 10일). “Fortnite special edition Nintendo Switch announced for Europe”. 《더 버지》 (영어). 2022년 10월 21일에 원본 문서에서 보존된 문서. 2022년 2월 28일에 확인함.
79. ↑  “Nintendo starts selling cheaper Switch bundle without dock in Japan”. 《더 버지》. 2018년 5월 23일에 원본 문서에서 보존된 문서. 2018년 5월 23일에 확인함.
80. ↑  “Nintendo's Plan for Getting Multiple Switch in Every Household Starts With a New Bundle [Update: No Plans for a US Release]”. 《USgamer》 (영어). 2018년 5월 23일. 2018년 9월 21일에 원본 문서에서 보존된 문서. 2018년 11월 10일에 확인함.
81. ↑  Mochizuki, Takashi (2021년 3월 15일). “Nintendo Targets a Record Year in Switch, Game Sales”. 《블룸버그》. 2022년 4월 21일에 원본 문서에서 보존된 문서. 2021년 3월 15일에 확인함.
82. ↑  Robinson, Andy (2024년 7월 11일). “It's official: No Nintendo console has lasted as long as Switch without being replaced”. 《비디오 게임 크로니클》. 2024년 8월 28일에 원본 문서에서 보존된 문서. 2024년 7월 19일에 확인함.
83. ↑  Rivera, Joshua (2019년 7월 10일). “The Nintendo Switch Lite Is Getting A Lovely Pokémon Sword and Shield Edition”. 《Kotaku》. 2023년 8월 10일에 원본 문서에서 보존된 문서. 2019년 7월 10일에 확인함.
84. ↑  Carpenter, Nicole (2020년 2월 18일). “A coral pink Nintendo Switch Lite is coming”. 《폴리곤》. 2020년 4월 4일에 원본 문서에서 보존된 문서. 2020년 3월 14일에 확인함.
85. ↑  Carpenter, Nicole (2021년 4월 13일). “New Nintendo Switch Lite color coming in May”. 《폴리곤》 (영어). 2023년 8월 10일에 원본 문서에서 보존된 문서. 2021년 4월 13일에 확인함.
86. ↑  Diaz, Ana (2021년 8월 18일). “Pokémon Brilliant Diamond and Shining Pearl are getting a Nintendo Switch Lite”. 《폴리곤》 (미국 영어). 2023년 7월 27일에 원본 문서에서 보존된 문서. 2021년 12월 1일에 확인함.
87. ↑  Liszewski, Andrew (2024년 6월 18일). “A special edition 'Hyrule Edition' Switch Lite will be released alongside Zelda's first game.”. 《더 버지》 (영어). 2024년 10월 17일에 확인함.
88. ↑  Stuart, Keith (2017년 1월 12일). “Is Nintendo's Switch hybrid console the future of gaming?”. 《가디언》. 2019년 9월 29일에 원본 문서에서 보존된 문서. 2018년 11월 21일에 확인함.
89. 1 2 3  Kohler, Chris (2017년 1월 13일). “Nintendo's Boss Promises the Switch Won't Have the NES Classic's Supply Issues”. 《와이어드》. 2017년 1월 16일에 원본 문서에서 보존된 문서. 2017년 1월 16일에 확인함.
90. ↑  Crecente, Brian (2016년 10월 20일). “Nintendo: Switch is a home gaming system 'first and foremost'”. 《폴리곤》. 2016년 10월 21일에 원본 문서에서 보존된 문서. 2016년 10월 20일에 확인함.
91. ↑  Wilde, Thomas (2020년 9월 20일). “Nintendo 3DS, 2011-2020: Its strange life, quiet death, and the potential end of a mobile gaming dynasty”. 《GeekWire》 (미국 영어). 2025년 3월 6일에 원본 문서에서 보존된 문서. 2025년 3월 20일에 확인함. The Switch, which worked as both a home and portable console, couldn’t help but occupy some of the 3DS’s territory, and most developers chose to make games for the newer, more powerful, higher-profile system. [...] the Switch’s hybrid handheld means that it’s effectively still servicing both of its previous audiences.
92. ↑  Cox, Kate (2020년 9월 19일). “A fond farewell to the weird and wonderful Nintendo DS”. 《아르스 테크니카》 (미국 영어). 2024년 11월 26일에 원본 문서에서 보존된 문서. 2025년 3월 20일에 확인함. For Nintendo's part, all its gaming is now potentially mobile: the great advantage of the Switch is the ease from which it goes from a tabletop console to a handheld one, with barely a pause in-between. The rise and sustained popularity of the Switch effectively started the clock ticking down the last minutes of the DS' viability long ago. In some ways, it's a miracle it lasted until now.
93. 1 2  Kerr, Chris (2017년 2월 2일). “Nintendo president expects Switch sales to match the Wii”. 《게임 디벨로퍼 (웹사이트)》. 2021년 8월 27일에 원본 문서에서 보존된 문서. 2017년 2월 2일에 확인함.
94. ↑  Orland, Kyle (2016년 10월 21일). “One day later, additional Nintendo Switch details dribble out”. 《아르스 테크니카》 (콘데 나스트). 2016년 10월 21일에 원본 문서에서 보존된 문서. 2016년 10월 21일에 확인함.
95. 1 2  “Specifications — Nintendo Switch — Nintendo”. 2021년 7월 9일에 원본 문서에서 보존된 문서. 2018년 2월 27일에 확인함.
96. ↑  Dornbrush, Jonathan (2017년 1월 13일). “Nintendo Switch Touchscreen Technology Powered By Immersion Corporation”. 《IGN》. 2017년 1월 14일에 원본 문서에서 보존된 문서. 2017년 1월 13일에 확인함.
97. ↑  Rad, Chloi (2016년 10월 20일). “Nintendo Confirms Amiibo Support for Nintendo Switch, Clarifies Additional Features”. 《IGN》. 2016년 10월 21일에 원본 문서에서 보존된 문서. 2016년 10월 20일에 확인함.
98. 1 2  “This is what the Nintendo Switch looks like”. 《폴리곤》. 복스 미디어. 2016년 10월 20일. 2016년 10월 21일에 원본 문서에서 보존된 문서. 2016년 10월 20일에 확인함.
99. 1 2 3  Smith, Ryan (2017년 1월 13일). “Nintendo Switch Hardware Launch Details – 32 GB w/Expandable Storage, 6.2" 720p Screen, 2.5 to 6.5 Hour Battery Life”. 《아난드테크》. 2017년 1월 14일에 원본 문서에서 보존된 문서. 2017년 1월 15일에 확인함.
100. 1 2 3 4 5  Sarkar, Samit (2017년 1월 13일). “Nintendo Switch has 32 GB storage, 720p touchscreen”. 《폴리곤》. 2017년 1월 14일에 원본 문서에서 보존된 문서. 2017년 1월 23일에 확인함.
101. ↑  Byford, Sam (2017년 1월 13일). “Nintendo's Switch already gets right what the Wii U got wrong”. 더 버지. 2017년 1월 15일에 원본 문서에서 보존된 문서. 2017년 1월 17일에 확인함.
102. 1 2 3 4  Frank, Allegra (2017년 1월 13일). “Everything we know about Nintendo Switch”. 《폴리곤》. 2017년 1월 14일에 원본 문서에서 보존된 문서. 2017년 1월 13일에 확인함.
103. ↑  Phillips, Tom (2017년 2월 27일). “Nintendo Switch has its first portable-only game”. 《유로게이머》. 2017년 2월 27일에 원본 문서에서 보존된 문서. 2017년 2월 27일에 확인함.
104. ↑  “Voez Switch Version 1.3.1 Adds Docked Controller Play Options”. 《Kotaku UK》 (영어). 2018년 2월 11일에 원본 문서에서 보존된 문서. 2018년 9월 16일에 확인함.
105. ↑  Doolan, Liam (2018년 9월 22일). “Super Mario Party For Nintendo Switch Won't Support Handheld Mode”. 《닌텐도 라이프》 (영국 영어). 2020년 11월 9일에 원본 문서에서 보존된 문서. 2018년 9월 22일에 확인함.
106. ↑  Crecente, Brian (2016년 10월 21일). “Nintendo's Switch can't serve as a second gameplay screen in your home”. 《폴리곤》. 2016년 12월 30일에 원본 문서에서 보존된 문서. 2016년 12월 30일에 확인함.
107. ↑  “Nintendo's new multi-screen patent isn't just crazy—it might already hide in Switch”. 《아르스 테크니카》 (미국 영어). 2018년 6월 13일에 원본 문서에서 보존된 문서. 2018년 6월 13일에 확인함.
108. ↑  “Super Mario Party might be the most creative Switch game yet”. 《더 버지》. 2018년 6월 12일에 원본 문서에서 보존된 문서. 2018년 6월 13일에 확인함.
109. 1 2 3 4  Skrebels, Joe (2017년 1월 27일). “Nintendo Switch: More Specs and UI Detailed”. 《IGN》. 2017년 1월 27일에 원본 문서에서 보존된 문서. 2017년 1월 27일에 확인함.
110. ↑  Goldfarb, Andrew (2017년 1월 17일). “Nintendo Explains Differences Between Switch, Wii U Versions of Zelda: Breath of the Wild”. 《IGN》. 2017년 1월 18일에 원본 문서에서 보존된 문서. 2017년 1월 18일에 확인함.
111. ↑  “機能・仕様 - Nintendo Switch｜Nintendo”. 2018년 3월 12일에 원본 문서에서 보존된 문서. 2018년 3월 12일에 확인함.
112. 1 2 3 4  McWhertor, Michael (2021년 7월 6일). “Nintendo announces new Nintendo Switch model with OLED screen”. 《폴리곤》. 2021년 10월 29일에 원본 문서에서 보존된 문서. 2021년 7월 6일에 확인함.
113. 1 2  Frank, Allegra (2017년 1월 13일). “Here's how to charge the Nintendo Switch Joy-Con controller”. 《폴리곤》. 2017년 1월 15일에 원본 문서에서 보존된 문서. 2017년 1월 13일에 확인함.
114. ↑  Statt, Nick (2017년 4월 12일). “Nintendo introduces new neon yellow Joy-Con color and controller battery pack”. 《더 버지》. 2017년 4월 13일에 원본 문서에서 보존된 문서. 2017년 4월 12일에 확인함.
115. ↑  Yin-Poole, Wesley (2017년 1월 13일). “A pair of Nintendo Switch Joy-con controllers costs £75”. 《유로게이머》. 2017년 1월 14일에 원본 문서에서 보존된 문서. 2017년 1월 13일에 확인함.
116. ↑  “A close look at the Nintendo Switch's wild modular controller: the Joy-Con”. 《더 버지》. 복스 미디어. 2016년 10월 20일. 2016년 10월 20일에 원본 문서에서 보존된 문서. 2016년 10월 20일에 확인함.
117. ↑  Hillier, Brenna (2017년 1월 13일). “Nintendo Switch Pro Controller will cost you $70, JoyCon and other peripherals priced”. 《VG247》. 2017년 1월 13일에 원본 문서에서 보존된 문서. 2017년 1월 13일에 확인함.
118. 1 2  Nakamura, Yuji; Amano, Takashi (2016년 10월 27일). “Nintendo President Hints of Bigger Hardware Plans for Switch”. 《블룸버그》. 2016년 10월 28일에 원본 문서에서 보존된 문서. 2016년 10월 27일에 확인함.
119. ↑  Crecente, Brian (2017년 1월 4일). “Nintendo Switch accessories unveiled at CES”. 《폴리곤》. 2017년 1월 4일에 원본 문서에서 보존된 문서. 2017년 1월 4일에 확인함.
120. ↑  “Nintendo GameCube Controller Adapter for Nintendo Switch”. 《닌텐도》.
121. ↑  Moon, Mariella (2017년 10월 24일). “Nintendo's Switch now supports your old GameCube controllers”. 《엔가젯》. 2017년 10월 24일에 원본 문서에서 보존된 문서. 2017년 10월 24일에 확인함.
122. ↑  “How To Connect And Use GameCube Controller With Nintendo Switch” (미국 영어). 2018년 8월 15일에 원본 문서에서 보존된 문서. 2018년 8월 15일에 확인함.
123. ↑  Macy, Seth G. (2018년 8월 10일). “GameCube Controller, Adapter, and Everything Else You Need to Play Super Smash Bros. Ultimate”. 《IGN》 (미국 영어). 2018년 8월 14일에 원본 문서에서 보존된 문서. 2018년 8월 14일에 확인함.
124. ↑  Webster, Andrew (2018년 1월 17일). “Nintendo is making a bunch of weird DIY cardboard toys for the Switch and they're awesome”. 《더 버지》. 2018년 1월 17일에 원본 문서에서 보존된 문서. 2018년 1월 17일에 확인함.
125. ↑  Dayus, Oscar (2019년 9월 12일). “Nintendo Switch's Weird New Fitness Device Detailed: Ring Fit Adventure Releases Soon”. 《게임스팟》. 2021년 7월 9일에 원본 문서에서 보존된 문서. 2019년 9월 12일에 확인함.
126. ↑  Gartenburg, Chaim (2019년 9월 5일). “Nintendo teases strange new motion control experience for Switch”. 《더 버지》. 2021년 3월 8일에 원본 문서에서 보존된 문서. 2019년 9월 5일에 확인함.
127. ↑  Sarkar, Samit (2017년 2월 1일). “Nintendo 'studying' Switch VR support”. 《폴리곤》. 2017년 2월 1일에 원본 문서에서 보존된 문서. 2017년 2월 1일에 확인함.
128. ↑  Stein, Scott. “Nintendo's really getting into VR with a Labo kit for Switch”. 《CNET》 (영어). 2019년 3월 7일에 원본 문서에서 보존된 문서. 2019년 3월 7일에 확인함.
129. ↑  Webster, Andrew (2019년 3월 6일). “Nintendo just announced a Labo VR kit for the Switch”. 《더 버지》. 2019년 6월 6일에 원본 문서에서 보존된 문서. 2019년 3월 7일에 확인함.
130. ↑  Byford, Sam (2018년 5월 9일). “Nintendo is fixing the Switch's bad kickstand with a $20 charging dock”. 《더 버지》. 2018년 5월 10일에 원본 문서에서 보존된 문서. 2018년 5월 11일에 확인함.
131. ↑  “The Best Nintendo Switch Accessories 2019”. 《IGN》 (영어). 2019년 3월 7일에 원본 문서에서 보존된 문서. 2019년 3월 7일에 확인함.
132. 1 2 3  Craddock, David (2017년 1월 13일). “Nintendo Switch has a 720p screen, 32 GB of storage, and expandable storage via microSDXC cards”. 《섁뉴스》. 2017년 1월 14일에 원본 문서에서 보존된 문서. 2017년 1월 13일에 확인함.
133. 1 2 3 4 5 6 7 8  Nunneley, Stephany (2017년 1월 27일). “Nintendo Switch: Wireless LAN support, battery replacement, other specs outlined”. 《VG247》. 2017년 1월 27일에 원본 문서에서 보존된 문서. 2017년 1월 27일에 확인함.
134. ↑  “Nintendo Switch confirmed to have Nvidia components”. 《폴리곤》. 복스 미디어. 2016년 10월 20일. 2016년 10월 20일에 원본 문서에서 보존된 문서. 2016년 10월 20일에 확인함.
135. ↑  “Corporate Management Policy Briefing / Nine Months Financial Results Briefing for Fiscal Year Ending March 2017” (PDF). 닌텐도. February 2017. 2017년 2월 11일에 원본 문서 (PDF)에서 보존된 문서. 2017년 2월 8일에 확인함.
136. ↑  Walton, Mark (2016년 12월 20일). “Nintendo Switch uses Nvidia Tegra X1 SoC, clock speeds outed”. 아르스 테크니카. 2016년 12월 20일에 원본 문서에서 보존된 문서. 2016년 12월 20일에 확인함.
137. ↑  Humphreys, Matthew (2017년 3월 20일). “Nintendo Switch Uses a Standard Tegra X1 Processor”. 《PCMag》. 2017년 3월 23일에 원본 문서에서 보존된 문서. 2017년 3월 22일에 확인함.
138. ↑  “Nintendo Switch Uses Stock NVIDIA Tegra X1 T210 CPU & GM20B Maxwell Core”. 《wccftech.com》. 2017년 3월 16일. 2017년 3월 16일에 원본 문서에서 보존된 문서. 2017년 3월 16일에 확인함.
139. ↑  Leadbetter, Richard (2017년 3월 19일). “Standard Tegra X1 'confirmed' as Switch's processor”. 《유로게이머》. 2017년 3월 19일에 원본 문서에서 보존된 문서. 2017년 3월 19일에 확인함.
140. ↑  Morgan, Thomas (2020년 3월 15일). “New Switch mod delivers real-time CPU, GPU and thermal monitoring – and the results are remarkable”. 《Eurogamer》 (영어). 2020년 6월 2일에 확인함.
141. 1 2  Leadbetter, Richard (2017년 2월 25일). “New performance mode boosts Switch mobile clocks by 25 per cent”. 《Eurogamer》 (영어). 2020년 6월 2일에 확인함.
142. 1 2  Leadbetter, Richard (2019년 5월 9일). “Switch's 'boost mode' tested: what is it and how does it work?”. 《Eurogamer》 (영어). 2020년 6월 2일에 확인함.
143. ↑  “Nintendo Switch Teardown”. 《iFixit》 (영어). 2017년 3월 3일. 2020년 6월 2일에 확인함.
144. ↑  Gartenberg, Chaim (2017년 1월 13일). “Nintendo announces Switch specs: 720p screen, 32 GB of storage, and more”. 《더 버지》. 2017년 1월 13일에 원본 문서에서 보존된 문서. 2017년 1월 13일에 확인함.
145. ↑  Hernandez, Patricia (2016년 10월 20일). “Here's Your First Look At The Nintendo Switch, Nintendo's Next Console”. 《Kotaku》. Gizmodo Media Group. 2016년 10월 20일에 원본 문서에서 보존된 문서.
146. ↑  “LAN Adapter (Nintendo Switch, Wii U, Wii)”. 《Official NOA Nintendo Store》. 2017년 6월 21일에 원본 문서에서 보존된 문서. 2017년 7월 21일에 확인함.
147. ↑  Gartenburg, Chaim (2017년 2월 14일). “The Nintendo Switch is bringing back the LAN party”. 《더 버지》. 2017년 2월 15일에 원본 문서에서 보존된 문서. 2017년 2월 14일에 확인함.
148. ↑  “Nintendo Switch Teardown”. 《IiFixit.com》. 2017년 3월 5일에 원본 문서에서 보존된 문서. 2017년 3월 5일에 확인함.
149. ↑  “You won't be able to upgrade the Nintendo Switch's battery”. 《엔가젯》 (미국 영어). 2018년 11월 21일에 원본 문서에서 보존된 문서. 2018년 11월 21일에 확인함.
150. ↑  Phillips, Tom (2017년 1월 16일). “Nintendo Switch's bundled Joy-Con grip doesn't charge controllers”. 《유로게이머》. 2017년 1월 17일에 원본 문서에서 보존된 문서. 2017년 1월 16일에 확인함.
151. ↑  Judd, Will (2020년 5월 11일). “The best Micro SD cards for Nintendo Switch 2020”. 《Eurogamer》 (영어). 2020년 6월 2일에 확인함.
152. ↑  Marchiafava, Jeff (2017년 1월 14일). “Nintendo Switch Supports Micro SDXC Memory Cards Up To 2 TB”. 《게임 인포머》. 2017년 1월 15일에 원본 문서에서 보존된 문서. 2017년 1월 15일에 확인함.
153. ↑  “How to Insert/Remove microSD Cards | Nintendo Support”. 《en-americas-support.nintendo.com》 (미국 영어). 2019년 1월 21일에 원본 문서에서 보존된 문서. 2018년 9월 15일에 확인함.
154. 1 2 3 4 5 6  Schreier, Jason (2017년 1월 19일). “Nintendo Answers (And Avoids) Our Switch Questions”. 《Kotaku》. 2017년 1월 20일에 원본 문서에서 보존된 문서. 2017년 1월 19일에 확인함.
155. ↑  Phillips, Tom (2017년 3월 3일). “Finally, we have answers to Nintendo Switch's digital game sharing questions”. 《유로게이머》. 2017년 3월 3일에 원본 문서에서 보존된 문서. 2017년 3월 3일에 확인함.
156. ↑  “Supported microSD cards”. 《Nintendo of Europe GmbH》.
157. 1 2  Phillips, Tom (2017년 10월 18일). “Nintendo Switch system update 4.0 adds video capture”. 《Eurogamer》. 2017년 10월 19일에 원본 문서에서 보존된 문서. 2017년 10월 18일에 확인함.
158. ↑  Saed, Sherif (2020년 4월 14일). “Nintendo Switch firmware adds SD card transfer, the ability to remap controls”. 《VG247》. 2020년 4월 21일에 원본 문서에서 보존된 문서. 2020년 4월 14일에 확인함.
159. ↑  “microSD Card FAQ | Nintendo Switch | Nintendo Support”. 《en-americas-support.nintendo.com》 (미국 영어). 2019년 1월 21일에 원본 문서에서 보존된 문서. 2018년 11월 10일에 확인함.
160. ↑  “Bluetooth, wireless headphones will not work with the Nintendo Switch”. 《폴리곤》. 2017년 3월 2일. 2017년 3월 2일에 원본 문서에서 보존된 문서. 2017년 3월 2일에 확인함.
161. ↑  McFerran, Damien (2017년 5월 16일). “You Can Use Bluetooth Headphones On Your Switch, But There's A Catch”. 《닌텐도 라이프》. 2017년 5월 16일에 원본 문서에서 보존된 문서. 2017년 5월 30일에 확인함.
162. ↑  Gartenberg, Chaim (2017년 10월 20일). “Nintendo quietly added wireless USB headphone support in the last Switch update”. 《더 버지》. 2017년 10월 24일에 원본 문서에서 보존된 문서. 2017년 10월 24일에 확인함.
163. ↑  “Nintendo Switch now supports wireless USB headphones”. 《엔가젯》 (미국 영어). 2018년 10월 9일에 원본 문서에서 보존된 문서. 2018년 10월 8일에 확인함.
164. ↑  Clark, Mitchell; Peters, Jay; Hollister, Sean (2021년 9월 14일). “Nintendo finally adds Bluetooth audio to the Switch in new software update”. 《더 버지》. 2021년 9월 15일에 원본 문서에서 보존된 문서. 2021년 9월 14일에 확인함.
165. ↑  Orland, Kyle (2018년 7월 11일). “Nintendo reportedly rolling out new, more hack-resistant Switch hardware”. 《arstechnica.com》. 2023년 4월 7일에 원본 문서에서 보존된 문서. 2023년 4월 18일에 확인함.
166. ↑  “Nintendo says it released new Switch hardware to combat hacking in Gary Bowser case”. 《videogameschronicle.com》. 2022년 6월 7일. 2024년 8월 28일에 원본 문서에서 보존된 문서. 2023년 4월 18일에 확인함.
167. 1 2  Faulkner, Cameron (2019년 8월 5일). “Nintendo Switch Lite FCC filings confirm a smaller battery, new processor, and Odin fixation”. 《더 버지》. 2019년 8월 5일에 원본 문서에서 보존된 문서. 2019년 8월 5일에 확인함.
168. ↑  Welch, Chris (2019년 8월 12일). “How to make sure you're buying the new Nintendo Switch with improved battery life”. 《더 버지》 (영어). 2020년 2월 14일에 원본 문서에서 보존된 문서. 2020년 2월 14일에 확인함.
169. ↑  Ashcraft, Brian (2019년 7월 17일). “Nintendo Releasing New Switch Model With Better Battery Life”. 《Kotaku》. 2019년 7월 17일에 원본 문서에서 보존된 문서. 2019년 7월 17일에 확인함.
170. ↑  Phillips, Tom (2019년 7월 17일). “New Nintendo Switch announced, will have longer battery life”. 《유로게이머》. 2021년 2월 17일에 원본 문서에서 보존된 문서. 2019년 7월 17일에 확인함.
171. ↑  Reed, Chris (2019년 8월 30일). “New-Model Nintendo Switch With Better Battery Life In Neon Red/Blue Is Now Available”. 《IGN》. 2020년 1월 1일에 원본 문서에서 보존된 문서. 2020년 1월 1일에 확인함.
172. 1 2  Lee, Aaron; Tsai, Joseph (2017년 10월 5일). “Nintendo ups Switch supply to 2 million a month”. 《디지타임스》. 2017년 10월 7일에 원본 문서에서 보존된 문서. 2017년 10월 9일에 확인함.
173. ↑  Eric Frederiksen (2017년 1월 31일). “Every Nintendo Switch will be sold at a profit from day one”. 《TechnoBuffalo》 (미국 영어). 2018년 9월 6일에 원본 문서에서 보존된 문서. 2018년 9월 6일에 확인함.
174. ↑  Savov, Vlad (2012년 10월 25일). “Nintendo will sell Wii U 'below cost' at launch”. 《더 버지》. 2016년 12월 20일에 원본 문서에서 보존된 문서. 2016년 12월 9일에 확인함.
175. ↑  Nakamura, Yuji; Amano, Takashi (2017년 1월 31일). “Nintendo Beats Profit, Lifts Forecast on Pokemon Ahead of Switch”. 《블룸버그》. 2017년 1월 31일에 원본 문서에서 보존된 문서. 2017년 1월 31일에 확인함.
176. ↑  Hall, Charlie (2017년 4월 5일). “Japanese site estimates Nintendo spends $257 to make one Switch”. 《폴리곤》. 2017년 4월 5일에 원본 문서에서 보존된 문서. 2017년 4월 5일에 확인함.
177. 1 2 3  McAloon, Alissa (2017년 5월 3일). “4 interesting comments from Nintendo's Q&A session”. 《게임 디벨로퍼 (웹사이트)》. 2021년 8월 27일에 원본 문서에서 보존된 문서. 2017년 5월 3일에 확인함.
178. ↑  Kerr, Chris (2016년 10월 26일). “Nintendo expects Switch to initially ship 2 million units”. 《게임 디벨로퍼 (웹사이트)》. 2022년 12월 8일에 원본 문서에서 보존된 문서. 2016년 10월 26일에 확인함.
179. 1 2  Takahasi, Dean (2017년 1월 31일). “Nintendo still aims to ship 2 million Switch consoles by March”. 《벤처비트》. 2019년 8월 3일에 원본 문서에서 보존된 문서. 2019년 8월 3일에 확인함.
180. ↑  Lewis, Leo; Inagaki, Kana (2017년 5월 28일). “Nintendo to ramp up production of Switch as demand soars”. 《파이낸셜 타임스》. 2017년 6월 4일에 원본 문서에서 보존된 문서. 2017년 5월 29일에 확인함.
181. ↑  Mochizuki, Takashi (2017년 5월 30일). “Nintendo Battles Apple for Parts as Switch Demand Rises”. 《월스트리트 저널》. 2017년 5월 30일에 원본 문서에서 보존된 문서. 2017년 5월 30일에 확인함.
182. ↑  Bradshaw, Tim; Lewis, Leo (2017년 9월 9일). “Component bottlenecks hit Nintendo's Switch”. 《파이낸셜 타임스》. 2017년 9월 10일에 원본 문서에서 보존된 문서. 2017년 9월 9일에 확인함.
183. ↑  “Nintendo switches president after forecasting best annual profit in nine years”. 로이터. 2018년 4월 26일. 2018년 9월 5일에 원본 문서에서 보존된 문서. 2018년 9월 5일에 확인함.
184. ↑  Mochizuki, Takashi (2019년 6월 12일). “Nintendo Moves Some Switch Production Out of China, Adapting to Tariff Threat”. 《월스트리트 저널》 (미국 영어). ISSN 0099-9660. 2019년 6월 12일에 원본 문서에서 보존된 문서. 2019년 6월 12일에 확인함.
185. ↑  Porter, Jon (2019년 6월 12일). “Nintendo starts producing new Switch models outside China to fend off trade war”. 《더 버지》. 2019년 6월 12일에 원본 문서에서 보존된 문서. 2019년 6월 12일에 확인함.
186. 1 2  Mochizuki, Takashi (2020년 9월 9일). “Nintendo Boosts Switch Production by Another 20%”. 《블룸버그》. 2020년 9월 9일에 원본 문서에서 보존된 문서. 2020년 1월 5일에 확인함.
187. 1 2  Mochizuki, Takashi (2020년 8월 5일). “Nintendo Is Said to Hike Switch Target Again to Sate Gaming Boom”. 《블룸버그》. 2020년 8월 9일에 원본 문서에서 보존된 문서. 2020년 1월 5일에 확인함.
188. 1 2  Mochizuki, Takashi (2019년 9월 20일). “Nintendo Seeks to Sustain Switch Sales With Stripped-Down Console”. 《월스트리트 저널》. 2019년 9월 21일에 원본 문서에서 보존된 문서. 2019년 9월 20일에 확인함.
189. ↑  Sirani, Jordan (2019년 7월 12일). “Nintendo Switch Lite: How Its Size Compares to Other Handheld Consoles”. 《IGN》 (영어). 2024년 10월 10일에 확인함.
190. ↑  Ashcraft, Brian (2019년 7월 10일). “The Nintendo Switch Lite Will Be Released On September 20”. 《Kotaku》. 2021년 2월 17일에 원본 문서에서 보존된 문서. 2019년 7월 10일에 확인함.
191. ↑  Webster, Andrew (2019년 7월 10일). “Nintendo Switch Lite is a smaller, cheaper Switch built exclusively for handheld play”. 《더 버지》. 2021년 2월 17일에 원본 문서에서 보존된 문서. 2019년 7월 10일에 확인함.
192. ↑  “Nintendo Support: How to Use the GameCube Controller With Nintendo Switch”. 《en-americas-support.nintendo.com》. 2023년 5월 22일에 원본 문서에서 보존된 문서. 2020년 4월 15일에 확인함.
193. ↑  Wortiz (2019년 9월 21일). “How To Connect Your GameCube Controller To The Nintendo Switch Lite”. 《NintendoSoup》 (미국 영어). 2023년 4월 23일에 원본 문서에서 보존된 문서. 2020년 4월 15일에 확인함.
194. ↑  Robinson, Andy (2021년 7월 6일). “Nintendo confirms Switch OLED has 'no major internal changes'”. 《비디오 게임 크로니클》. 2021년 7월 6일에 원본 문서에서 보존된 문서. 2021년 7월 6일에 확인함.
195. ↑  Warren, Tom (2021년 9월 13일). “Nintendo lowers Switch price across Europe ahead of OLED model”. 《더 버지》. 2021년 9월 13일에 원본 문서에서 보존된 문서. 2021년 9월 13일에 확인함.
196. ↑  Phillips, Tom (2021년 9월 15일). “Nintendo has no plans for Switch price drop outside Europe”. 《유로게이머》. 2021년 10월 28일에 원본 문서에서 보존된 문서. 2021년 10월 15일에 확인함.
197. ↑  “Nintendo Switch – OLED Model Inspired by Splatoon 3 Coming to Stores on Aug. 26 – News – Nintendo Official Site”. 《www.nintendo.com》 (캐나다 영어). 2022년 10월 21일에 원본 문서에서 보존된 문서. 2022년 7월 20일에 확인함.
198. ↑  Leston, Ryan (2022년 9월 7일). “Pokémon Scarlet & Violet are Getting a Special Edition Switch OLED”. 《IGN》 (영어). 2022년 9월 9일에 원본 문서에서 보존된 문서. 2022년 9월 9일에 확인함.
199. ↑  Anderson, Robert (2023년 3월 29일). “The Legend of Zelda: Tears of the Kingdom Switch OLED is Now Available to Preorder in the UK”. 《IGN》. 2023년 4월 27일에 원본 문서에서 보존된 문서. 2023년 4월 27일에 확인함.
200. ↑  Humphries, Matthew (2023년 8월 31일). “Nintendo Reveals Limited-Edition 'Mario Red Edition' OLED Switch”. 《PCMAG》. 2023년 8월 31일에 원본 문서에서 보존된 문서. 2023년 8월 31일에 확인함.
201. ↑  Mochizuki, Takashi (2019년 3월 25일). “Nintendo to Launch Two New Switch Models”. 《월스트리트 저널》. 2019년 4월 29일에 원본 문서에서 보존된 문서. 2019년 4월 24일에 확인함.
202. ↑  “Nintendo, the kingdom of mogul originality creeping black ship”. 《니혼케이자이 신문》. 2019년 4월 18일. 2019년 4월 28일에 원본 문서에서 보존된 문서. 2019년 4월 24일에 확인함.
203. 1 2  Hollister, Sean (2019년 7월 10일). “Nintendo is updating the original Switch with a new CPU and storage”. 《더 버지》. 2019년 7월 10일에 원본 문서에서 보존된 문서. 2019년 7월 10일에 확인함.
204. ↑  Byford, Sam (2020년 1월 30일). “Nintendo says it has no plans for a new Switch this year”. 《더 버지》. 2020년 2월 1일에 원본 문서에서 보존된 문서. 2020년 2월 3일에 확인함.
205. ↑  Ivan, Tom (2021년 5월 7일). “Nintendo's president confirms chip shortages are hampering Switch production”. 《비디오 게임 크로니클》. 2024년 8월 28일에 원본 문서에서 보존된 문서. 2021년 10월 1일에 확인함.
206. ↑  Mochizuki, Takashi (2020년 8월 25일). “Nintendo Plans Upgraded Switch Console and Major Games for 2021”. 《블룸버그》. 2024년 8월 28일에 원본 문서에서 보존된 문서. 2020년 8월 25일에 확인함.
207. ↑  Mochizuki, Takashi; Kim, Sohee (2021년 3월 3일). “Nintendo Plans Switch Model With Bigger Samsung OLED Display”. 《블룸버그》. 2021년 3월 4일에 원본 문서에서 보존된 문서. 2021년 3월 3일에 확인함.
208. ↑  Mochizuki, Takashi; King, Ian (2021년 3월 23일). “Nintendo to Use New Nvidia Graphics Chip in 2021 Switch Upgrade”. 《블룸버그》. 2021년 3월 23일에 원본 문서에서 보존된 문서. 2021년 3월 23일에 확인함.
209. ↑  Mochizuki, Takashi (2020년 9월 9일). “Nintendo Boosts Switch Production by Another 20%”. 《블룸버그》. 2020년 9월 9일에 원본 문서에서 보존된 문서. 2020년 9월 9일에 확인함.
210. ↑  Mochizuki, Takashi; Wu, Debby (2021년 5월 26일). “Nintendo Plans Upgraded Switch Replacement as Soon as September”. 《블룸버그》. 2021년 5월 27일에 원본 문서에서 보존된 문서. 2021년 5월 26일에 확인함.
211. ↑  Park, Gene (2021년 6월 18일). “Nintendo president Doug Bowser: Switch is 'redefining what a console life cycle can look like'”. 《워싱턴 포스트》. 2021년 7월 9일에 원본 문서에서 보존된 문서. 2021년 6월 18일에 확인함.
212. ↑  Mochizuki, Takashi; Kharif, Olga (2021년 9월 29일). “Developers Are Making Games for a Nintendo 4K Console That Doesn't Exist”. 《블룸버그》. 2021년 9월 29일에 원본 문서에서 보존된 문서. 2021년 9월 29일에 확인함.
213. 1 2  Hollister, Sean (2021년 9월 30일). “Nintendo categorically denies that a 4K Switch Pro is in development”. 《더 버지》. 2021년 9월 30일에 원본 문서에서 보존된 문서. 2021년 10월 1일에 확인함.
214. ↑  Gerblick, Jordan (2022년 3월 1일). “Massive Nvidia leak reignites Nintendo Switch Pro speculation”. 《GamesRadar+》 (영어). 2022년 3월 1일에 원본 문서에서 보존된 문서. 2022년 3월 2일에 확인함.
215. ↑  Bahri, Syazwan (2022년 12월 28일). “'Switch Pro' Reportedly Cancelled As Nintendo Shifts Focus To Next-Gen Console”. 《IGN》. 2022년 12월 31일에 원본 문서에서 보존된 문서. 2022년 12월 31일에 확인함.
216. ↑  Roussel-Tarbouriec, Gauvain; Menard, Noel; True, Tyler; Tini, Vi; Reisyukaku (2019년 7월 6일). “Methodically Defeating Nintendo Switch Security”. arXiv:1905.07643 [cs.CR].
217. ↑  “Nintendo Switch's updated Mii creator lets you turn your hair blue”. 《유로게이머》. 2017년 2월 23일. 2017년 3월 3일에 원본 문서에서 보존된 문서. 2017년 3월 2일에 확인함.
218. ↑  “Nintendo Switch's Mii editor gets colorful”. 《폴리곤》. 2017년 2월 23일. 2017년 3월 3일에 원본 문서에서 보존된 문서. 2017년 3월 2일에 확인함.
219. ↑  Frank, Allegra (2017년 2월 23일). “Nintendo Switch's day-one patch adds online features”. 《폴리곤》. 2017년 2월 23일에 원본 문서에서 보존된 문서. 2017년 2월 23일에 확인함.
220. ↑  “Missions and Rewards available with Nintendo Switch Online”. 《www.nintendo.com》 (미국 영어). 2024년 5월 13일에 원본 문서에서 보존된 문서. 2024년 5월 13일에 확인함.
221. ↑  Saed, Sherif (2017년 9월 20일). “The Golf game on every Nintendo Switch is actually a tribute to late Satoru Iwata”. 《VG247》. 2017년 9월 21일에 원본 문서에서 보존된 문서. 2017년 9월 20일에 확인함.
222. ↑  Frank, Allegra (2017년 12월 27일). “Switch's hidden Iwata tribute removed in latest update”. 《폴리곤》. 2017년 12월 28일에 원본 문서에서 보존된 문서. 2017년 12월 27일에 확인함.
223. ↑  “Nintendo Switch may have secret VR support”. 《메트로》 (영국 영어). 2018년 8월 13일. 2018년 8월 13일에 원본 문서에서 보존된 문서. 2018년 8월 13일에 확인함.
224. 1 2  “Nintendo's Switch has been hiding a buried "VrMode" for over a year”. 《아르스 테크니카》 (미국 영어). 2018년 8월 17일에 원본 문서에서 보존된 문서. 2018년 8월 17일에 확인함.
225. ↑  Phillips, Tom (2017년 4월 12일). “Nintendo posts $20k bounty for info on Switch security vulnerabilities”. 《유로게이머》. 2017년 4월 13일에 원본 문서에서 보존된 문서. 2017년 4월 12일에 확인함.
226. ↑  Orland, Kyle (2018년 4월 23일). “The "unpatchable" exploit that makes every current Nintendo Switch hackable”. 《아르스 테크니카》. 2018년 4월 23일에 원본 문서에서 보존된 문서. 2018년 4월 23일에 확인함.
227. ↑  Kidwell, Emma (2018년 6월 20일). “Following hardware exploit, Nintendo bans Switch consoles with pirated games”. 《게임 디벨로퍼 (웹사이트)》. 2021년 8월 28일에 원본 문서에서 보존된 문서. 2018년 6월 20일에 확인함.
228. ↑  “New Nintendo Switch consoles reportedly tweaked to remove homebrew bug”. 《디지털 트렌즈》 (미국 영어). 2018년 7월 11일. 2018년 7월 13일에 원본 문서에서 보존된 문서. 2018년 7월 13일에 확인함.
229. ↑  Gach, Ethan (2018년 6월 25일). “The Fight Between Switch Hackers And Nintendo Is Ramping Up”. 《Kotaku》 (미국 영어). 2018년 7월 4일에 원본 문서에서 보존된 문서. 2018년 8월 11일에 확인함.
230. ↑  “Nintendo Switch Online's NES emulator already hacked to allow more games”. 《폴리곤》. 2018년 9월 19일에 원본 문서에서 보존된 문서. 2018년 9월 20일에 확인함.
231. ↑  Gach, Ethan. “Hackers Have Already Cracked Open The Switch Online's NES Library”. 《Kotaku》 (미국 영어). 2018년 9월 19일에 원본 문서에서 보존된 문서. 2018년 9월 20일에 확인함.
232. ↑  Yin-Poole, Wesley (2024년 6월 11일). “Nintendo Switch Update 18.1.0 Pulls X/Twitter Support, Bringing It In-Line With PlayStation and Xbox”. 《IGN》. 2024년 6월 17일에 원본 문서에서 보존된 문서. 2024년 6월 30일에 확인함.
233. ↑  Clark, Willie (2017년 1월 13일). “Nintendo Switch won't have Miiverse or StreetPass”. 《벤처비트》. 2017년 1월 14일에 원본 문서에서 보존된 문서. 2017년 1월 13일에 확인함.
234. ↑  “All the Nintendo accounts you need for your Switch”. 《폴리곤》. 2018년 12월 1일에 원본 문서에서 보존된 문서. 2018년 12월 1일에 확인함.
235. ↑  “Nintendo Account IDs now up for grabs”. 《폴리곤》. 2018년 12월 1일에 원본 문서에서 보존된 문서. 2018년 12월 1일에 확인함.
236. ↑  Saed, Sharif (2017년 3월 2일). “Nintendo Switch day one update reintroduces friend codes”. 《VG247》. 2017년 3월 2일에 원본 문서에서 보존된 문서. 2017년 3월 2일에 확인함.
237. ↑  Crecente, Brian (2017년 3월 2일). “Nintendo adding new friending methods for the Switch, post launch”. 《폴리곤》. 2017년 3월 2일에 원본 문서에서 보존된 문서. 2017년 3월 2일에 확인함.
238. ↑  “Add Friends Through Social Media With Latest Nintendo Switch Update | 디지털 트렌즈”. 《디지털 트렌즈》 (미국 영어). 2018년 3월 13일. 2018년 10월 15일에 원본 문서에서 보존된 문서. 2018년 10월 15일에 확인함.
239. 1 2  Matulef, Jeffrey (2017년 2월 17일). “Nintendo Switch eShop will finally link purchases to accounts, not consoles”. 《유로게이머》. 2017년 2월 17일에 원본 문서에서 보존된 문서. 2017년 2월 17일에 확인함.
240. 1 2  Grant, Christopher (2017년 1월 12일). “Nintendo Switch will have a paid online service starting this fall”. 《폴리곤》. 2017년 1월 13일에 원본 문서에서 보존된 문서. 2017년 1월 13일에 확인함.
241. ↑  Ng, Alfred; Stein, Scott (2017년 1월 15일). “Nintendo's Fils-Aime: The Switch won't oust the 3DS”. 《CNET》. CBS 인터랙티브. 2017년 1월 15일에 원본 문서에서 보존된 문서. 2017년 1월 15일에 확인함.
242. ↑  Bankhurst, Adam (2018년 9월 13일). “Update: Nintendo Switch 6.0.0 System Update Coming Alongside Online Service”. 《IGN》 (미국 영어). 2018년 9월 13일에 원본 문서에서 보존된 문서. 2018년 9월 13일에 확인함.
243. ↑  “Original Mario Bros. will support online co-op through Nintendo Switch Online”. 《VG247》 (미국 영어). 2018년 9월 5일. 2018년 9월 5일에 원본 문서에서 보존된 문서. 2018년 9월 6일에 확인함.
244. ↑  “Nintendo Switch Online service will launch with 20 NES games”. 《폴리곤》. 2018년 9월 9일에 원본 문서에서 보존된 문서. 2018년 9월 9일에 확인함.
245. ↑  Plunkett, Luke (2019년 9월 4일). “Super Nintendo Games Are Coming To Switch For Online Subscribers”. 《Kotaku》. 2019년 9월 4일에 원본 문서에서 보존된 문서. 2019년 9월 4일에 확인함.
246. ↑  Peters, Jay (2021년 9월 23일). “Nintendo Switch Online is getting an 'expansion pack' with N64 and Genesis games”. 《더 버지》. 2021년 9월 24일에 원본 문서에서 보존된 문서. 2021년 9월 23일에 확인함.
247. ↑  Plante, Chris (2023년 2월 8일). “Every Game Boy and GBA game now on Nintendo Switch”. 《Polygon》 (미국 영어). 2023년 4월 12일에 원본 문서에서 보존된 문서. 2023년 4월 12일에 확인함.
248. ↑  Good, Owen S. (2021년 10월 27일). “Should I buy Nintendo Switch Online + Expansion Pack?”. 《Polygon》 (미국 영어). 2021년 10월 27일에 원본 문서에서 보존된 문서. 2023년 4월 12일에 확인함.
249. ↑  “Fortnite for Switch won't require Nintendo's premium online service for play”. 《Polygon》. 2020년 12월 20일에 원본 문서에서 보존된 문서. 2018년 9월 15일에 확인함.
250. ↑  “Nintendo Switch finally has a YouTube app, but Amazon and Netflix remain MIA”. 《USA TODAY》 (영어). 2018년 11월 9일에 원본 문서에서 보존된 문서. 2018년 11월 12일에 확인함.
251. ↑  Fillari, Alessandro (2018년 11월 20일). “Warframe Out Now On Nintendo Switch -- An Impressive Port That Surprised Us”. 《GameSpot》 (미국 영어). 2021년 3월 8일에 원본 문서에서 보존된 문서. 2018년 12월 1일에 확인함.
252. ↑  Makuch, Eddie (2018년 5월 7일). “Nintendo Switch Online Service Introduces Cloud Saves, 20 Free NES Games For Subscribers”. 《게임스팟》. 2018년 5월 8일에 원본 문서에서 보존된 문서. 2018년 5월 7일에 확인함.
253. ↑  Saed, Sharif (2017년 7월 19일). “The Nintendo Switch Online app has launched on iOS & Android”. 《VG247》. 2017년 8월 2일에 원본 문서에서 보존된 문서. 2017년 7월 19일에 확인함.
254. ↑  Schwartz, Terri (2017년 1월 13일). “Nintendo Reveals Parental Controls for Switch”. 《IGN》. 2017년 1월 13일에 원본 문서에서 보존된 문서. 2017년 1월 13일에 확인함.
255. ↑  Miller, Ross (2017년 3월 2일). “The Nintendo Switch has a secret browser, but you can't use it for much”. 《더 버지》. 2017년 3월 2일에 원본 문서에서 보존된 문서. 2017년 3월 2일에 확인함.
256. ↑  Tsukayama, Hayley (2017년 3월 8일). “Nintendo's U.S. chief responds to our biggest gripes about the company's new console”. 《워싱턴 포스트》. 2017년 3월 8일에 원본 문서에서 보존된 문서. 2017년 3월 8일에 확인함.
257. ↑  Frank, Allegra (2017년 7월 12일). “Nintendo Switch is getting its first streaming app”. 《Polygon》. 2017년 7월 16일에 원본 문서에서 보존된 문서. 2017년 7월 12일에 확인함.
258. ↑  McWhertor, Michael (2017년 11월 9일). “Hulu coming to Nintendo Switch”. 《폴리곤》. 2017년 11월 9일에 원본 문서에서 보존된 문서. 2017년 11월 9일에 확인함.
259. ↑  Welch, Chris (2018년 11월 8일). “YouTube arrives on Nintendo Switch today”. 《더 버지》. 2018년 11월 8일에 원본 문서에서 보존된 문서. 2018년 11월 8일에 확인함.
260. ↑  Craddock, Ryan (2018년 6월 14일). “Conversations To Bring YouTube And Netflix To Switch Are "On-Going"”. 《닌텐도 라이프》 (영국 영어). 2018년 9월 6일에 원본 문서에서 보존된 문서. 2018년 9월 1일에 확인함.
261. ↑  “Tencent Video comes to Nintendo eShop for Chinese version of Switch”. 《cnTechPost》 (영어). 2020년 11월 4일. 2020년 11월 28일에 원본 문서에서 보존된 문서. 2020년 12월 6일에 확인함.
262. ↑  Doolan, Liam (2020년 12월 14일). “It's Official, Funimation Is Releasing Its Anime App On Switch This Week”. 《닌텐도 라이프》 (영국 영어). 2020년 12월 15일에 원본 문서에서 보존된 문서. 2020년 12월 15일에 확인함.
263. ↑  Craddock, Ryan (2021년 3월 22일). “Anime App Funimation Launches On Nintendo Switch In The UK And Ireland Today”. 《닌텐도 라이프》 (영국 영어). 2021년 3월 24일에 원본 문서에서 보존된 문서. 2021년 3월 27일에 확인함.
264. ↑  “Twitch on Switch: Download the New Twitch App for Nintendo Switch” (미국 영어). Official 트위치 blog. 2021년 11월 11일. 2022년 1월 25일에 원본 문서에서 보존된 문서. 2022년 2월 3일에 확인함.
265. ↑  “Nintendo Support: Discontinuation of Twitch App on Nintendo Switch”. 2024년 6월 1일에 원본 문서에서 보존된 문서. 2024년 6월 1일에 확인함.
266. ↑  “Nintendo Switch eShop gets beloved music studio — but with some key changes”. 《Polygon》. 2018년 11월 9일에 원본 문서에서 보존된 문서. 2018년 11월 8일에 확인함.
267. ↑  St Leger, Henry (2018년 12월 17일). “InkyPen lets you read comic books on Nintendo Switch – and the app's gone live”. 《테크레이더》 (영어). 2018년 12월 17일에 원본 문서에서 보존된 문서. 2018년 12월 17일에 확인함.
268. ↑  T. Wright, Steven (2019년 2월 28일). “Comic Book, Graphic Novel Reader Izneo Hits Nintendo Switch”. 《Variety》 (영어). 2019년 2월 28일에 원본 문서에서 보존된 문서. 2019년 3월 1일에 확인함.
269. ↑  “FUZE4 Nintendo Switch”. 《Nintendo of America》. 2019년 8월 23일에 원본 문서에서 보존된 문서. 2019년 9월 7일에 확인함.
270. ↑  “Nintendo Switch will use cartridges”. 《Polygon》. Vox Media. 2016년 10월 20일. 2016년 10월 20일에 원본 문서에서 보존된 문서. 2016년 10월 20일에 확인함.
271. ↑  Orland, Kyle (2017년 2월 20일). “Nintendo Switch retail boxes are an ocean of wasted space”. 《아르스 테크니카》. 2021년 1월 19일에 원본 문서에서 보존된 문서. 2021년 5월 27일에 확인함.
272. ↑  Sarkar, Samit; Alexander, Julia (2017년 3월 1일). “Nintendo Switch game cartridges taste offensively bad, trust us (update)”. 《폴리곤》. 2017년 8월 5일에 원본 문서에서 보존된 문서. 2017년 10월 10일에 확인함.
273. ↑  Grant, Christopher (2017년 1월 13일). “Nintendo Switch games are $60, here's what the boxes look like”. 《폴리곤》. 2017년 1월 14일에 원본 문서에서 보존된 문서. 2017년 1월 13일에 확인함.
274. ↑  McFarren, Damien (2017년 3월 13일). “Here's Why Nintendo Switch Games Cost More Than Those For Other Consoles”. 《Nintendo Life》. 2019년 5월 25일에 원본 문서에서 보존된 문서. 2019년 5월 25일에 확인함.
275. 1 2  Yin-Poole, Wesley (2017년 3월 13일). “Why Nintendo Switch games are ending up more expensive”. 《Eurogamer.net》. 2022년 3월 17일에 원본 문서에서 보존된 문서. 2017년 3월 13일에 확인함.
276. ↑  Williams, Mike (2017년 3월 13일). “Nintendo Rules and Cart Prices Making Switch Games More Expensive”. 《US 게이머》. 2017년 3월 14일에 원본 문서에서 보존된 문서. 2017년 3월 13일에 확인함.
277. ↑  Carter, Chris (2017년 9월 8일). “L.A. Noire will have the 'Switch tax' that makes it $10 more expensive on Nintendo's platform”. 《디스트럭토이드》. 2017년 12월 17일에 원본 문서에서 보존된 문서. 2017년 9월 8일에 확인함.
278. ↑  Orland, Kyle (2018년 8월 24일). “Examining why Switch games cost more than their PC counterparts”. 《아르스 테크니카》. 2018년 8월 24일에 원본 문서에서 보존된 문서. 2018년 8월 24일에 확인함.
279. ↑  Mochizuki, Takashi (2017년 12월 27일). “Nintendo Delays Rollout of 64-Gigabyte Switch Game Cards Until 2019”. 《월스트리트 저널》. 2017년 12월 27일에 원본 문서에서 보존된 문서. 2017년 12월 27일에 확인함.
280. ↑  Frank, Allegra (2017년 3월 27일). “Another third-party Switch game causes uproar”. 《폴리곤》. 2017년 3월 27일에 원본 문서에서 보존된 문서. 2017년 3월 27일에 확인함.
281. ↑  Dornbush, Jonathon (2017년 9월 5일). “Some Nintendo Switch Games Will Require Memory Cards”. 《IGN》. 2017년 9월 4일에 원본 문서에서 보존된 문서. 2017년 9월 5일에 확인함.
282. ↑  Good, Owen (2018년 9월 16일). “Assassin's Creed: Odyssey is the second game to stream to Nintendo Switch”. 《폴리곤》. 2018년 9월 16일에 원본 문서에서 보존된 문서. 2018년 9월 16일에 확인함.
283. ↑  Hardawar, Devindra (2020년 10월 28일). “'Control' and 'Hitman 3' head to Switch via cloud streaming”. 《엔가젯》. 2020년 11월 1일에 원본 문서에서 보존된 문서. 2020년 11월 2일에 확인함.
284. ↑  Wong, Alistair (2020년 1월 11일). “Tencent Nintendo Switch Games Will Not Work on International Nintendo Switches”. 《Siliconera》. 2020년 1월 14일에 원본 문서에서 보존된 문서. 2020년 1월 14일에 확인함.
285. 1 2  Kohler, Chris (2018년 3월 22일). “Switch's Success Means A Changing Nintendo”. 《Kotaku》. 2018년 3월 22일에 원본 문서에서 보존된 문서. 2018년 3월 22일에 확인함.
286. ↑  Andriessen, CJ (2018년 9월 19일). “The latest Switch update will allow you to play your games on a second console”. 《디스트럭토이드》. 2018년 9월 19일에 원본 문서에서 보존된 문서. 2018년 9월 19일에 확인함.
287. ↑  Arnold, Cory (2016년 10월 21일). “Nintendo Switch not compatible with physical 3DS or Wii U games”. 《디스트럭토이드》. 2016년 10월 22일에 원본 문서에서 보존된 문서. 2016년 10월 21일에 확인함.
288. ↑  Makuch, Eddie (2017년 2월 23일). “No Virtual Console For Nintendo Switch At Launch”. 《게임스팟》. 2017년 2월 24일에 원본 문서에서 보존된 문서. 2017년 2월 23일에 확인함.
289. ↑  Schreier, Jason (2018년 5월 8일). “Virtual Console Is Not Coming To Switch, Nintendo Says”. 《Kotaku》. 2022년 1월 9일에 원본 문서에서 보존된 문서. 2018년 5월 8일에 확인함.
290. ↑  Stewart, Keith (2017년 2월 3일). “RIP Wii U: Nintendo's glorious, quirky failure”. 《가디언》. 2017년 2월 5일에 원본 문서에서 보존된 문서. 2017년 2월 5일에 확인함.
291. ↑  Carter, Chris (2017년 1월 23일). “EA claims Nintendo is making a bigger effort for third parties with the Switch”. 《디스트럭토이드》. 2017년 1월 26일에 원본 문서에서 보존된 문서. 2017년 1월 23일에 확인함.
292. 1 2 3 4 5  Shae, Brian (2017년 12월 29일). “How Nintendo Is Changing Its Approach To Indie Developers”. 《게임 인포머》. 2017년 12월 30일에 원본 문서에서 보존된 문서. 2017년 12월 29일에 확인함.
293. ↑  Williams, Mike (2017년 2월 2일). “Switch-ing On Indie Support For Nintendo's New Platform”. 《US 게이머》. 2017년 2월 3일에 원본 문서에서 보존된 문서. 2017년 2월 3일에 확인함.
294. ↑  Plante, Chris (2017년 3월 1일). “The Nintendo Switch indie strategy: release new games every week”. 《더 버지》. 2017년 3월 2일에 원본 문서에서 보존된 문서. 2017년 3월 1일에 확인함.
295. ↑  Graft, Kris (2017년 3월 2일). “Becoming a Nintendo Switch indie dev will be tough early on”. 《게임 디벨로퍼》. 2021년 8월 27일에 원본 문서에서 보존된 문서. 2017년 3월 2일에 확인함.
296. ↑  Faulkner, Jason (2017년 2월 21일). “Nintendo Switch Development Kits Low Price Might Entice Indie Developers”. 《섁뉴스》. 2017년 2월 22일에 원본 문서에서 보존된 문서. 2017년 2월 21일에 확인함.
297. ↑  Arnold, Cory (2017년 2월 23일). “eShop will be ready at Switch launch with 'Nindies' including timed exclusive Shovel Knight DLC”. 《디스트럭토이드》. 2017년 2월 24일에 원본 문서에서 보존된 문서. 2017년 2월 23일에 확인함.
298. ↑  McAloon, Alissa (2017년 2월 28일). “More than 60 games make up the Switch's year one indie offerings”. 《게임 디벨로퍼》. 2021년 8월 27일에 원본 문서에서 보존된 문서. 2017년 2월 28일에 확인함.
299. 1 2  Crecente, Brian (2018년 3월 27일). “Nintendo: Indies Helped Power Switch's Success”. 《글릭셀》. 2018년 3월 27일에 원본 문서에서 보존된 문서. 2018년 3월 27일에 확인함.
300. ↑  Whitehead, Thomas (2017년 4월 26일). “Feature: The Growing Pains of Curation on the Nintendo Switch eShop”. 《닌텐도 라이프》. 2017년 4월 26일에 원본 문서에서 보존된 문서. 2017년 4월 26일에 확인함.
301. ↑  Carter, Chris (2017년 4월 26일). “According to some indie developers, Nintendo hasn't changed all that much”. 《디스트럭토이드》. 2017년 4월 27일에 원본 문서에서 보존된 문서.
302. ↑  “Nintendo announces publishers and developers for the Switch;– including Bethesda, EA, 2K and more”. 《VG24/7》. 2016년 10월 20일. 2016년 10월 21일에 원본 문서에서 보존된 문서. 2016년 10월 20일에 확인함.
303. ↑  Miller, Ross (2016년 10월 20일). “Activision, EA, Bethesda, and more pledge support for Nintendo Switch”. 《더 버지》. 2016년 10월 21일에 원본 문서에서 보존된 문서. 2016년 10월 20일에 확인함.
304. 1 2  Grubb, Jeff (2017년 2월 7일). “Miyamoto: Nintendo's internal studios have 'mastered' the Unreal Engine”. 《벤처비트》. 2017년 2월 7일에 원본 문서에서 보존된 문서. 2017년 2월 7일에 확인함.
305. ↑  Alexander, Julia (2016년 10월 20일). “Activision, Bethesda and dozens of other companies will support Nintendo Switch”. 《폴리곤》. 2016년 10월 20일에 원본 문서에서 보존된 문서. 2016년 10월 21일에 확인함.
306. ↑  Skrebels, Joe (2016년 10월 21일). “Nintendo Switch will Support Unreal Engine 4”. 《IGN》. 2016년 11월 28일에 원본 문서에서 보존된 문서. 2016년 10월 21일에 확인함.
307. ↑  Moser, Cassidee (2016년 12월 20일). “Nintendo Switch Added to Hardware Supporting Vulkan, OpenGL 4.5, and OpenGL ES”. 《섁뉴스》. 2016년 12월 21일에 원본 문서에서 보존된 문서. 2016년 12월 20일에 확인함.
308. ↑  Grubb, Jeff (2017년 2월 15일). “Unreal Engine gets native Nintendo Switch support”. 《벤처비트》. 2017년 2월 15일에 원본 문서에서 보존된 문서. 2017년 2월 15일에 확인함.
309. ↑  Newhouse, Alex (2017년 5월 24일). “Nintendo Switch Now Fully Compatible With Unreal Engine 4”. 《게임스팟》. 2017년 7월 28일에 원본 문서에서 보존된 문서. 2017년 5월 24일에 확인함.
310. ↑  Wawro, Alex (2018년 3월 8일). “Nintendo inks deal with YoYo to bring GameMaker Studio 2 games to Switch”. 《게임 디벨로퍼》. 2021년 8월 27일에 원본 문서에서 보존된 문서. 2018년 3월 8일에 확인함.
311. ↑  Priestman, Chris (2017년 3월 10일). “What's it like developing for the Switch? 9 indie studios weigh in”. 《게임 디벨로퍼》. 2021년 8월 27일에 원본 문서에서 보존된 문서. 2017년 3월 10일에 확인함.
312. ↑  de Mao, Fransesco (2018년 4월 4일). “Nintendo Creates Bezel Engine For Third Party Switch Developers”. 《WCCTech》. 2021년 4월 15일에 원본 문서에서 보존된 문서. 2021년 4월 15일에 확인함.
313. ↑  Mackovich, Sam (2021년 4월 7일). “99 Pac-Men enter, one Pac-Man leaves in new Switch freebie Pac-Man 99”. 《아르스 테크니카》. 2021년 4월 15일에 원본 문서에서 보존된 문서. 2021년 4월 15일에 확인함.
314. ↑  Corliss, Cameron (2019년 9월 26일). “Switch Third Party Developer Support: Has Nintendo Learned Its Lesson?”. 《게임 랜트》. 2022년 9월 25일에 원본 문서에서 보존된 문서. 2022년 9월 25일에 확인함.
315. 1 2  Parijat, Pramath (2022년 9월 1일). “How the Nintendo Switch Undoes 25 Years of Damage and Frostiness Between Nintendo and Third Parties”. 《Gaming Bolt》. 2022년 9월 25일에 원본 문서에서 보존된 문서. 2022년 9월 25일에 확인함.
316. ↑  Reilly, Luke (2016년 4월 27일). “Nintendo NX Will Launch In March 2017”. 《IGN》. 지프 데이비스. 2016년 4월 28일에 원본 문서에서 보존된 문서. 2016년 4월 27일에 확인함.
317. ↑  “Zelda Wii U Delayed to 2017, Also Coming to NX”. 《IGN》. Ziff Davis Media. 2016년 4월 27일. 2016년 5월 3일에 확인함.
318. ↑  “The 6 games Nintendo showed for the Switch”. 《The Verge》. Vox Media. 2016년 10월 20일. 2016년 10월 21일에 원본 문서에서 보존된 문서. 2016년 10월 20일에 확인함.
319. ↑  Philips, Tom (2016년 10월 24일). “Nintendo fans pick apart Switch reveal video”. 《유로게이머》. 2016년 10월 24일에 원본 문서에서 보존된 문서. 2016년 10월 24일에 확인함.
320. ↑  Pereira, Chris (2016년 10월 20일). “Skyrim Not Confirmed for Nintendo Switch, Despite Appearing in Video Reveal”. 《게임스팟》. 2016년 10월 20일에 원본 문서에서 보존된 문서. 2016년 10월 20일에 확인함.
321. ↑  Brightman, James (2016년 10월 24일). “Nintendo: Switch video does not represent actual game footage”. 《게임스인더스트리.비즈》. 2016년 10월 25일에 원본 문서에서 보존된 문서. 2016년 10월 24일에 확인함.
322. ↑  “Nintendo Switch Launch Games & Release Dates 2017”. 《Nintendo Life》 (영국 영어). 2017년 3월 1일. 2024년 9월 21일에 확인함.
323. ↑  Carter, Chris (2017년 1월 31일). “The Nintendo Switch doesn't come with any software, even demos, pre-installed”. 《디스트럭토이드》. 2017년 2월 2일에 원본 문서에서 보존된 문서. 2017년 1월 31일에 확인함.
324. ↑  Makuch, Eddie (2017년 1월 17일). “Nintendo Exec on the Two Reasons Why Switch Won't Struggle Like Wii U Did”. 《게임스팟》. 2017년 1월 17일에 원본 문서에서 보존된 문서. 2017년 1월 17일에 확인함.
325. 1 2  Webster, Andrew (2017년 6월 13일). “How Nintendo is avoiding the mistakes of the Wii U with Switch”. 《더 버지》. 2017년 6월 13일에 원본 문서에서 보존된 문서. 2017년 6월 14일에 확인함.
326. ↑  Tu, Trumann (2024년 1월 14일). “Nintendo Switch Set a Record for Game Releases in 2023”. 《Game Rant》 (영어). 2024년 1월 17일에 확인함.
327. ↑  Parrish, Ash (2025년 3월 27일). “Nintendo introduces new lending system for digital Switch games”. 《The Verge》 (미국 영어). 2025년 4월 3일에 확인함.
328. 1 2  Baig, Edward (2017년 1월 14일). “Nintendo's Reggie Fils-Aime: Why Switch is different from Wii U”. 《USA 투데이》. 2017년 1월 17일에 원본 문서에서 보존된 문서. 2017년 1월 18일에 확인함.
329. ↑  Yuriff, Kaya (2017년 11월 9일). “Nintendo exec: Failed Wii U is responsible for Switch's success”. 《CNN》. 2017년 11월 9일에 원본 문서에서 보존된 문서. 2017년 11월 10일에 확인함.
330. ↑  “Nintendo believes Wii U messaging issues corrected”. 《GameSpot》. 2014년 5월 19일에 원본 문서에서 보존된 문서. 2014년 12월 23일에 확인함.
331. 1 2 3 4  Peckham, Matt (2017년 2월 1일). “Watch Nintendo's First-Ever Super Bowl Commercial”. 《타임 (잡지)》. 2017년 2월 1일에 원본 문서에서 보존된 문서. 2017년 2월 1일에 확인함.
332. 1 2  Semeraro, Eleanor (2017년 5월 1일). “Nintendo 'Switches' up the console ad-spending charts”. 《벤처비트》. 2017년 5월 2일에 원본 문서에서 보존된 문서. 2017년 5월 3일에 확인함.
333. ↑  Webster, Andrew (2017년 2월 1일). “Nintendo's Super Bowl Switch commercial shows the many ways you can play Zelda”. 《더 버지》. 2017년 2월 2일에 원본 문서에서 보존된 문서. 2017년 2월 1일에 확인함.
334. ↑  Molina, Brett. “Nintendo devotes its first-ever Super Bowl ad to Switch”. 《USA Today》. 2017년 2월 1일에 원본 문서에서 보존된 문서. 2017년 2월 1일에 확인함.
335. ↑  Frank, Allegra (2017년 2월 1일). “Nintendo's first Super Bowl ad is all about the Switch”. 《Polygon》 (Vox Media). 2017년 2월 2일에 원본 문서에서 보존된 문서. 2017년 2월 1일에 확인함.
336. ↑  Shark, Chelsea (2016년 11월 28일). “Nintendo holding Switch hands-on event in New York Jan. 13”. 《폴리곤》. 2016년 11월 29일에 원본 문서에서 보존된 문서. 2016년 11월 28일에 확인함.
337. ↑  “Nintendo also hosting a Switch press event in Paris on January 13 – Nintendo Everything”. 2016년 11월 30일. 2016년 12월 2일에 원본 문서에서 보존된 문서. 2016년 12월 30일에 확인함.
338. ↑  Sato (2016년 12월 28일). “The Nintendo Switch Hands-On Event In Japan Will Last Seven Hours On Both Days”. 《실리코네라》. 2016년 12월 29일에 원본 문서에서 보존된 문서. 2016년 12월 28일에 확인함.
339. ↑  Skrebels, Joe (2016년 12월 14일). “Select Fans Invited to See Nintendo Switch Early”. 《IGN》. 2016년 12월 14일에 원본 문서에서 보존된 문서. 2016년 12월 14일에 확인함.
340. ↑  Nunneley, Stephany (2017년 2월 3일). “Nintendo Switch hands on events will take place in three UK cities starting next weekend”. 《VG247》. 2017년 2월 3일에 원본 문서에서 보존된 문서. 2017년 2월 3일에 확인함.
341. ↑  Sarkar, Samit (2017년 1월 23일). “Get your hands on the Nintendo Switch at PAX South”. 《폴리곤》. 2017년 1월 24일에 원본 문서에서 보존된 문서. 2017년 1월 23일에 확인함.
342. ↑  Makuch, Eddie (2017년 2월 21일). “Nintendo Switch: John Cena To Help Promote The Console, Here's How”. 《게임스팟》. 2017년 2월 22일에 원본 문서에서 보존된 문서. 2017년 2월 21일에 확인함.
343. ↑  Carden, Dennis (2016년 12월 14일). “You'll be able to try out the Nintendo Switch at RTX Sydney in February”. 《디스트럭토이드》. 2016년 12월 16일에 원본 문서에서 보존된 문서. 2016년 12월 15일에 확인함.
344. ↑  Grant, Christopher (2017년 2월 21일). “Nintendo tag teams with John Cena for living room-inspired Switch demos”. 《폴리곤》. 2017년 2월 24일에 원본 문서에서 보존된 문서. 2017년 2월 24일에 확인함.
345. ↑  Lanier, Liz (2018년 6월 18일). “Disney Channel's Nintendo Switch Family Showdown Casting Call”. 《버라이어티》. 2018년 6월 20일에 확인함.
346. ↑  Byford, Sam (2017년 1월 26일). “First Click: The future of Japanese games may rely on the Nintendo Switch”. 《더 버지》. 2017년 1월 26일에 원본 문서에서 보존된 문서. 2017년 1월 26일에 확인함.
347. ↑  Fahey, Rob (2016년 10월 26일). “Switch targets Japan's TV-less youth”. 《게임스인더스트리.비즈》. 2016년 10월 28일에 원본 문서에서 보존된 문서. 2016년 10월 28일에 확인함.
348. 1 2  Takahashi, Dean (2017년 1월 13일). “Nintendo Switch draws mixed reactions from analysts”. 《벤처비트》. 2017년 1월 18일에 원본 문서에서 보존된 문서. 2017년 1월 13일에 확인함.
349. 1 2  Mochizuki, Takashi (2017년 11월 10일). “Nintendo's Game Plan to Level Up Switch Production”. 《월스트리트 저널》. 2017년 11월 10일에 원본 문서에서 보존된 문서. 2017년 11월 10일에 확인함.
350. ↑  Lewis, Leo; Inagaki, Kana (2017년 1월 13일). “Nintendo shares dive on pricing of Switch console”. 《파이낸셜 타임스》. 2017년 1월 15일에 원본 문서에서 보존된 문서. 2017년 1월 17일에 확인함.
351. 1 2  Baker, Chris (2017년 1월 17일). “Handicapping the Switch's chances: Industry analysts weigh in”. 《게임 디벨로퍼》. 2021년 8월 27일에 원본 문서에서 보존된 문서. 2017년 1월 17일에 확인함.
352. ↑  Alexander, Julia (2016년 10월 21일). “Nintendo stock drops 7 percent after Switch reveal”. 《폴리곤》. 복스 미디어. 2016년 10월 22일에 원본 문서에서 보존된 문서. 2016년 10월 21일에 확인함.
353. ↑  Mochizuki, Takashi (2016년 10월 21일). “Nintendo's New Switch Console Fails to Turn On Investors”. 《월스트리트 저널》. 2017년 2월 4일에 원본 문서에서 보존된 문서. 2017년 2월 3일에 확인함.
354. ↑  Makuch, Eddie (2017년 1월 13일). “Nintendo Stock Price Drops After Latest Switch News”. 《게임스팟》. 2017년 1월 16일에 원본 문서에서 보존된 문서. 2017년 1월 13일에 확인함.
355. ↑  Fahey, Rob (2017년 2월 3일). “Risky Nintendo spooks the markets”. 《게임스인더스트리.비즈》. 2017년 2월 3일에 원본 문서에서 보존된 문서. 2017년 2월 3일에 확인함.
356. ↑  Nunneley, Stephany (2017년 1월 21일). “Nintendo Switch to sell 40 million units by 2020, according to forecast by market research firm”. 《VG247》. 2017년 1월 24일에 원본 문서에서 보존된 문서. 2017년 1월 21일에 확인함.
357. ↑  Saed, Sharif (2017년 3월 2일). “Nintendo Switch predicted to sell 5 million by the end of the year, but price tag could make for a slow start”. 《VG247》. 2017년 3월 2일에 원본 문서에서 보존된 문서. 2017년 3월 2일에 확인함.
358. ↑  Wawro, Alex (2016년 10월 20일). “Devs React: Nintendo unveils its hybrid-handheld console Switch”. 《게임 디벨로퍼》. 2021년 8월 27일에 원본 문서에서 보존된 문서. 2016년 10월 20일에 확인함.
359. ↑  Molina, Brett (2017년 1월 12일). “Survey: Game developers mixed about Nintendo Switch”. 《USA 투데이》. 2017년 1월 17일에 원본 문서에서 보존된 문서. 2017년 1월 18일에 확인함.
360. ↑  “The Nintendo Switch could unite the gaming audience, Ubisoft exec says”. 《Polygon》. Vox Media. 2016년 11월 30일. 2017년 1월 16일에 원본 문서에서 보존된 문서. 2017년 1월 13일에 확인함.
361. ↑  Orrey, James (2016년 11월 7일). “Capcom looking into PS4, Xbox One and Nintendo Switch multiplatform games”. 《VideoGamer.com》. 2016년 11월 8일에 원본 문서에서 보존된 문서. 2016년 11월 7일에 확인함.
362. ↑  O'Brein, Lucy (2017년 2월 3일). “Hideo Kojima Shares His Thoughts on Nintendo Switch”. 《IGN》. 2017년 2월 5일에 원본 문서에서 보존된 문서. 2017년 2월 6일에 확인함.
363. ↑  Dornbush, Jonathon (2017년 2월 23일). “DICE 2017: Fallout 4 Director Todd Howard on Bethesda Game Studios' Creative Process”. IGN. 2017년 3월 5일에 원본 문서에서 보존된 문서. 2017년 3월 3일에 확인함.
364. ↑  “Xbox boss gives the Nintendo Switch the thumbs up”. 《Digital Spy》. 2016년 10월 21일. 2017년 1월 16일에 원본 문서에서 보존된 문서. 2017년 1월 13일에 확인함.
365. ↑  Makuch, Eddie (2016년 11월 23일). “Nintendo Switch Could Be a "Game-Changer," May Have Motion Controls, GameStop Says”. 《게임스팟》. 2016년 12월 22일에 원본 문서에서 보존된 문서. 2016년 11월 23일에 확인함.
366. ↑  Good, Owen (2017년 1월 15일). “Nintendo Switch sold out at GameStop; good luck finding it elsewhere”. 《폴리곤》. 2017년 1월 26일에 원본 문서에서 보존된 문서. 2017년 1월 27일에 확인함.
367. ↑  Saed, Sherif (2017년 1월 27일). “Nintendo Switch pre-orders already at 80% of the console's initial shipment in Japan”. 《VG247》. 2017년 1월 27일에 원본 문서에서 보존된 문서. 2017년 1월 27일에 확인함.
368. ↑  Grant, Christopher (2016년 10월 21일). “The Nintendo Switch reveal is the most viewed video on Nintendo's YouTube page”. 《폴리곤》. 복스 미디어. 2016년 10월 23일에 원본 문서에서 보존된 문서. 2016년 10월 23일에 확인함.
369. ↑  Saed, Sharif (2017년 3월 1일). “Nintendo Switch reviews round-up: the final verdict”. 《VG247》. 2017년 3월 1일에 원본 문서에서 보존된 문서. 2017년 3월 1일에 확인함.
370. ↑  Frank, Allegra; Sarkar, Samit; Alexander, Julia (2017년 3월 3일). “Nintendo Switch users face hardware issues on launch day”. 《폴리곤》. 2017년 3월 4일에 원본 문서에서 보존된 문서. 2017년 3월 4일에 확인함.
371. ↑  Peckham, Matt (2017년 3월 9일). “Nintendo America's Boss Answers Our Questions About Switch Concerns”. 《타임 (잡지)》. 2017년 3월 9일에 원본 문서에서 보존된 문서. 2017년 3월 10일에 확인함.
372. ↑  Dornbrush, Jonathan (2017년 3월 22일). “Nintendo Confirms Source of Joy-Con Sync Issues”. 《IGN》. 2017년 3월 22일에 원본 문서에서 보존된 문서. 2017년 3월 22일에 확인함.
373. ↑  Hollister, Sean (2017년 3월 22일). “Nintendo has an easy fix for the Switch Joy-Con desync issue”. 《CNET》. 2017년 3월 22일에 원본 문서에서 보존된 문서. 2017년 3월 22일에 확인함.
374. ↑  Humphreys, Matthew (2017년 3월 7일). “Nintendo: Switch Screen Dead Pixels Are Not a Defect”. 《PCMag》. 2017년 3월 7일에 원본 문서에서 보존된 문서. 2017년 3월 7일에 확인함.
375. ↑  “Sony, Microsoft, and of course Arby's congratulate Nintendo on the Switch”. 《폴리곤》. 2017년 3월 3일. 2017년 3월 5일에 원본 문서에서 보존된 문서. 2017년 3월 5일에 확인함.
376. ↑  Kuchera, Ben (2017년 10월 31일). “One chart shows why the Nintendo Switch has become such a big hit”. 《폴리곤》. 2017년 10월 31일에 원본 문서에서 보존된 문서. 2017년 10월 31일에 확인함.
377. ↑  “Six Months Financial Results Briefing for Fiscal Year Ending March 2018” (PDF).
378. ↑  D'Anastasio, Cecilia (2018년 4월 30일). “Angry Over Busted Switch, Guy Files Class-Action Suit Against Third-Party Dock Maker”. Kotaku. 2018년 4월 30일에 확인함.
379. ↑  “Nintendo Switch Lite review: a triumphant return to dedicated handhelds”. 《www.theverge.com》 (영어). 2019년 9월 19일. 2020년 6월 28일에 확인함.
380. ↑  “Nintendo's Switch Lite Also Suffers From Joy-Con Drift”. 《PCMAG》 (영어). 2019년 9월 24일. 2020년 6월 28일에 확인함.
381. ↑  “This Android Tablet Makes a Great Nintendo Switch Display”. 《Lifewire》 (영어). 2024년 6월 23일에 확인함.
382. ↑  Stockdale, Jon PorterContributions from Henry; Wood, Rhys; Phillips, Kara; updated, Dashiell Wood last (2023년 6월 2일). “Nintendo Switch review”. 《TechRadar》 (영어). 2024년 6월 23일에 확인함.
383. ↑  “Nintendo Switch Review”. 《PCMAG》 (영어). 2021년 9월 15일. 2024년 6월 23일에 확인함.
384. ↑  updated, Richard PridayContributions from Roland Moore-Colyer last (2022년 9월 16일). “Nintendo Switch review”. 《Tom's Guide》 (영어). 2024년 6월 23일에 확인함.
385. ↑  Titcomb, James (2017년 3월 7일). “Switch is 'fastest-selling console in Nintendo's history'”. 《데일리 텔레그래프》. 2017년 3월 7일에 원본 문서에서 보존된 문서. 2017년 3월 7일에 확인함.
386. ↑  “The Switch broke Nintendo's sales records (in the Americas, at least)”. 《The Verge》. 2017년 3월 6일. 2017년 3월 7일에 원본 문서에서 보존된 문서. 2017년 3월 6일에 확인함.
387. ↑  Grubb, Jeff (2017년 3월 6일). “Nintendo sells 313,700 Switch consoles in Japan over launch weekend”. 《벤처비트》. 2017년 3월 7일에 원본 문서에서 보존된 문서. 2017년 3월 6일에 확인함.
388. ↑  Frank, Allegra (2017년 3월 7일). “Nintendo Switch launch sales are good news — but not great news yet”. 《폴리곤》. 복스 미디어. 2017년 3월 8일에 원본 문서에서 보존된 문서. 2017년 3월 9일에 확인함.
389. ↑  Schreier, Jason (2017년 4월 13일). “Nintendo Sells Nearly A Million Switches In The United States”. 《Kotaku》. 2017년 4월 14일에 원본 문서에서 보존된 문서. 2017년 4월 13일에 확인함.
390. ↑  Handrahan, Matthew (2017년 3월 30일). “Nintendo Switch reaches 500,000 sales in Japan”. 《게임스인더스트리.비즈》. 2017년 3월 30일에 원본 문서에서 보존된 문서. 2017년 3월 30일에 확인함.
391. ↑  Dring, Christopher (2017년 3월 6일). “Nintendo Switch UK launch sales hit 80,000”. 2017년 3월 6일에 원본 문서에서 보존된 문서.
392. ↑  Monzón, Alejandro Oramas (2017년 3월 8일). “Nintendo Switch es el mejor lanzamiento de una consola en España”. 《하비 콘솔라스》 (스페인어). 악셀 스프링거 AG. 2017년 3월 9일에 원본 문서에서 보존된 문서. 2017년 3월 9일에 확인함.
393. ↑  Woitier, Chloé (2017년 3월 7일). “La Nintendo Switch bat tous les records de ventes en France”. 《르 피가로》 (프랑스어). 다쏘 그룹. 2017년 3월 18일에 원본 문서에서 보존된 문서. 2017년 3월 18일에 확인함.
394. ↑  Makuch, Eddie (2017년 3월 8일). “Nintendo Switch Is Nintendo's Fastest-Selling Console Ever In The Americas, Europe, and Australia”. 《게임스팟》. CBS 인터랙티브. 2017년 3월 18일에 원본 문서에서 보존된 문서. 2017년 3월 18일에 확인함.
395. 1 2  Makuch, Eddie (2017년 4월 27일). “Nintendo Switch Ships 2.74 Million Units Worldwide”. 《게임스팟》. 2017년 4월 27일에 확인함.
396. ↑  Stark, Chelsea (2017년 4월 27일). “Nintendo sold 2.74 million switch consoles worldwide in March”. 《폴리곤》. 2017년 4월 28일에 원본 문서에서 보존된 문서. 2017년 4월 27일에 확인함.
397. ↑  Makuch, Eddie (2017년 3월 20일). “GameStop: Nintendo Switch Sales "Phenomenal," Could Outpace Wii”. 《게임스팟》. 2017년 3월 21일에 원본 문서에서 보존된 문서. 2017년 3월 20일에 확인함.
398. ↑  Wawro, Alex (2017년 5월 25일). “GameStop's sales rise on the back of Nintendo's Switch, even as profits slip”. 《게임 디벨로퍼》. 2021년 8월 27일에 원본 문서에서 보존된 문서. 2017년 5월 26일에 확인함.
399. ↑  Boyle, Matthew; Townsend, Matthew (2017년 5월 25일). “Best Buy Soars After Nintendo Switch Helps Bring Surprise Growth”. 《블룸버그》. 2017년 5월 25일에 원본 문서에서 보존된 문서. 2017년 5월 26일에 확인함.
400. ↑  Kerr, Chris (2017년 7월 4일). “Japanese console market grows for the first time in three years”. 《게임 디벨로퍼》. 2017년 7월 8일에 원본 문서에서 보존된 문서. 2017년 7월 4일에 확인함.
401. ↑  “Consolidated Financial Statements Nintendo” (PDF). 《nintendo.co.jp》. 2017년 4월 27일. 3쪽. 2017년 4월 27일에 원본 문서 (PDF)에서 보존된 문서. 2017년 4월 29일에 확인함.
402. ↑  Sinclair, Brendan (2017년 4월 28일). “Switch boasts 2:1 software tie ratio”. 《게임스인더스트리.비즈》. 2017년 4월 28일에 원본 문서에서 보존된 문서. 2017년 4월 28일에 확인함.
403. ↑  Mochizuki, Takashi (2017년 3월 17일). “Nintendo to Double Production of Switch Console”. 《월스트리트 저널》. 2017년 3월 17일에 원본 문서에서 보존된 문서. 2017년 3월 17일에 확인함.
404. ↑  Mochizuki, Takashi (2017년 5월 1일). “Nintendo Shipped Switch Consoles by Plane to Quickly Meet High Demand”. 《월스트리트 저널》. 2017년 5월 1일에 원본 문서에서 보존된 문서. 2017년 5월 1일에 확인함.
405. 1 2  Brightman, James (2017년 5월 2일). “Nintendo now believes Switch can reach Wii sales levels”. 《게임스인더스트리.비즈》. 2017년 5월 2일에 원본 문서에서 보존된 문서. 2017년 5월 2일에 확인함.
406. ↑  Good, Owen (2017년 10월 30일). “Nintendo says the Switch will outsell the Wii U after one year”. 《폴리곤》. 2017년 10월 30일에 원본 문서에서 보존된 문서. 2017년 10월 30일에 확인함.
407. ↑  Good, Owen (2017년 10월 31일). “Super Mario Odyssey sold 2 million copies already, says Nintendo”. 《폴리곤》. 2017년 10월 31일에 원본 문서에서 보존된 문서. 2017년 10월 31일에 확인함.
408. ↑  Kim, Matt (2017년 11월 27일). “The Nintendo Switch Dominated Black Friday and Cyber Monday”. 《US 게이머》. 2017년 12월 1일에 원본 문서에서 보존된 문서. 2017년 11월 28일에 확인함.
409. ↑  Kerr, Chris (2017년 12월 12일). “Nintendo Switch worldwide sales top 10M units”. 《게임 디벨로퍼》. 2017년 12월 12일에 원본 문서에서 보존된 문서. 2017년 12월 12일에 확인함.
410. ↑  Kerr, Chris (2017년 12월 29일). “Report: Nintendo expects to sell 20M Switch consoles in the next fiscal year”. 《게임 디벨로퍼》. 2017년 12월 29일에 원본 문서에서 보존된 문서. 2017년 12월 29일에 확인함.
411. ↑  Miucin, Filip (2017년 12월 28일). “Nintendo Switch Sets New Sales Milestone”. 《IGN》. 2017년 12월 28일에 원본 문서에서 보존된 문서. 2017년 12월 28일에 확인함.
412. ↑  Vincent, Brittany (2017년 12월 28일). “The Switch has officially sold more than the PlayStation 2 in its first year”. 《닷 이스포츠》. 2020년 3월 14일에 원본 문서에서 보존된 문서. 2018년 8월 15일에 확인함.
413. ↑  Good, Owen (2018년 1월 6일). “Nintendo Switch eclipses Wii U lifetime sales in Japan”. 《폴리곤》. 2018년 1월 6일에 원본 문서에서 보존된 문서. 2018년 1월 6일에 확인함.
414. ↑  Ashcroft, Brian (2018년 1월 10일). “For The First Time In 11 Years, The Japanese Console Game Market Has Grown”. 《Kotaku》. 2018년 1월 10일에 원본 문서에서 보존된 문서. 2018년 1월 10일에 확인함.
415. ↑  Kerr, Chris (2018년 1월 4일). “Switch becomes fastest-selling home console of all time in the U.S”. 《게임 디벨로퍼》. 2018년 1월 5일에 원본 문서에서 보존된 문서. 2018년 1월 4일에 확인함.
416. ↑  Nunneley, Stephany (2018년 1월 18일). “Switch moved 1.5 million units last month, and it was the best December for 3ds since 2014”. 《VG247》. 2018년 1월 19일에 원본 문서에서 보존된 문서. 2018년 1월 18일에 확인함.
417. ↑  Dring, Christopher (2018년 1월 11일). “Nintendo Switch is the fastest-selling games console in France”. 《게임스인더스트리.비즈》. 2018년 1월 11일에 원본 문서에서 보존된 문서. 2018년 1월 11일에 확인함.
418. ↑  “Nintendo Switch is the Fastest Selling Canadian Console Ever with 400,000 Shipped”. 《Techvibes》 (미국 영어). 2018년 1월 19일. 2018년 10월 24일에 확인함.
419. ↑  Graham, Jefferson (2017년 12월 29일). “iPhone maintains reign as top tech best-selling product in 2017”. 《USA 투데이》. 2017년 12월 30일에 원본 문서에서 보존된 문서. 2017년 12월 30일에 확인함.
420. ↑  Reseigh-Lincoln, Dom (2018년 1월 26일). “Olé! Sales Of Nintendo Switch In Spain Have Now Surpassed Xbox One”. 《Nintendo Life》 (영국 영어). 2018년 9월 23일에 확인함.
421. ↑  Crecente, Brian (2018년 12월 18일). “'Super Smash Bros. Ultimate' Fastest Selling Nintendo Switch Game”. 《버라이어티》. 2018년 12월 18일에 확인함.
422. ↑  Craddock, Ryan (2019년 5월 15일). “Nintendo Switch Overtakes PS4's Lifetime Sales In Japan”. 《Nintendo Life》 (영국 영어). 2019년 5월 18일에 확인함.
423. ↑  “Consolidated Financial Highlights – Q4 FY2017” (PDF). 닌텐도. 2017년 4월 27일. 2018년 4월 26일에 확인함.
424. ↑  “Consolidated Financial Highlights – Q1 FY2018” (PDF). 닌텐도. 2017년 7월 26일. 2018년 4월 26일에 확인함.
425. ↑  “Consolidated Financial Highlights – Q2 FY2018” (PDF). 닌텐도. 2017년 10월 30일. 2018년 4월 26일에 확인함.
426. ↑  “Consolidated Financial Highlights – Q3 FY2018” (PDF). 닌텐도. 2018년 1월 31일. 2018년 4월 26일에 확인함.
427. ↑  “Consolidated Financial Statements – Q4 FY2018” (PDF). 닌텐도. 2018년 4월 26일. 2018년 8월 14일에 확인함.
428. ↑  “Consolidated Financial Highlights – Q1 FY2019” (PDF). 닌텐도. 2018년 7월 31일. 2018년 8월 14일에 확인함.
429. ↑  “Consolidated Financial Highlights – Q2 FY2019” (PDF). 닌텐도. 2018년 10월 30일. 2018년 10월 30일에 확인함.
430. ↑  “Consolidated Financial Highlights – Q3 FY2019” (PDF). 닌텐도. 2019년 1월 31일. 2019년 1월 31일에 확인함.
431. ↑  “Consolidated Financial Highlights – Q4 FY2019” (PDF). 닌텐도. 2019년 4월 25일. 2019년 4월 25일에 확인함.
432. ↑  “Consolidated Financial Highlights – Q1 FY2020” (PDF). 닌텐도. 2019년 7월 30일. 2019년 7월 30일에 확인함.
433. ↑  “Consolidated Financial Highlights – Q2 FY2020” (PDF). 닌텐도. 2019년 10월 31일. 2019년 10월 31일에 확인함.
434. ↑  “Consolidated Financial Highlights – Q3 FY2020” (PDF). 닌텐도. 2020년 1월 30일. 2020년 1월 30일에 확인함.
435. ↑  “Consolidated Financial Highlights – Q4 FY2020” (PDF). 닌텐도. 2020년 5월 7일. 2020년 5월 7일에 확인함.
436. ↑  “Consolidated Financial Highlights – Q1 FY2021” (PDF). 닌텐도. 2020년 8월 6일. 2020년 8월 6일에 확인함.
437. ↑  “Consolidated Financial Highlights – Q2 FY2021” (PDF). 닌텐도. 2020년 11월 5일. 2020년 11월 5일에 확인함.
438. ↑  “Consolidated Financial Highlights – Q3 FY2021” (PDF). 닌텐도. 2021년 2월 1일. 2021년 2월 1일에 확인함.
439. ↑  “Consolidated Financial Highlights – Q4 FY2021” (PDF). 닌텐도. 2021년 5월 6일. 2021년 5월 6일에 확인함.
440. ↑  “Consolidated Financial Highlights – Q1 FY2022” (PDF). 닌텐도. 2021년 8월 5일. 2021년 8월 5일에 확인함.
441. ↑  “Consolidated Financial Highlights – Q2 FY2022” (PDF). 닌텐도. 2021년 11월 4일. 2021년 11월 4일에 확인함.
442. ↑  “Consolidated Financial Highlights – Q3 FY2022” (PDF). 닌텐도. 2022년 2월 3일. 2022년 2월 3일에 확인함.
443. ↑  “Consolidated Financial Highlights – Q4 FY2022” (PDF). 닌텐도. 2022년 5월 10일. 2022년 5월 10일에 확인함.
444. ↑  “Consolidated Financial Highlights – Q1 FY2023” (PDF). 닌텐도. 2022년 8월 3일. 2022년 8월 3일에 확인함.
445. ↑  “Consolidated Financial Highlights – Q2 FY2023” (PDF). 닌텐도. 2022년 11월 8일. 2022년 11월 8일에 확인함.
446. ↑  “Consolidated Financial Highlights – Q3 FY2023” (PDF). 닌텐도. 2023년 2월 7일. 2023년 2월 7일에 확인함.
447. ↑  “Consolidated Financial Highlights – Q4 FY2023” (PDF). 닌텐도. 2023년 5월 9일. 2023년 6월 2일에 확인함.
448. ↑  “Consolidated Financial Highlights – Q1 FY2024” (PDF). 닌텐도. 2023년 8월 3일. 2023년 8월 3일에 확인함.
449. ↑  “Consolidated Financial Highlights – Q2 FY2024” (PDF). 닌텐도. 2023년 11월 7일. 2023년 11월 7일에 확인함.
450. 1 2  “Consolidated Financial Highlights – Q3 FY2024” (PDF). 《닌텐도》. 2024년 2월 6일. 2024년 2월 6일에 확인함.
451. ↑  “Consolidated Financial Highlights – Q4 FY2024” (PDF). 《닌텐도》. 2024년 5월 7일. 2024년 5월 7일에 확인함.
452. ↑  “Financial Results Explanatory Material – Q1 FY2025” (PDF). 《닌텐도》. 2024년 8월 2일. 2024년 8월 2일에 확인함.
453. ↑  “Financial Results Explanatory Material – Q2 FY2025” (PDF). 《닌텐도》. 2024년 11월 5일. 2024년 11월 5일에 확인함.
454. ↑  “Financial Results Explanatory Material – Q3 FY2025” (PDF). 《닌텐도》. 2025년 2월 4일. 2025년 2월 4일에 확인함.
455. 1 2  “Financial Results Explanatory Material – Q4 FY2025” (PDF). 《닌텐도》. 2025년 5월 8일. 2025년 6월 3일에 확인함.
456. ↑  Strickland, Derek (2024년 5월 16일). “Nintendo Switch breaks 141 million sales, expected to beat DS by March 2025”. 《TweakTown》. 2024년 5월 19일에 확인함.
457. ↑  “Company History”. 2022년 9월 30일에 원본 문서에서 보존된 문서. 2022년 9월 30일에 확인함.
458. ↑  Dinsdale, Ryan (2023년 2월 7일). “Nintendo Switch Surpasses PS4 and Game Boy to Become 3rd Best Selling Console of All Time”. 《IGN》.
459. ↑  Dring, Christopher (2021년 2월 1일). “Nintendo Switch sales overtake 3DS as Nintendo raises forecasts again”. 《게임스인더스트리.비즈》. 2021년 2월 1일에 확인함.
460. ↑  Doolan, Liam (2020년 10월 17일). “Switch Has Now Been The Best-Selling Console In The US For 22 Consecutive Months – That's A New Record”. 《Nintendo Life》. 2020년 10월 17일에 확인함.
461. ↑  Jones, Ali (2021년 10월 18일). “PS5 ends Nintendo Switch best-selling streak after almost three years”. 《GamesRadar》. 2021년 10월 18일에 확인함.
462. ↑  Carter, Chris (2020년 2월 7일). “Nintendo opens up about the Switch Lite and how it fits in their ecosystem”. 《디스트럭토이드》. 2020년 2월 7일에 확인함.
463. ↑  McWhertor, Michael (2020년 9월 3일). “Nintendo bringing Super Mario 64, Sunshine, and Galaxy to Switch”. 《폴리곤》. 2020년 9월 15일에 원본 문서에서 보존된 문서. 2020년 9월 3일에 확인함.
464. ↑  “Top Selling Title Sales Units”. 닌텐도. 2025년 2월 4일. 2025년 2월 4일에 확인함.
465. ↑  Knezevic, Kevin (2017년 5월 25일). “Switch Helps Nintendo's Stock Reach Its Highest Point Since Wii”. 《게임스팟》. 2017년 9월 21일에 원본 문서에서 보존된 문서. 2017년 5월 25일에 확인함.
466. ↑  Knezevic, Kevin (2017년 5월 26일). “Switch's Monster Hunter XX Reveal Boosts Nintendo's Rising Stock To 8-Year High”. 《게임스팟》. 2017년 9월 21일에 원본 문서에서 보존된 문서. 2017년 5월 26일에 확인함.
467. ↑  Hester, Blake (2017년 9월 19일). “Nintendo's Tencent Partnership Could Open Door to Switch In China: WSJ”. 《Glixel》. 2017년 9월 19일에 원본 문서에서 보존된 문서. 2017년 9월 20일에 확인함.
468. ↑  Mochizuki, Takashi; Abkowitz, Alyssa (2017년 9월 19일). “Nintendo Surges on Prospect of Greater Access to China”. 《월스트리트 저널》. 2017년 9월 19일에 원본 문서에서 보존된 문서. 2017년 9월 20일에 확인함.
469. ↑  Webster, Andrew (2017년 12월 18일). “Tencent is bringing China's biggest game to the rest of the world”. 《더 버지》. 2017년 12월 19일에 원본 문서에서 보존된 문서. 2017년 12월 18일에 확인함.
470. ↑  Taylor, Haydn (2017년 10월 9일). “Nintendo shares hit-ten year high”. 《GamesIndustry.biz》. 2017년 10월 29일에 원본 문서에서 보존된 문서. 2017년 10월 9일에 확인함.
471. ↑  “Nintendo Switch overtakes the Wii U”. 《BBC 뉴스》. 2018년 1월 31일. 2018년 1월 31일에 확인함.
472. ↑  Kharpal, Arjun (2018년 1월 31일). “Nintendo ups its Switch sales expectations to 15 million units after profits rise 261%”. 《CNBC》. 2018년 1월 31일에 확인함.
473. ↑  “Nintendo reports jump in earnings thanks to Switch”. 《Financial Post》 (미국 영어). 2018년 7월 31일. 2018년 10월 12일에 확인함.
474. ↑  “Nintendo second-quarter profit hits eight-year high, powered by Switch sales”. 《Channel NewsAsia》 (미국 영어). 2018년 11월 14일에 원본 문서에서 보존된 문서. 2018년 11월 14일에 확인함.
475. ↑  카게야마, 유리 (2019년 1월 31일). “Nintendo's quarterly profit rises on hit Switch games | Financial Post”. 《Financial Post》 (캐나다 영어). 2019년 2월 14일에 확인함.
476. ↑  카게야마, 유리 (2019년 4월 25일). “Nintendo profit jumps 39% on Switch software sales”. 《ABC News》 (영어). 2019년 4월 25일에 확인함.
477. ↑  Fingas, Jon (2017년 8월 11일). “Nintendo faces lawsuit over the Switch's detachable controllers”. 《엔가젯》. 2017년 8월 11일에 원본 문서에서 보존된 문서. 2017년 8월 11일에 확인함.
478. ↑  “Gamevice, Inc. v. Nintendo Co., Ltd. et al”. RPX Corporation. 2018년 6월 14일에 원본 문서에서 보존된 문서. 2018년 1월 25일에 확인함.
479. ↑  Conduit, Jessica (2018년 5월 1일). “Nintendo faces Switch patent infringement investigation in the US”. 《엔가젯》. 2018년 5월 1일에 확인함.
480. ↑  Good, Owen (2018년 5월 6일). “Nintendo sued by peripheral maker alleging Switch design infringes patents”. 《폴리곤》. 2018년 5월 6일에 확인함.
481. ↑  “USITC Institutes Section 337 Investigation of Certain Portable Gaming Console Systems with Attachable Handheld Controllers and Components Thereof | USITC”. 《www.usitc.gov》 (영어). 2018년 9월 1일에 확인함.
482. ↑  “Certain Portable Gaming Console Systems With Attachable Handheld Controllers and Components Thereof; Notice of a Commission Determination Finding No Violation of Section 337; Termination of the Investigation”. 《US Federal Register》. 2019년 10월 10일. 2020년 1월 11일에 확인함.
483. ↑  Batchelor, James (2020년 3월 12일). “Nintendo wins patent dispute against Gamevice”. 《GamesIndustry.biz》. 2020년 3월 12일에 확인함.
484. ↑  “Gamevice Tries Again to Block U.S. Imports of Nintendo Switch”. 《news.bloomberglaw.com》 (영어). 2021년 8월 21일에 확인함.
485. ↑  Barbosa, Alessandro (2020년 4월 2일). “New Lawsuit Seeks To Halt Nintendo Switch Sales In The US Again”. 《게임스팟》. 2020년 4월 2일에 확인함.
486. ↑  “Notice of Institution of Investigation” (PDF). 《USITC.gov》. 2020년 4월 29일.
487. ↑  “Notice of Commission Determination not to Review an Initial Determination Terminating the Investigation with Respect to a Patent Claim” (PDF). 《USITC.gov》. 2021년 1월 5일. 2023년 4월 18일에 확인함.
488. ↑  Robinson, Andy (2019년 7월 20일). “Nintendo faces lawsuit over 'drifting' Switch Joy-Cons”. 《Video Games Chronicle》. 2019년 7월 20일에 확인함.
489. ↑  Klepek, Patrick (2019년 7월 23일). “Internal Nintendo Memo Instructs Customer Service to Fix 'Joy-Con Drift' for Free”. 《Vice Games》. 2019년 8월 9일에 확인함.
490. ↑  Good, Owen S. (2019년 9월 28일). “Joy-Con drift lawsuit adds Switch Lite to class-action complaint”. 《폴리곤》. 2019년 9월 28일에 확인함.
491. ↑  Valentine, Rebekah (2020년 3월 11일). “Joy-Con drift lawsuit denied dismissal, but referred to arbitration”. 《GamesIndustry.biz》. 2020년 3월 12일에 확인함.
492. ↑  Valentine, Rebekah (2020년 1월 2일). “Nintendo wins injunction against creator of Switch mod that enabled piracy”. 《GamesIndustry.biz》. 2020년 1월 2일에 확인함.
493. ↑  Carpenter, Nicole (2020년 5월 18일). “Nintendo files lawsuits in crackdown against Switch hackers”. 《폴리곤》. 2021년 4월 17일에 확인함.
494. ↑  Carpenter, Nicole (2020년 11월 18일). “Nintendo sues more hack sellers, 'a worsening international problem'”. 《폴리곤》. 2021년 4월 17일에 확인함.
495. ↑  Carpenter, Nicole (2021년 4월 17일). “Nintendo suing Bowser over Switch hacks”. 《폴리곤》. 2021년 4월 17일에 확인함.
496. ↑  Scullion, Chris (2025년 1월 16일). “OFFICIAL: Nintendo has revealed Nintendo Switch 2”. 《VGC》 (미국 영어). 2025년 1월 16일에 확인함.
497. ↑  Wood, Austin (2025년 1월 16일). “First Nintendo Switch 2 hands-on opportunity coming at global events starting in April – registration opens January 17, but tickets will be a random lottery”. 《GamesRadar+》. 2025년 1월 16일에 확인함.
498. 1 2  Robinson, Andy (2023년 7월 31일). “Sources: Nintendo targets 2024 with next-gen console”. 《Video Games Chronicle》 (영국 영어). 2023년 7월 31일에 원본 문서에서 보존된 문서. 2023년 8월 1일에 확인함.
499. ↑  Campbell, Evan (2023년 6월 27일). “Nintendo Will Keep The Same Account System On Next Console For Ease Of Use, Apparently”. 《게임스팟》 (미국 영어). 2024년 1월 15일에 원본 문서에서 보존된 문서. 2024년 1월 15일에 확인함.
500. ↑  Phillips, Tom (2023년 9월 7일). “Nintendo demoed Switch 2 to developers at Gamescom”. 《유로게이머》. 2023년 9월 7일에 원본 문서에서 보존된 문서. 2023년 9월 7일에 확인함.
501. ↑  Warren, Tom (2023년 9월 18일). “Activision was briefed on Nintendo's Switch 2 last year”. 《더 버지》. 2023년 9월 18일에 원본 문서에서 보존된 문서. 2023년 9월 18일에 확인함.
502. 1 2  Peters, Jay (2025년 1월 16일). “Here's the Nintendo Switch 2”. 《더 버지》. 2025년 1월 16일에 확인함.
503. ↑  Leadbetter, Richard (2023년 11월 3일). “Inside Nvidia's new hardware for Switch 2: what is the T239 processor?”. 《유로게이머》 (영어). 2023년 11월 9일에 원본 문서에서 보존된 문서. 2023년 11월 9일에 확인함.
504. ↑  Scullion, Chris (2024년 5월 10일). “Switch 2 tech specs may have been found in customs and shipping data”. 《Video Games Chronicle》 (영어). 2024년 5월 13일에 원본 문서에서 보존된 문서. 2024년 5월 15일에 확인함.
505. ↑  Mochizuki, Takashi; Furukawa, Yuki (2024년 1월 25일). “Nintendo's Next Switch Coming This Year With LCD, Omdia Says”. 《블룸버그 뉴스》. 2024년 1월 26일에 원본 문서에서 보존된 문서. 2024년 1월 27일에 확인함.
506. ↑  Robinson, Andy (2023년 9월 7일). “Sources: Nintendo showed Switch 2 demos at Gamescom”. 《Video Games Chronicle》 (영국 영어). 2023년 9월 11일에 원본 문서에서 보존된 문서. 2023년 9월 11일에 확인함.
507. ↑  Robinson, Andy (2024년 1월 11일). “Audio firm publishes PR claiming Switch 2 will release in September, later claims it 'guessed'”. 《Video Games Chronicle》. 2024년 1월 11일에 원본 문서에서 보존된 문서. 2024년 1월 11일에 확인함.
508. ↑  Robinson, Andy (2024년 1월 3일). “Switch 2 'likely to be iteration rather than revolution', predicts analyst”. 《Video Games Chronicle》. 2024년 1월 4일에 원본 문서에서 보존된 문서. 2024년 1월 4일에 확인함.
509. ↑  Phillips, Tom (2024년 2월 16일). “Nintendo Switch 2 release date now Q1 2025 - reports”. 《유로게이머》. 2024년 2월 16일에 원본 문서에서 보존된 문서. 2024년 2월 16일에 확인함.
510. ↑  Robinson, Andy (2024년 2월 16일). “Sources: Nintendo Switch 2 will now launch in 2025”. 《Video Games Chronicle》. 2024년 2월 17일에 원본 문서에서 보존된 문서. 2024년 2월 16일에 확인함.
511. ↑  Mochizuki, Takashi; Furukawa, Yuki (2024년 2월 16일). “Nintendo Is Telling Game Publishers Switch 2 Will Be Delayed”. 《블룸버그 뉴스》. 2024년 2월 17일에 원본 문서에서 보존된 문서. 2024년 2월 16일에 확인함.
512. ↑  Cyrer, Hirun (2024년 2월 26일). “Nintendo Switch 2 reportedly delayed to March 2025 to hinder scalping”. 《GamesRadar》. 2024년 2월 26일에 원본 문서에서 보존된 문서. 2024년 2월 26일에 확인함.
513. ↑  Carpenter, Nicole (2025년 1월 8일). “Switch 2 accessory announcement aligns with many of the console's leaks”. 《폴리곤》. 2025년 1월 13일에 확인함.
514. ↑  Sihn, Kaan (2024년 2월 11일). “Nintendo Switch 2 will reportedly have digital and physical backward compatibility, plus "enhanced" older games”. 《Games Radar》. 2024년 2월 11일에 원본 문서에서 보존된 문서. 2024년 2월 11일에 확인함.
515. ↑  Welsh, Oli (2025년 1월 16일). “Nintendo Switch 2 revealed, out in 2025”. 《폴리곤》 (미국 영어). 2025년 1월 16일에 확인함.
516. ↑  Valentine, Rebekah (2025년 1월 16일). “A New Mario Kart Game Is Seemingly Coming to Nintendo Switch 2”. 《IGN》 (영어). 2025년 1월 16일에 확인함.
517. ↑  Carpenter, Nicole (2025년 1월 16일). “Nintendo Switch 2 reveal teases new Mario Kart game”. 《폴리곤》. 2025년 1월 16일에 확인함.
518. ↑  Robinson, Andy (2025년 2월 4일). “Nintendo says it will continue to support Switch after Switch 2's launch, as long as there's demand”. 《VGC》. 2025년 2월 4일에 확인함.